# いすゞ・エルガ
エルガ（ERGA）は、ジェイ・バスが製造し、いすゞ自動車が2000年から販売している路線・自家用大型バス。
なお、エルガシリーズの9m大型路線バスはいすゞ・エルガLTを、9m中型路線バスはいすゞ・エルガミオを、10.5m中型路線バスはいすゞ・エルガJを参照のこと。

## 概要

### 登場時

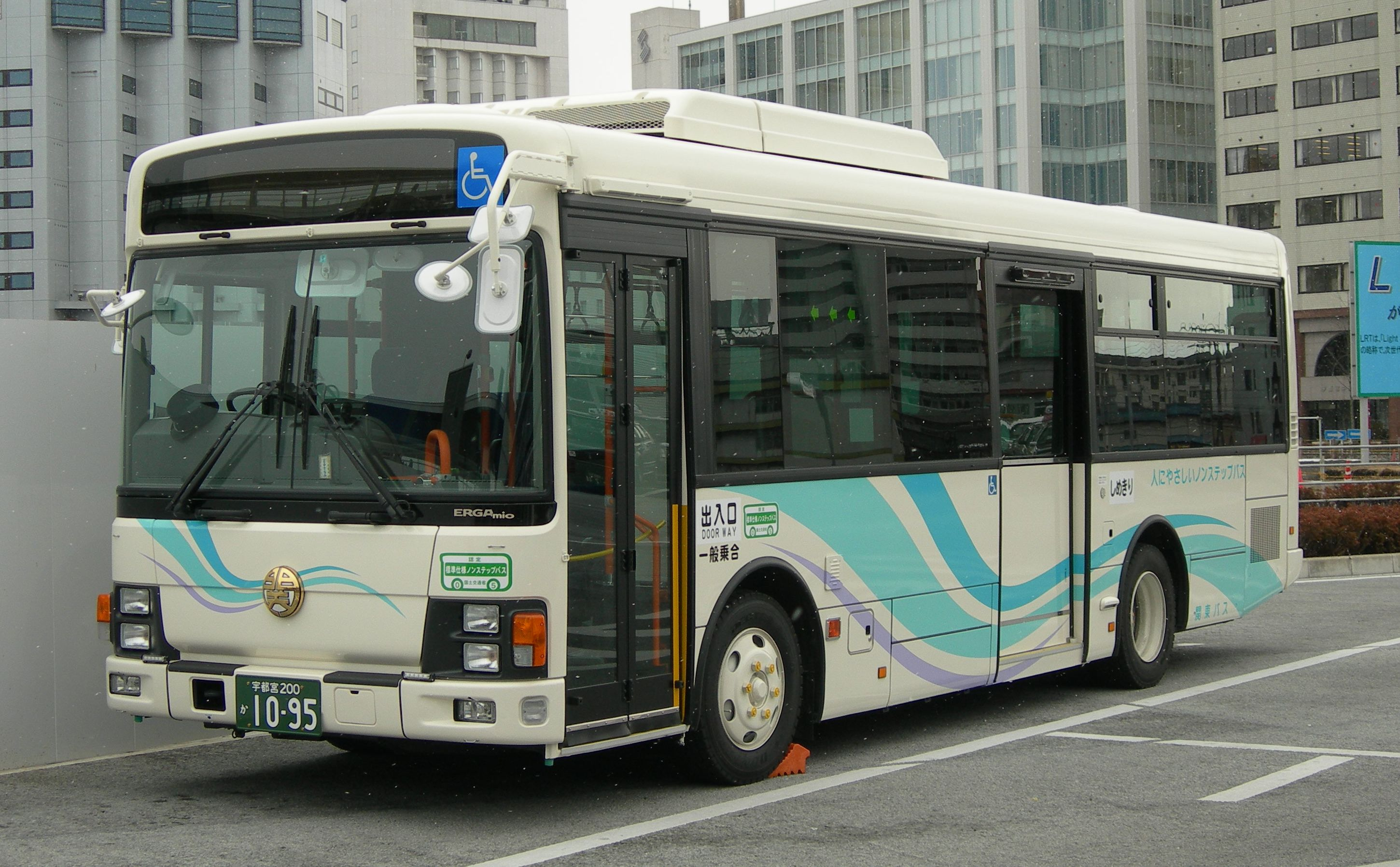
中型路線バス・エルガミオ
エルガと部品が共通化されている。
写真は関東自動車 (栃木県) 所属の車両

日本の長期規制（平成11年排出ガス規制）に合わせ、キュービックをフルモデルチェンジし2000年6月20日に登場した。車名はラテン語で「〜に向かって」と言う意味を持ち、新たな時代に向かって走り始めた路線バスをイメージしたことに由来する。外観は前年にフルモデルチェンジされた中型路線バス・エルガミオと同様に、全体的に四角く、コーナーに丸みを帯びたラウンディッシュキューブフォルムのボディーとなっている。また、ヘッドランプも視認性向上のために同じく横置きから縦置き4灯式に変更になった。これらは、エルガミオとの部品共通化によるコスト削減を念頭においている。
床形状としては、キュービックに引き続き、フルノンステップバス・ワンステップバス・ツーステップバス（路線仕様・高速仕様）が設定されたが、新たに前中ノンステップ（部分超低床車）のtype-Aが新たに追加された。type-Aは、後半パワートレーン部分をワンステップバスと構造共通化することによってコスト削減を図っており、以後のノンステップバスの主流となるものである（UDトラックス（旧:日産ディーゼル）・UA（当時）のGタイプと同一構造）。一方、キュービックの時代に設定されたトルコンAT搭載、横置きエンジンの床面フルフラットノンステップバスはtype-Bとなった。ホイールベースは4.8 m（L尺）・5.3 m（N尺）・5.8 m（Q尺）の3種類が設定されているが、Q尺のノンステップバスは構造上の関係などからtype-Aもtype-Bも製造されていない。
サスペンションはエアサスペンションを標準仕様とし、リーフサスペンションはオプション設定とされた。
2002年1月にはCNGノンステップバスが販売開始され、こちらはtype-A・type-B双方に設定された。また、自動車教習所向けの教習車も製造されており、多くがツーステップバスとなっている。

### メーカー標準仕様「ERGA-VP」の設定
2002年にコスト削減を目的として、メーカー標準仕様である「ERGA-VP」が設定された。「ERGA VALUABLE PACKAGE」の略で、どの運行事業者でも使いやすいように仕様を統一し、部品の共通化を図ることでコスト削減を行い、排出ガス規制強化に伴うコスト増大の影響を最小限にとどめることを目的としている。
これに伴い、リーフサスペンション車の製造が中止となったほか、ツーステップ路線バスは標準ラインアップからは除外されオプション扱いとなったため、カタログ上にも記載されなくなった。ツーステップ路線バスに関しては、後に交通バリアフリー法の制定に伴い、高速路線用や山岳路線用などを除き、原則として低床バスの購入を事業者側に対し義務付けることを見越してのものとされる。

### いすゞバス製造からジェイ・バスへ
| OEM / 統合車種の日野・ブルーリボンII（左：KL-KV280L1改）は、エルガ（右：KL-LV280L1改）とほぼ同一の車種である。（西東京バス） |  | OEM / 統合車種の日野・ブルーリボンII（左：KL-KV280L1改）は、エルガ（右：KL-LV280L1改）とほぼ同一の車種である。（西東京バス） |
| OEM / 統合車種の日野・ブルーリボンII（左：KL-KV280L1改）は、エルガ（右：KL-LV280L1改）とほぼ同一の車種である。（西東京バス） |  | |

その後の動きは、排出ガス規制や燃費基準が強化されていくことに伴う、コスト低減を図った動きが多く見られる。
初期のころは一部例外を除いていすゞバス製造で製造されていたが、いすゞ自動車と日野自動車のバス製造事業統合に伴い、2004年10月1日より両社合同資本のジェイ・バス宇都宮事業所（元いすゞバス製造）で製造が行われている。そのため開発はいすゞ自動車が一括して担当している。
また、車種に関してもOEM供給を経て現在は統合車種となっている。2004年8月にtype-Aのノンステップバスを日野にブルーリボンIIとしてOEM供給を開始。2005年1月14日からは統合車種となり、日野にワンステップバス・ツーステップバス（教習車を含む）も供給されることになった。ただし、CNG車とハイブリッド車の供給はこれまで行われたことはない。
ノンステップバスに関しては、CNG車も含んだtype-Bの製造が2005年8月をもって製造打ち切りとなり、type-Aに一本化された。これは通路の傾斜角が大きすぎて交通バリアフリー法の新たな規定に対応できなかったことや、エンジンルームが客室内に張り出している関係上、乗車定員が減少することに加え、追突事故や火災が発生した際の安全性に問題があったこと、トルコンATなどを使用することで販売価格が高く、事業者のニーズに沿わなかったことが要因である。
2012年には教習車の製造を中止した一方で、エルガハイブリッドと称するハイブリッド車の販売を開始した。

### モデルチェンジ
2015年に入り日野自動車とともにモデルチェンジが実施され、エルガは2代目となった。（日野では同時にブルーリボン（2代目）に改称）
MTの廃止とノンステップバスへの統一、エンジンの直列4気筒化が最大の特徴といえる。
自家用ツーステップ・CNGならびにハイブリッドはモデルチェンジ後も旧モデルのまま併売されていたが、これらは2017年までにすべて発売終了している。
なお、現在は自家用仕様として現行エルガのトップドアノンステップが発売されている。

## エルガ（ディーゼル車）
初代・2代目とも型式はLV系を名乗っている。

### 初代
初代の車種に関しては、ノンステップtype-A（部分超低床車）・ワンステップバス・ツーステップバスは型式名称が同一である一方、ノンステップバスtype-B（フルフラット超低床車）に関しては大きく異なるので、前者を先に掲載し、後者に関しては別記とする。

#### ツーステップバス/ワンステップバス/前中ノンステップバス（type-A）

##### KL-LV280/380系
2000年6月20日発売、長期規制（平成11年排出ガス規制）適合車。前述のように路線バスとしては、ノンステップバス (type-A) ・ワンステップバス・ツーステップバスが設定され、自家用バスも製造された。型式はエアサス車がKL-LV280系、リーフサス車がKL-LV380系である。
エンジンは路線バスでは珍しいキュービックKC-代のV型8気筒の8PE1型で、キュービックと同型（出力は177 kW (240 PS)および210 kW (285 PS)を搭載するが、トルク値が変更された。変速機はOD付き5速マニュアルシフト (ACT) が標準設定された。屋上の冷房装置はゼクセルが標準、デンソーがオプションとなる。
エアサスペンションを標準仕様とし、リーフサスはオプション仕様（ノンステップには未設定）であった。ニーリング機構は、ノンステップ では標準装備、エアサスツーステップ とエアサスワンステップ はオプションとなっている。
ワンステップバス・ツーステップバスに関しては3種類の尺がある一方、ノンステップバスは床下の骨格構造が異なる関係上、L・Nの2種類のみである。WB 5.8 mのQ尺車（LV280Q1）の納入事業者は、新潟交通・じょうてつ・東京ベイシティ交通・奈良交通・国際興業バスなど数えるほどしかない。ツーステップ路線車の実際の納入事業者は多くはないものの、他メーカーと異なりいすゞでは標準仕様の一つとしてラインナップしており、前後扉仕様も標準設定されている。
その他、JRバス中国がクレアライン等の近距離高速路線（社内では「準高速バス」と称する）用として「SE（Semi Express：準高速）仕様」を導入した。準高速仕様車はカタログ上では前扉のみを装備したツーステップバスとなっているが、国際興業バスや南海バスなど、一部の事業者には前中扉・ワンステップ仕様の車両も存在する。
日野自動車へのOEM供給は2004年8月に開始され、日野側に存在しなかった前中ノンステップバス（部分超低床車）であるKL-KV280系がブルーリボンIIとして供給された。ステアリングホイールや車体の内外装に記載されているメーカーロゴ以外は、KL-LV280系とほぼ同一仕様となっており、外観からの識別は非常に困難である。
リーフサスのKL-LV380系は、2000年から2001年までとごく短期間の製造期間にとどまった。2000年代は路線バスでもバリアフリー対応が進み、ノンステップバスが床を下げ乗降を容易にするニーリング機構とセットで普及していった時期であり、エルガもそうした時代を担うモデルとして登場した車種であった。しかし収容力や道路事情の面でワンステップ車を求める事業者では導入コストの安いリーフサスへの需要も残り、相鉄バス、京成バス、立川バス、箱根登山バスでは、リーフサスのKL-LV380L1を導入していた。これらの事業者でもノンステップ・エアサスのエルガと並行導入する場合が多かった。
エアサスのKL-LV280系は、PJ-LV234系の発売後も、2005年8月31日まで販売されていた。
型式は以下のとおり。ノンステップバスはエアサスのみ。
|                                               | WB 4.8 m     | WB 5.3 m     | WB 5.8 m   |
| --------------------------------------------- | ------------ | ------------ | ---------- |
| エアサスワンステップ エアサスツーステップ     | KL-LV280L1   | KL-LV280N1   | KL-LV280Q1 |
| リーフサスワンステップ リーフサスツーステップ | KL-LV380L1   | KL-LV380N1   | KL-LV380Q1 |
| エアサスノンステップ                          | KL-LV280L1改 | KL-LV280N1改 |            |

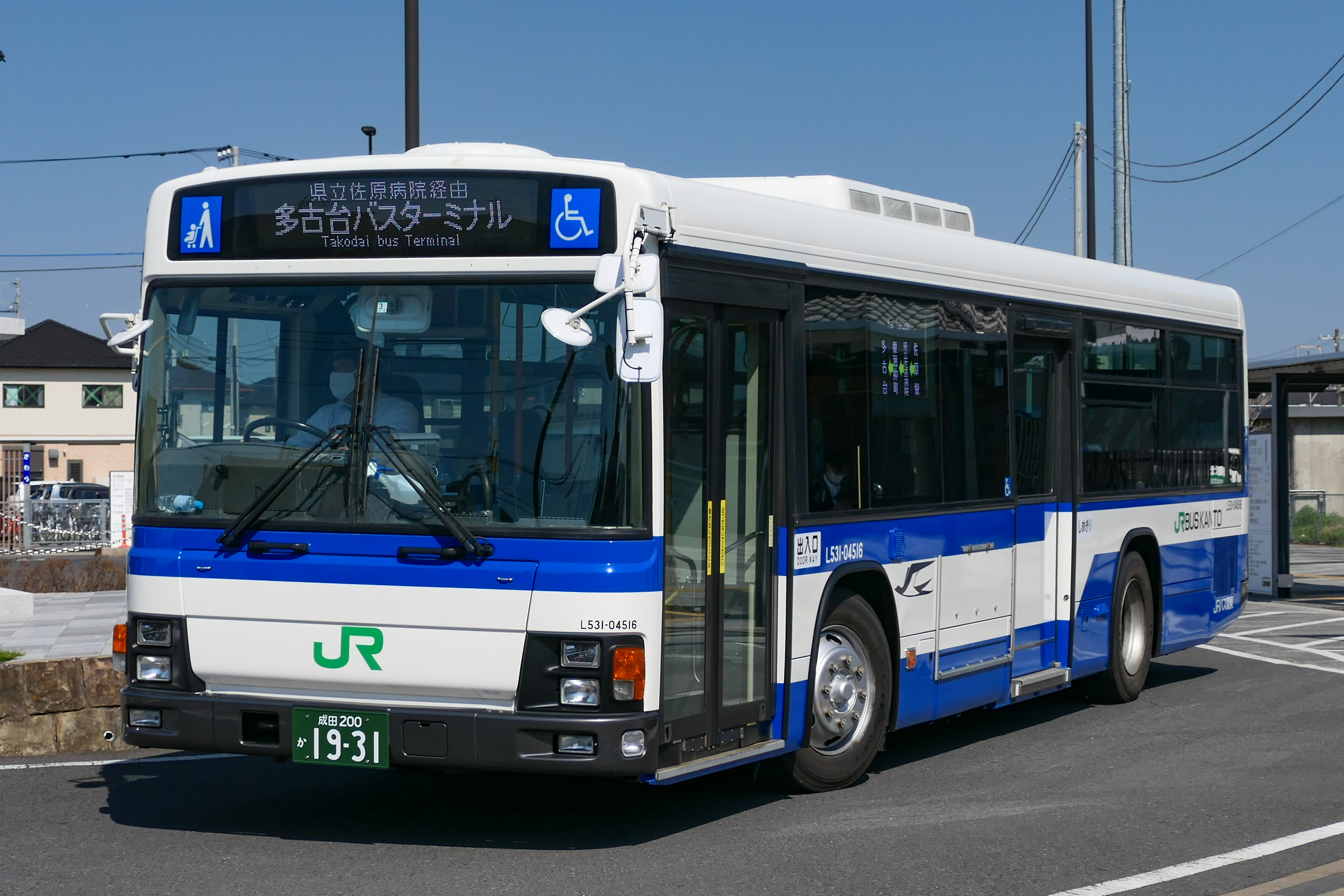
ノンステップバス KL-LV280L1改 ジェイアールバス関東
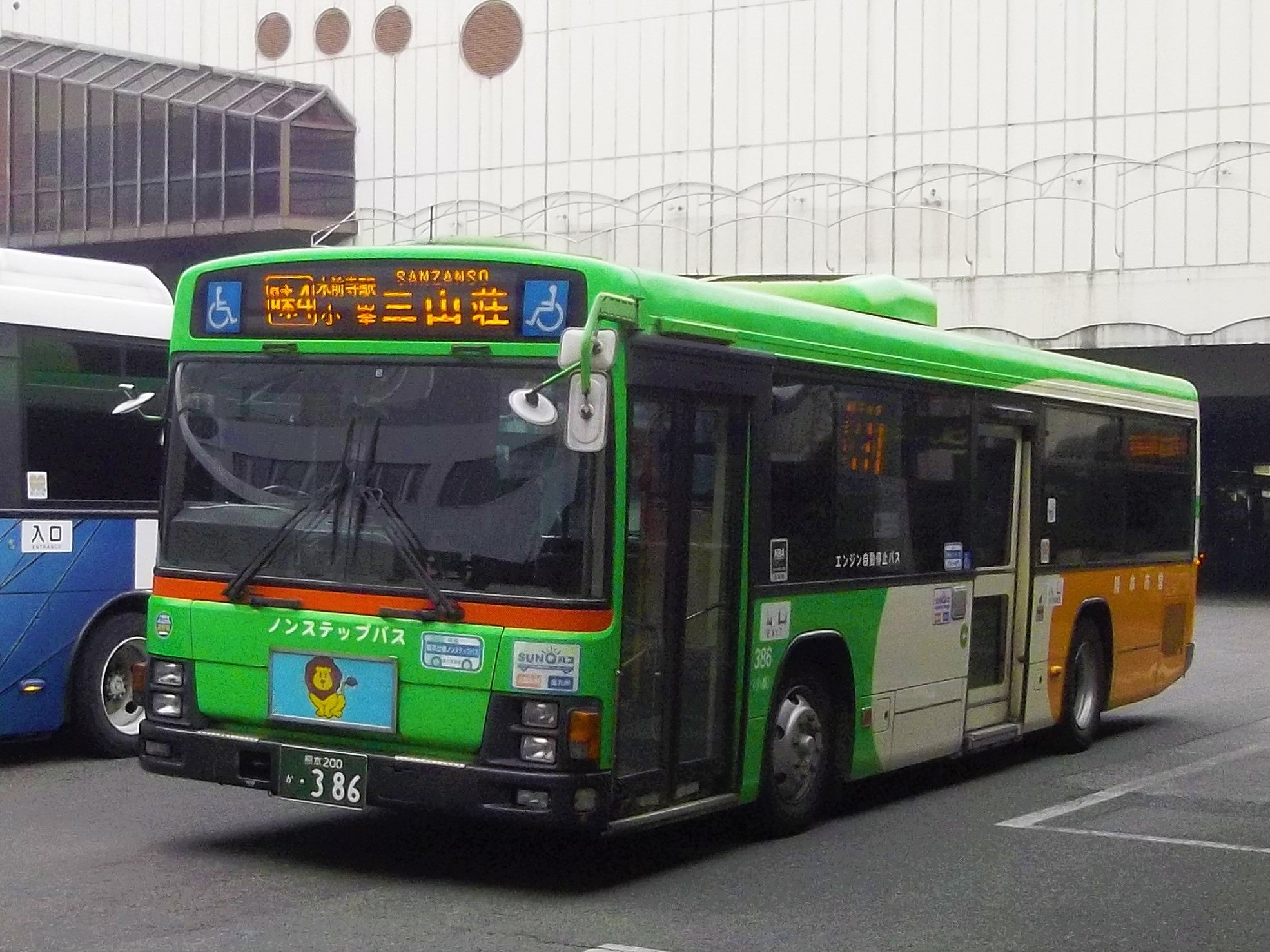
ノンステップバス KL-LV280L1改 熊本都市バス（熊本市交通局時代）
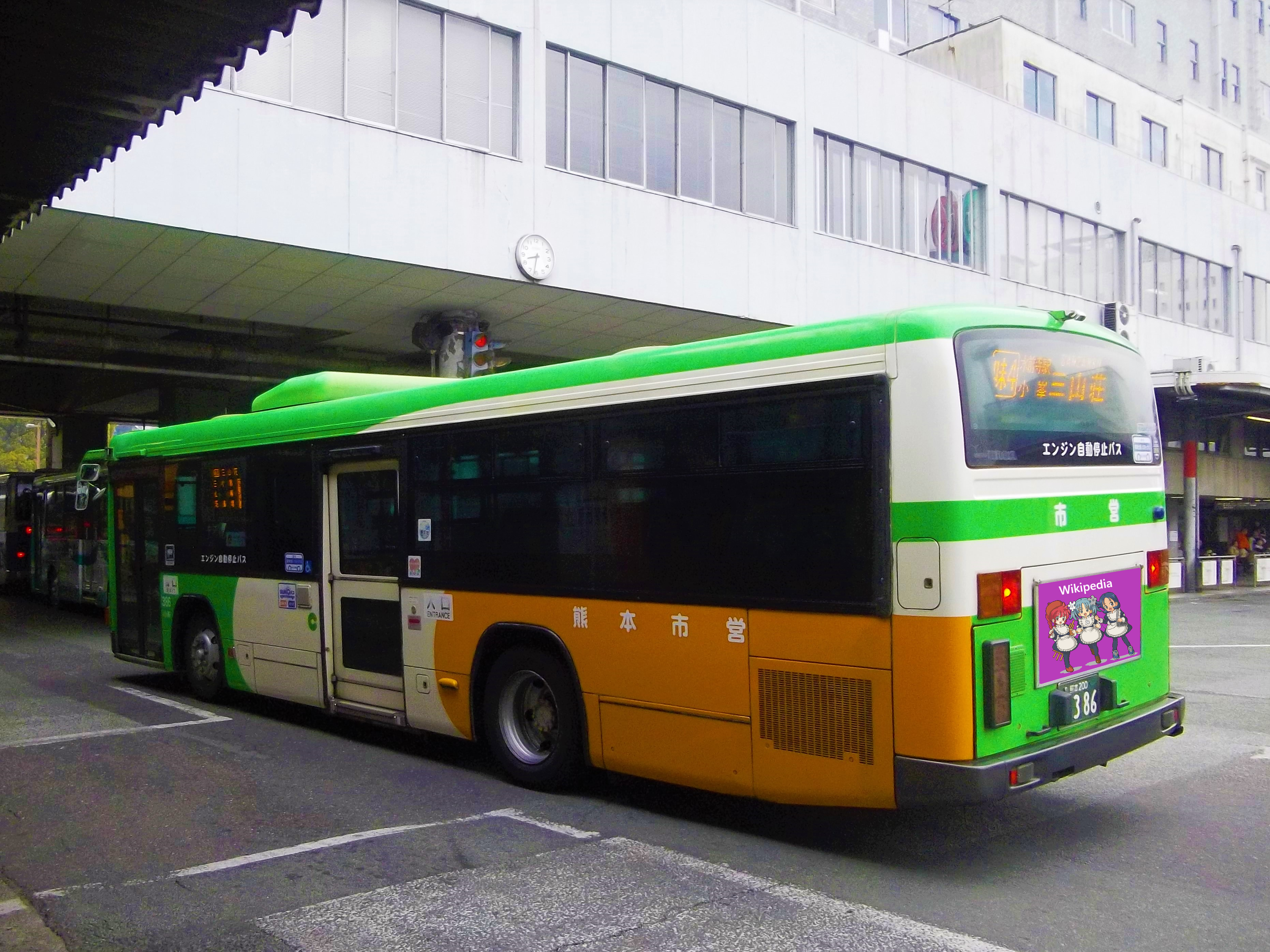
ノンステップバス KL-LV280L1改 後部 熊本都市バス（熊本市交通局時代）
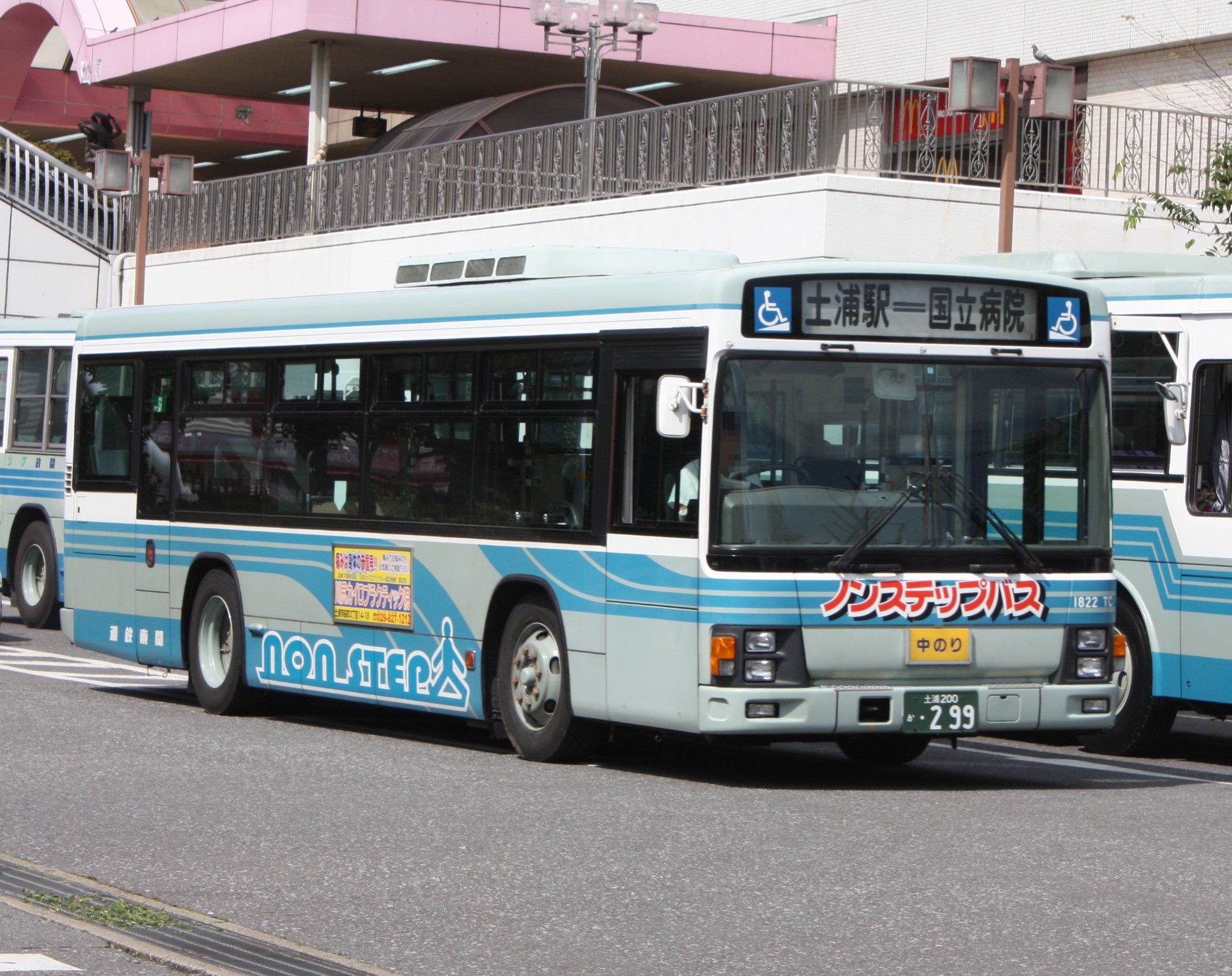
ノンステップバス KL-LV280N1改 関東鉄道
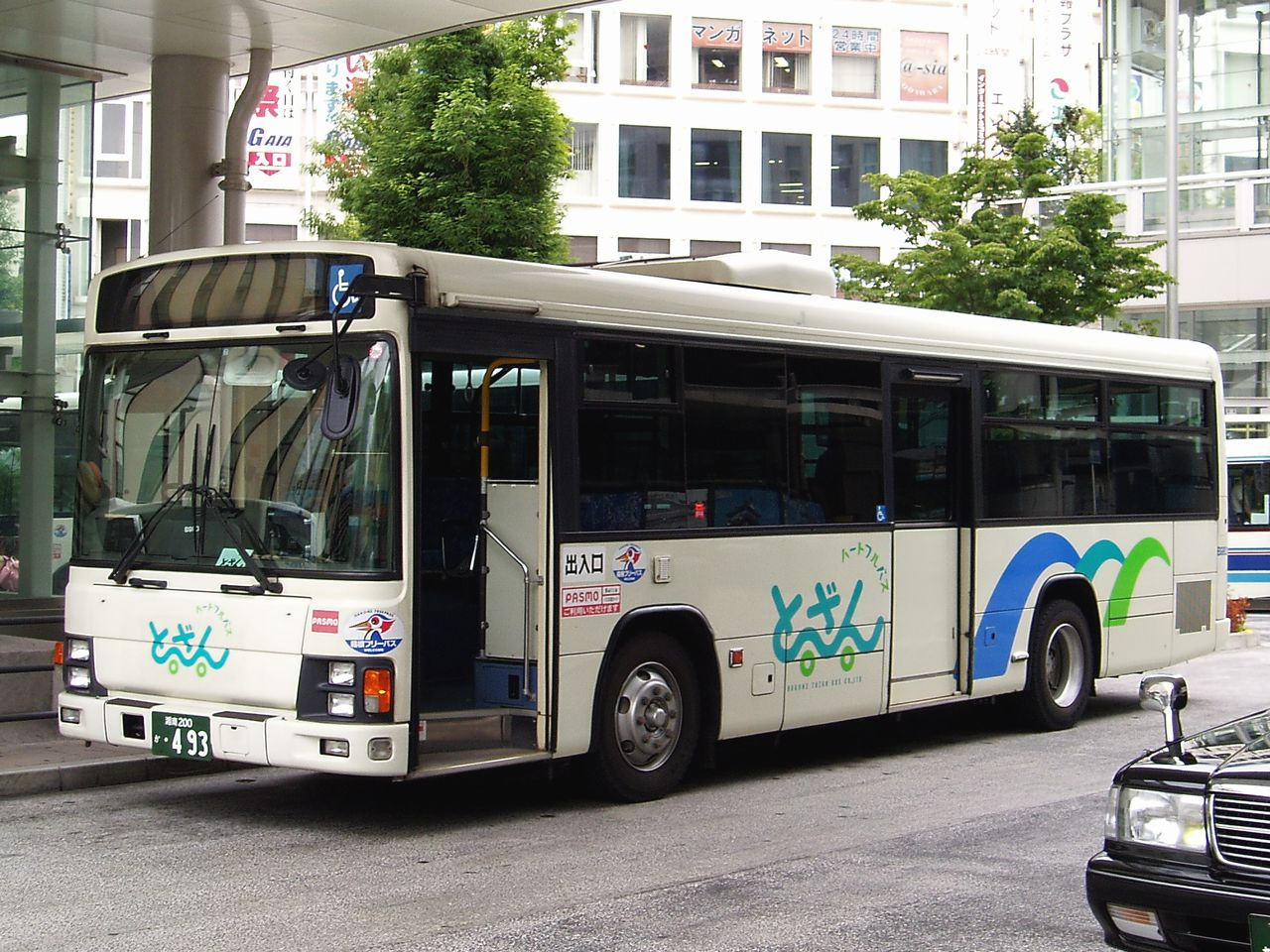
ワンステップバス KL-LV280L1 箱根登山バス
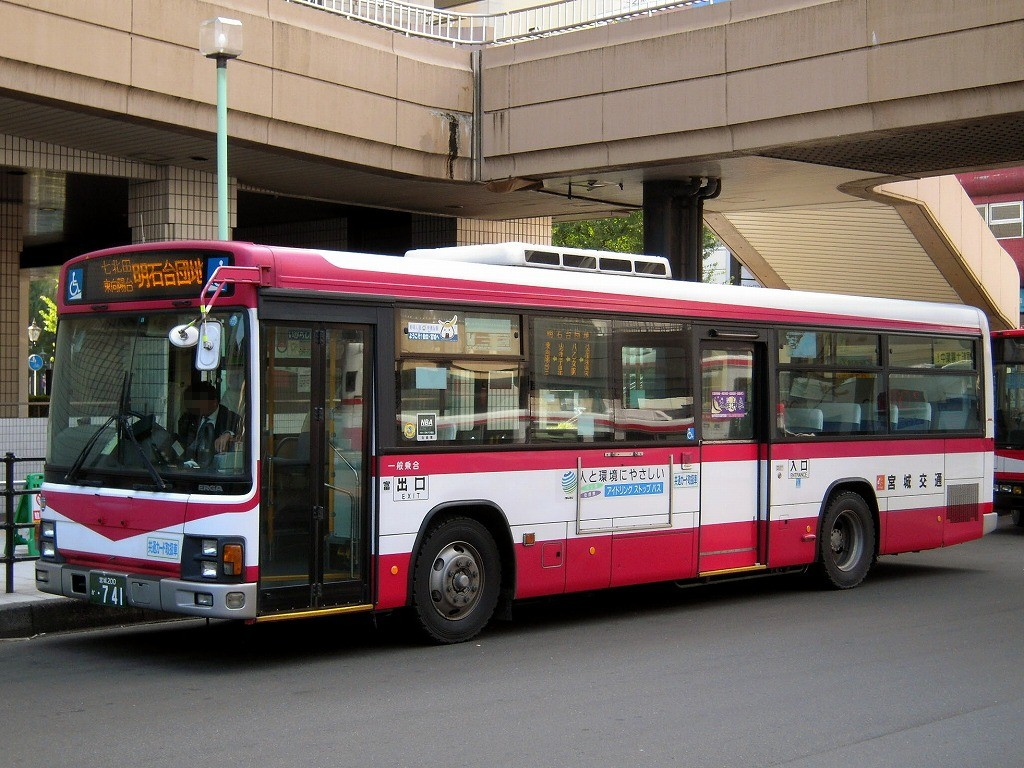
ワンステップバス KL-LV280N1 宮城交通
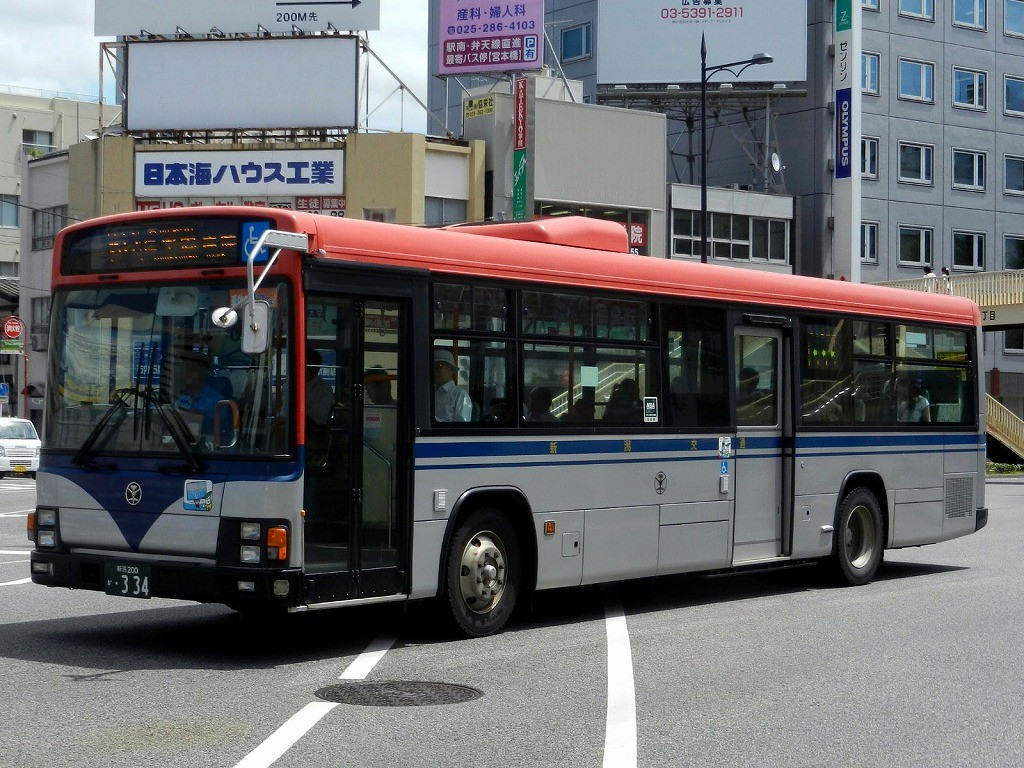
ワンステップバス KL-LV280Q1 新潟交通
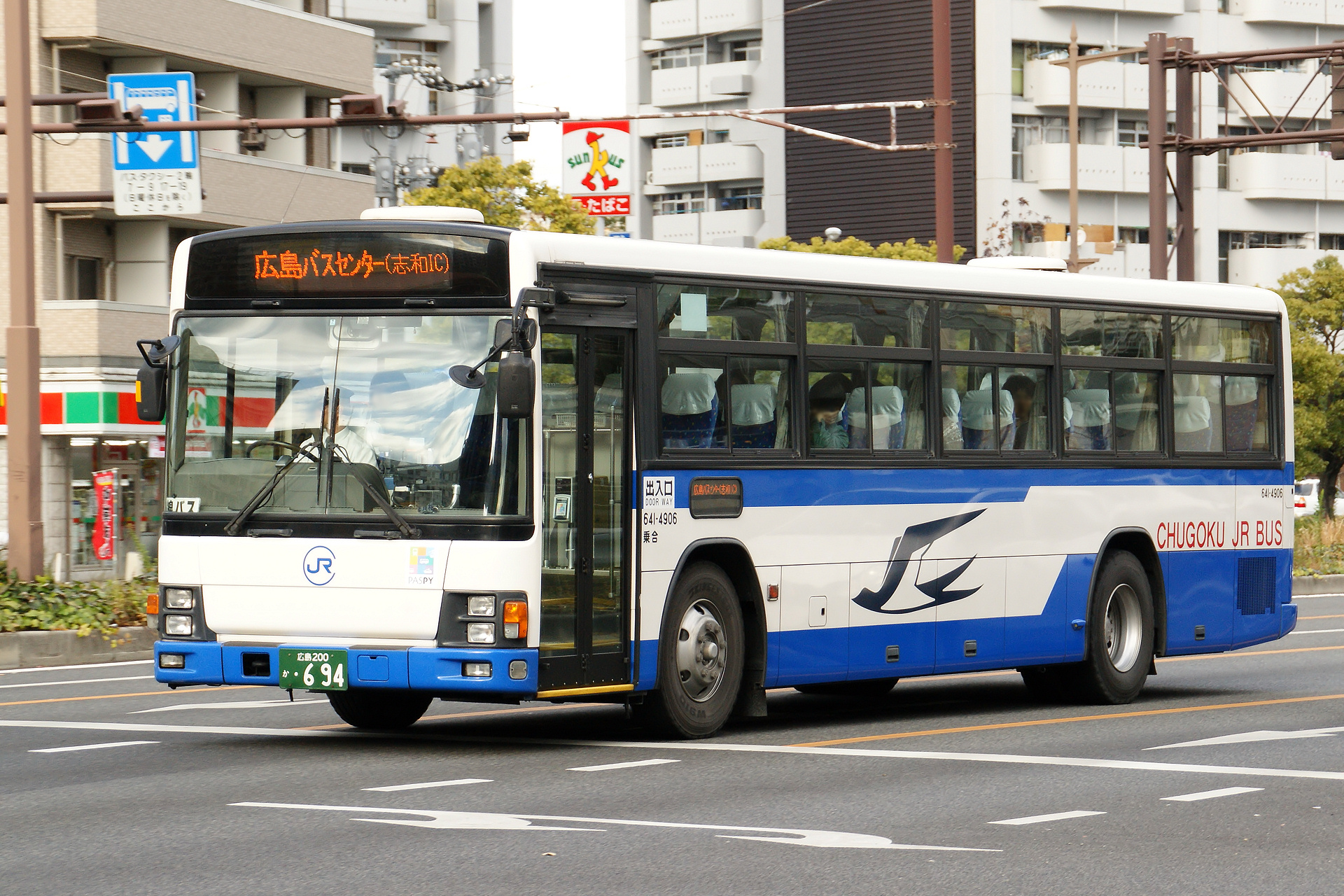
ツーステップバス（高速仕様） KL-LV280Q1 JRバス中国
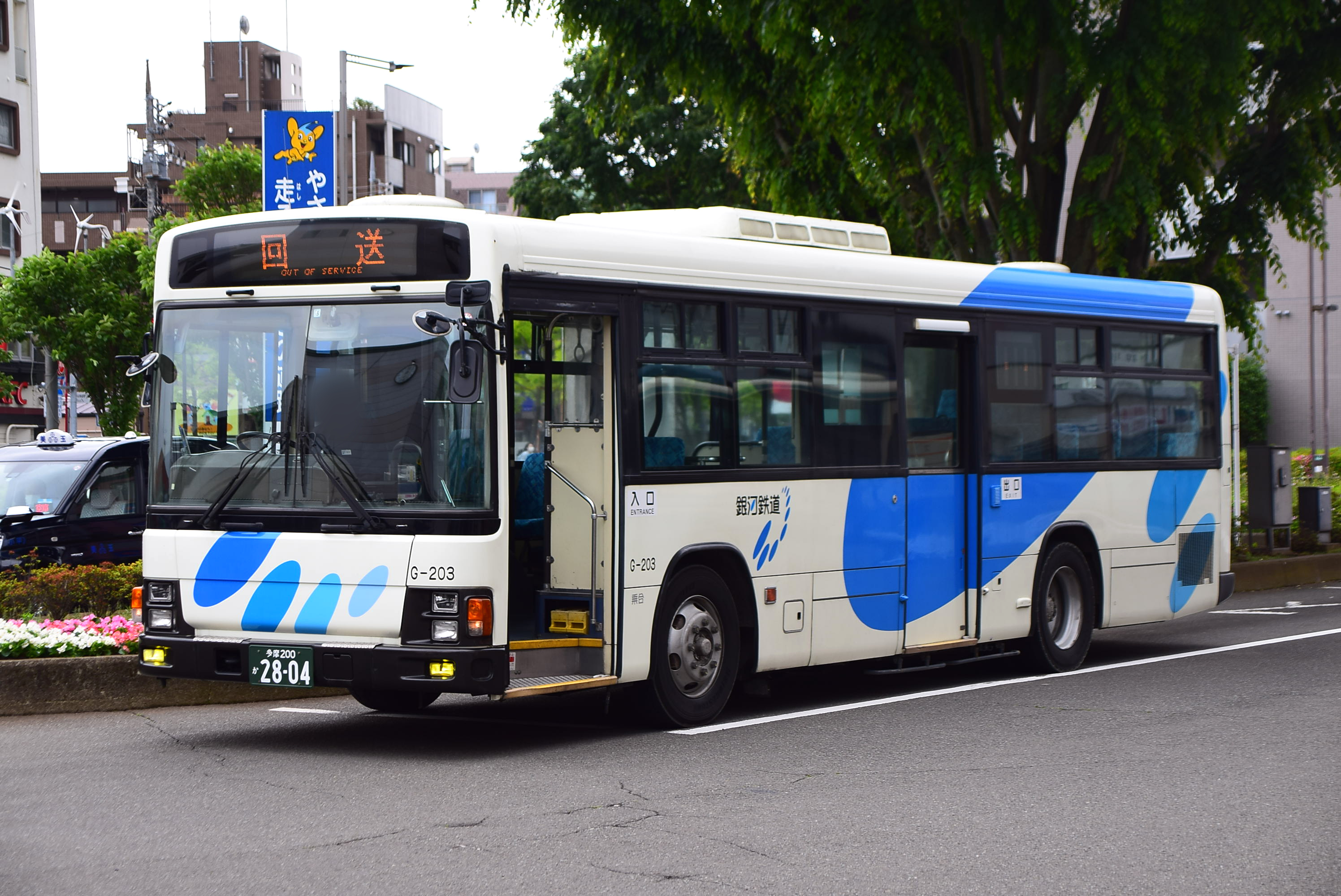
ワンステップバス（リーフサス仕様） KL-LV380L1 銀河鉄道（元・立川バス J726号車）

##### PJ-LV234系
2004年12月21日に発売された、新短期規制（平成16年排出ガス規制）適合車。平成12年排出ガス規制に対して粒子状物質75 %低減レベル車となっており、超低PM車（☆☆☆適合）となっている。日野自動車のブルーリボンIIとはCNGノンステップバスを除き統合車種という位置づけになり、2005年1月14日からKV234系として供給が開始された。識別が困難なのは変わっておらず、ハンドルや製造銘板に「HINO」とあればブルーリボンIIと判別できる程度である。

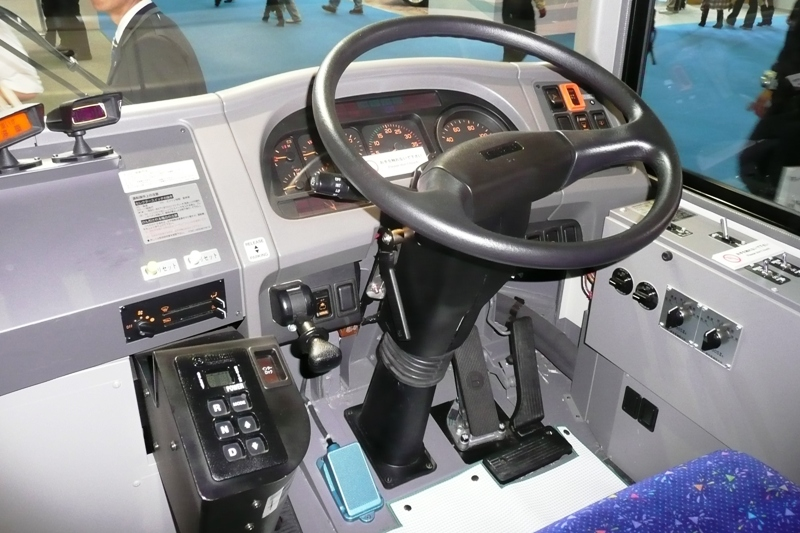
エルガの運転席（アリソン製AT搭載車）

エンジンは中型車と同型の過給器付きエンジンを大型車向けにチューニングした6HK1-TCC （191 kW/260PS)に変更された。従来車に比べて出力は20PS向上した一方で低速トルクが細くなり、1700回転付近から急にターボが効き出すので、坂道発進が難しくなった。5速MT車のトランスミッションは、OD5速から直結5速（5速の減速比が1:1）に変更、ファイナルギアも減速比を大きく（ローギヤード化）して補っている。オプションでファイナルギア5.857も設定あり。オプションのOD5速AT車の変速機構は、type-Bと同型のZFからアリソンに変更された。対応が遅れていた高出力車及び自家用系と近距離高速路線車のSEも後日に発売され、出力300PSの6HK1-TCH型エンジンが搭載された。自家用ツーステップはパワーアシスト付きトランスミッションが標準でACTはオプション設定された。またアイドリングストップもオプション設定。路線用高出力車も直結5MTが標準。オプションで直結5MT+5.857、OD6MT、OD6MT+5.857、OD5ATが設定された。中型車用をベースとした軽量コンパクトなエンジンに載せ換えたこと、トランスミッションがOD付6速になったことで発進性も遜色はなく、燃費性能向上が大きな特徴になっている。
LV280系との相違点は、側面の反射器の有無と後部のエンジングリル開口部、及びリザーバタンク点検口が公式側から非公式側に移ったこと、エンジン回転計が同時期の中型車と共通化したこと、車内の空調ダクトが最後部まで続いていることなどがある。
型式は以下のとおり。
|                           | WB 4.8 m   | WB 5.3 m   | WB 5.8 m   |
| ------------------------- | ---------- | ---------- | ---------- |
| ノンステップ              | PJ-LV234L1 | PJ-LV234N1 |            |
| ワンステップ ツーステップ | PJ-LV234L1 | PJ-LV234N1 | PJ-LV234Q1 |

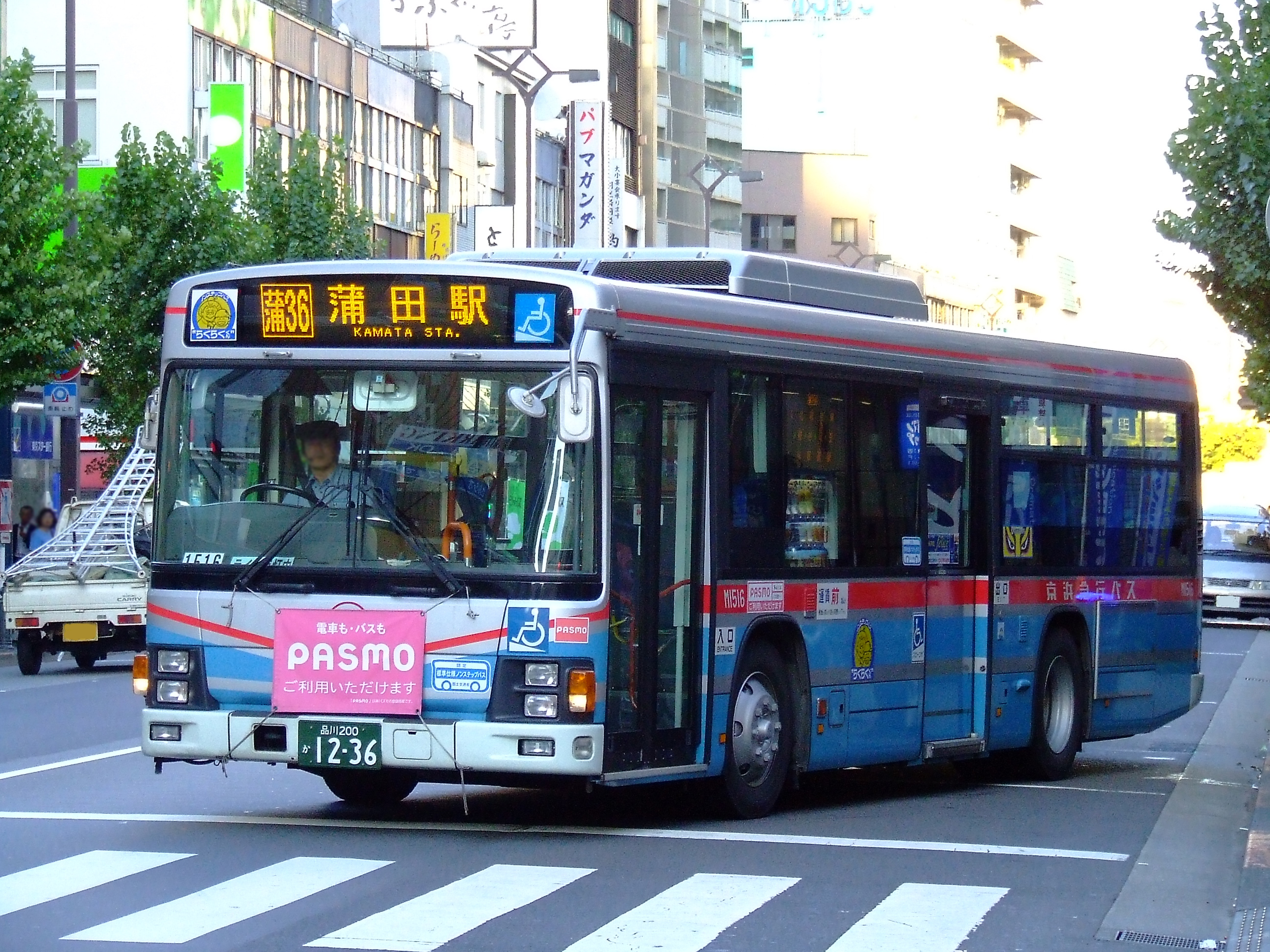
ノンステップバス PJ-LV234L1 京浜急行バス
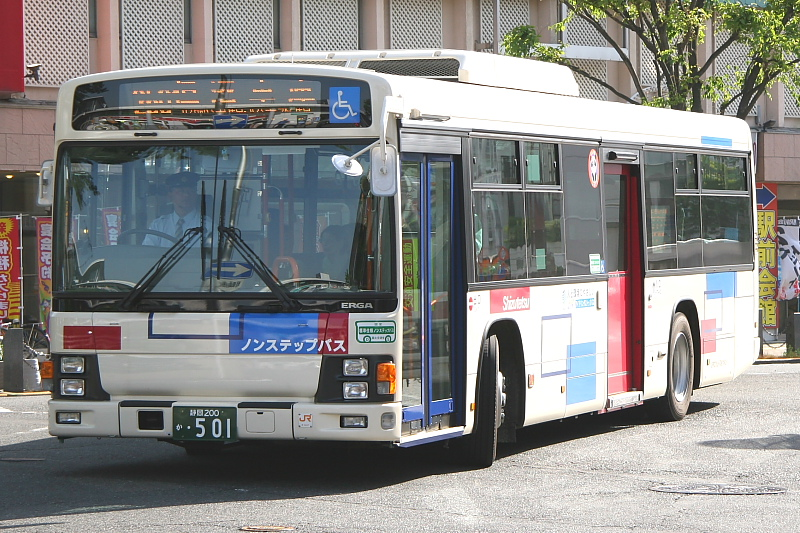
ノンステップバス PJ-LV234N1 しずてつジャストライン
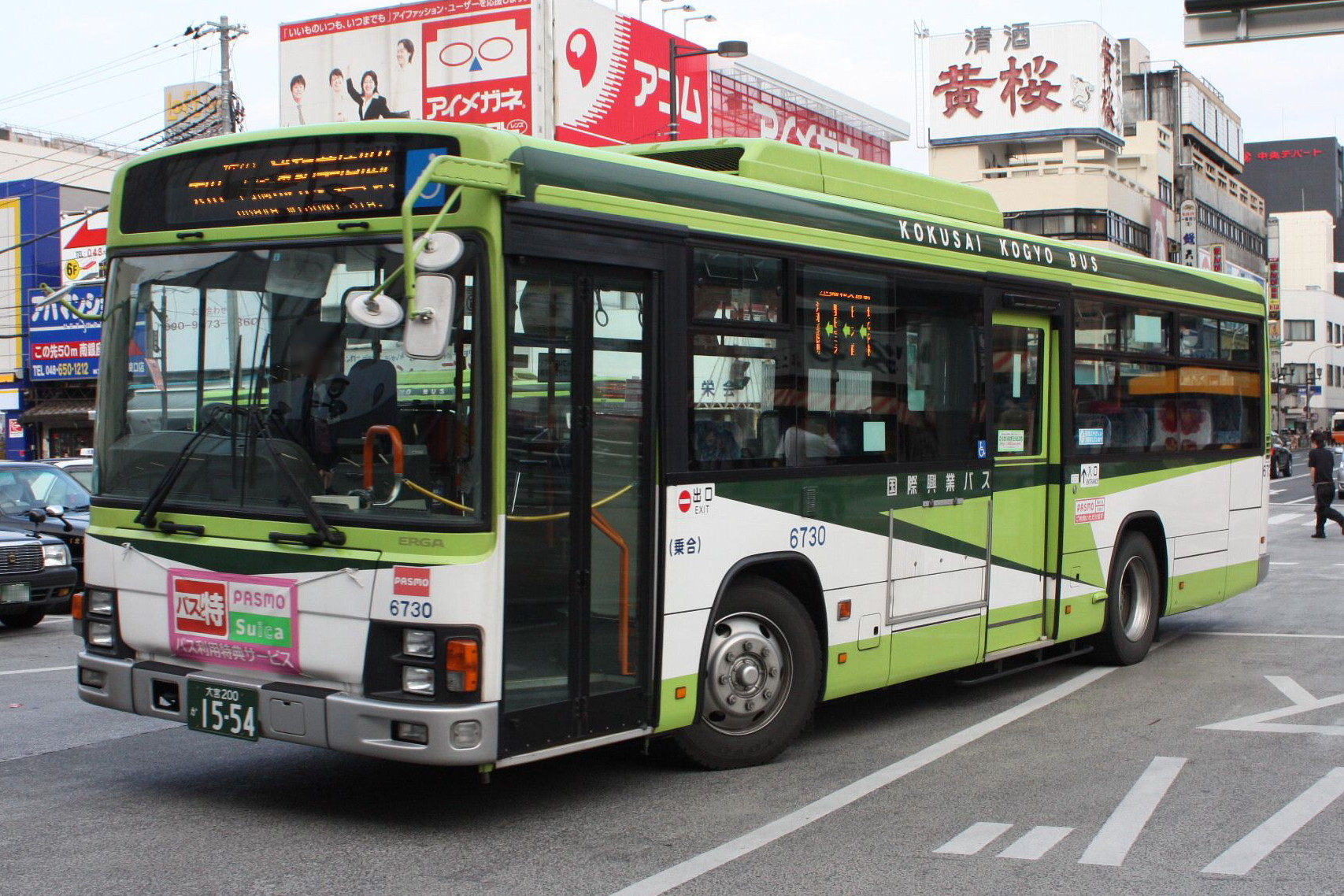
ワンステップバス PJ-LV234L1 国際興業バス
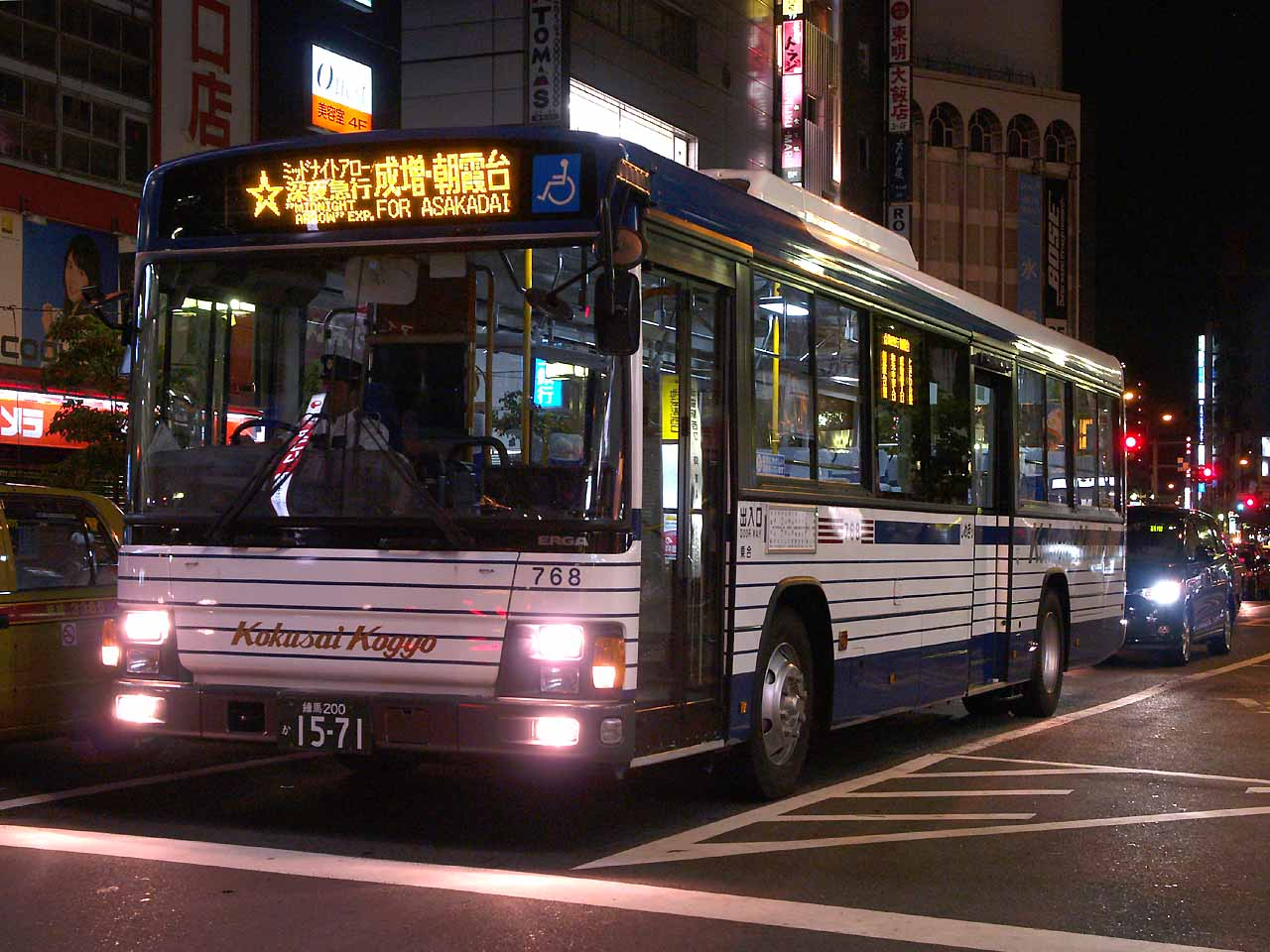
ワンステップバス（高速仕様） PJ-LV234Q1 国際興業バス
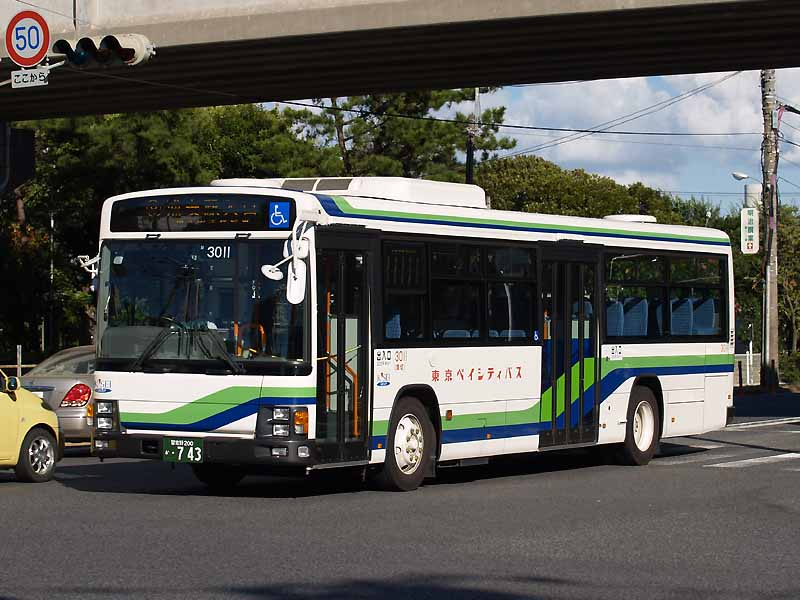
ワンステップバス PJ-LV234Q1 東京ベイシティ交通
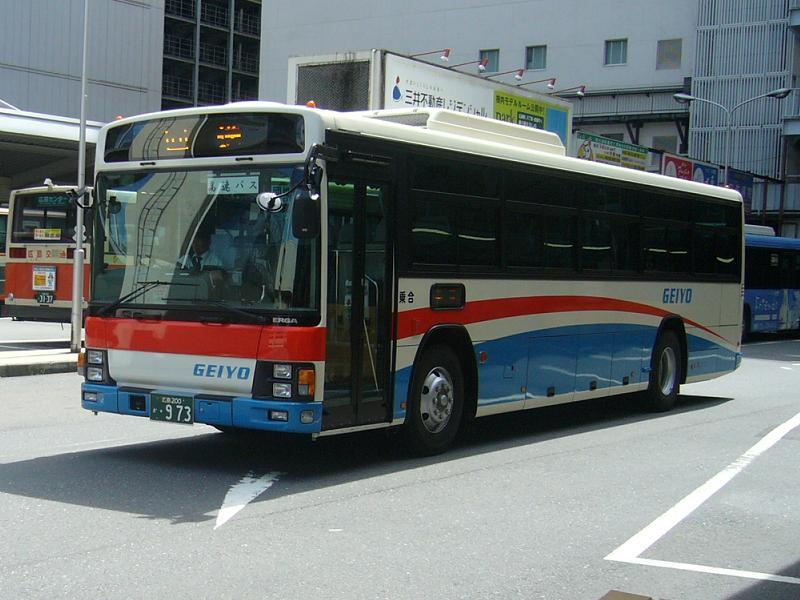
ツーステップバス（高速仕様） PJ-LV234Q1 芸陽バス

##### PKG-/PDG-LV234系
2007年2月22日に発売された、新長期規制（平成17年排出ガス規制）適合車。基準に対して粒子状物質 (PM) の10 %減を達成している。車両総重量14トン以上のMT車の一部は平成27年燃費基準に適合しており、自動車取得税が2 %免除される。高出力車に関しても同年8月7日に追加設定されたが、同様に燃費基準をクリアしている車両、していない車両が発売されている。なお、2007年8月31日までPJ-LV234系の登録が可能であったことから、実際にはこの後に多く納入されている。
エンジンは標準出力車が6HK1-TCC（191 kW (260 PS)）、高出力車が6HK1-TCS（221 kW (300 PS)）となっているが、VGSターボ採用により低速域のトルクを向上させた。トランスミッションはOD6速MT、直結5速MT、OD5速AT（アリソン製）の3種類である。PJ-代との違いは、標準出力車にオプションでOD6速MTが設定された。高出力車はOD6速MTが標準になった。また先代同様にファイナルギア違いがオプション設定された。標準出力アリソンATにファイナルギア違いが設定された。またPDG-規制の高出力車はDD5速MTが設定されていた。また、路線バス仕様のほかに自家用仕様も用意されており、定員が異なる。これら違いにより同じホイールベースの車両でも多種多様なラインナップが存在し、燃費が各々異なっている。さらに、この世代からはKL-世代の途中からオプション扱いとなっていたツーステップ路線バスに加え、準高速仕様車もオプション扱いに変更となったため、カタログ上に記載されなくなっている。
| エルガとブルーリボンIIは、PKG-からヘッドライト形状が異なっていた（西東京バス） |  | エルガとブルーリボンIIは、PKG-からヘッドライト形状が異なっていた（西東京バス） |
| エルガとブルーリボンIIは、PKG-からヘッドライト形状が異なっていた（西東京バス） |  |                                                                                |

今回の車種から、ワンステップバスのサスペンションがノンステップバスのものと同一になり、コストの削減が行われた。車内のスタンションポール（握り棒）の取り付けが変更されたほか、個別仕様による位置変更が容易になった。従来はステンレス製だったポール素材は粉体塗装のオレンジ色パイプになった。ノンステップバスでは非公式側の最後部窓が拡大された。その他、公式側にエンジンルーバーが新設されており、PJ-LV（日野・ブルーリボンIIはPJ-KV）系との識別が可能になっている。
また、同時にマイナーチェンジされたブルーリボンII（型式がPKG-/PDG-KV234系に変更）では、ヘッドライトが2灯式に変更されたことなどで、エルガとの外観上の区別が容易になった。
型式は以下のとおり。燃費基準達成車が「PKG-」、非達成車が「PDG-」となる。※アリソンAT車は「PDG-」
|                           | WB 4.8 m                | WB 5.3 m                | WB 5.8 m                |
| ------------------------- | ----------------------- | ----------------------- | ----------------------- |
| ノンステップ              | PKG-LV234L2 PDG-LV234L2 | PKG-LV234N2 PDG-LV234N2 |                         |
| ワンステップ ツーステップ | PKG-LV234L2 PDG-LV234L2 | PKG-LV234N2 PDG-LV234N2 | PKG-LV234Q2 PDG-LV234Q2 |

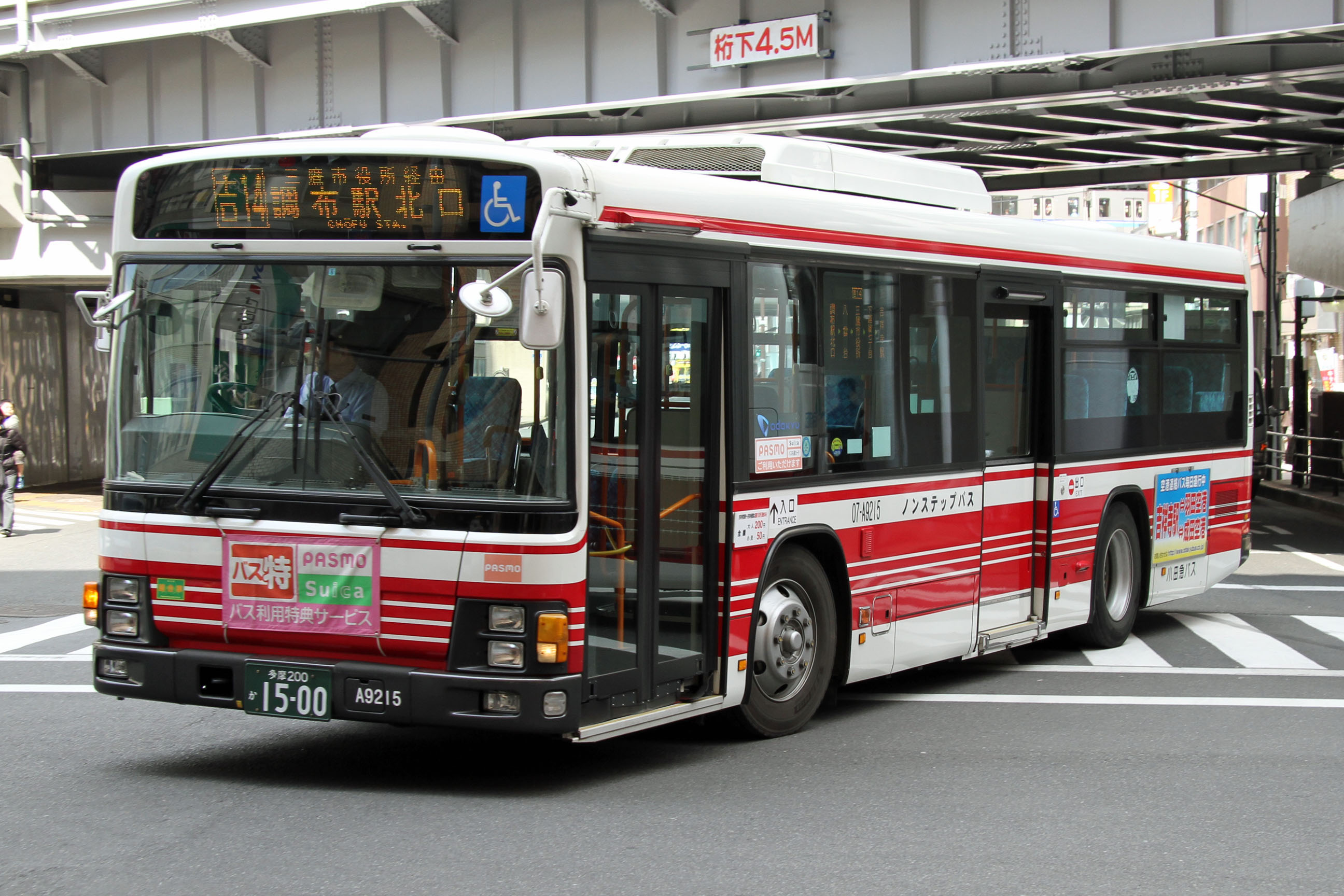
ノンステップバス PKG-LV234L2 小田急バス
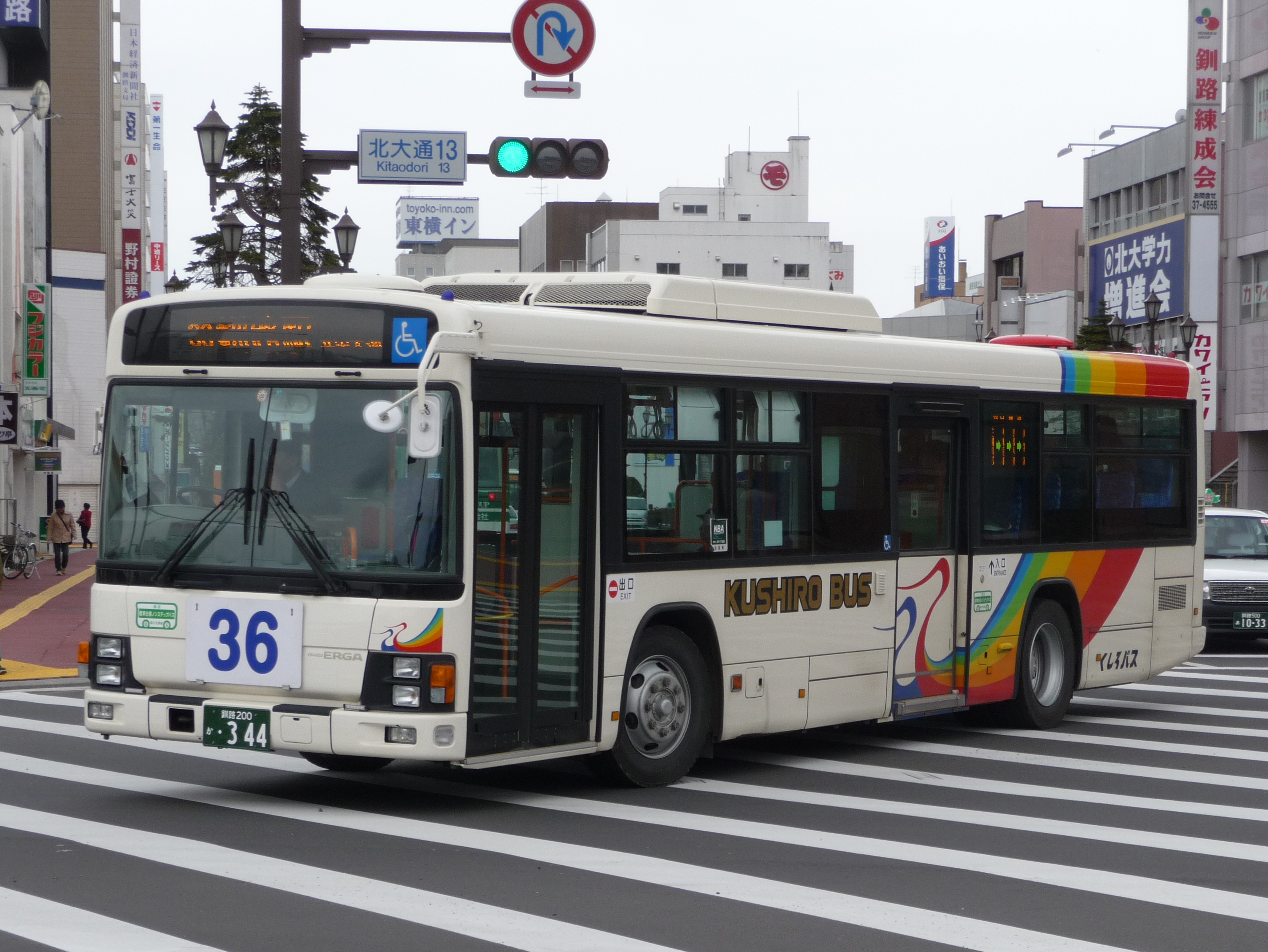
ノンステップバス PKG-LV234N2 くしろバス
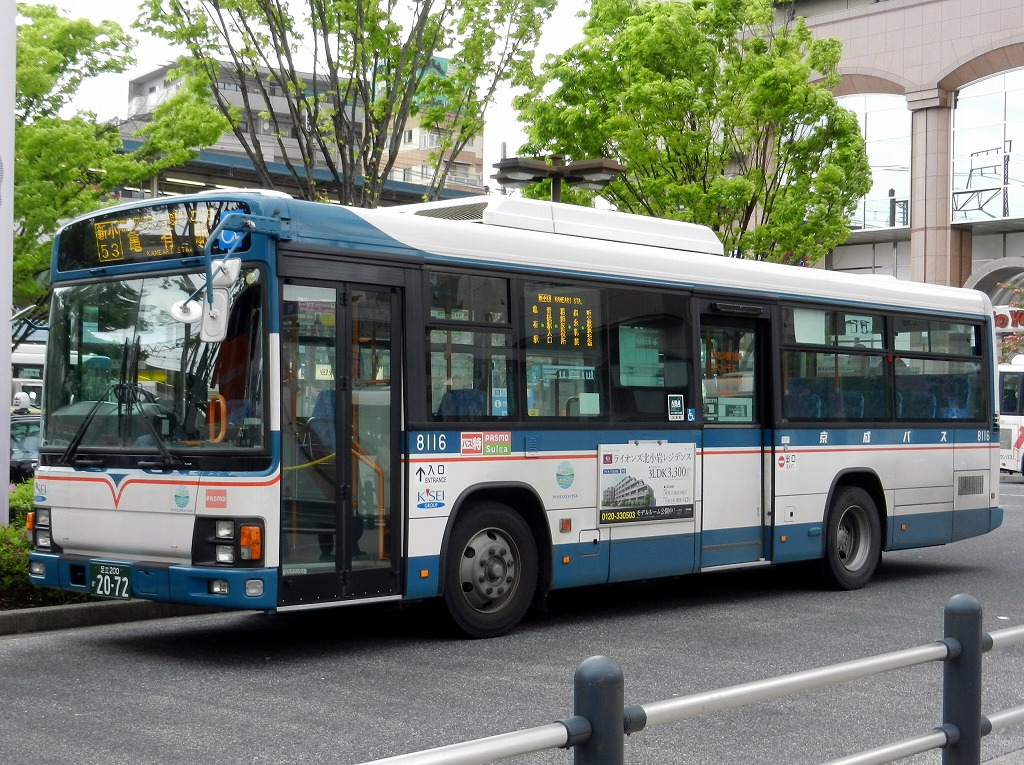
ワンステップバス PKG-LV234L2 京成バス
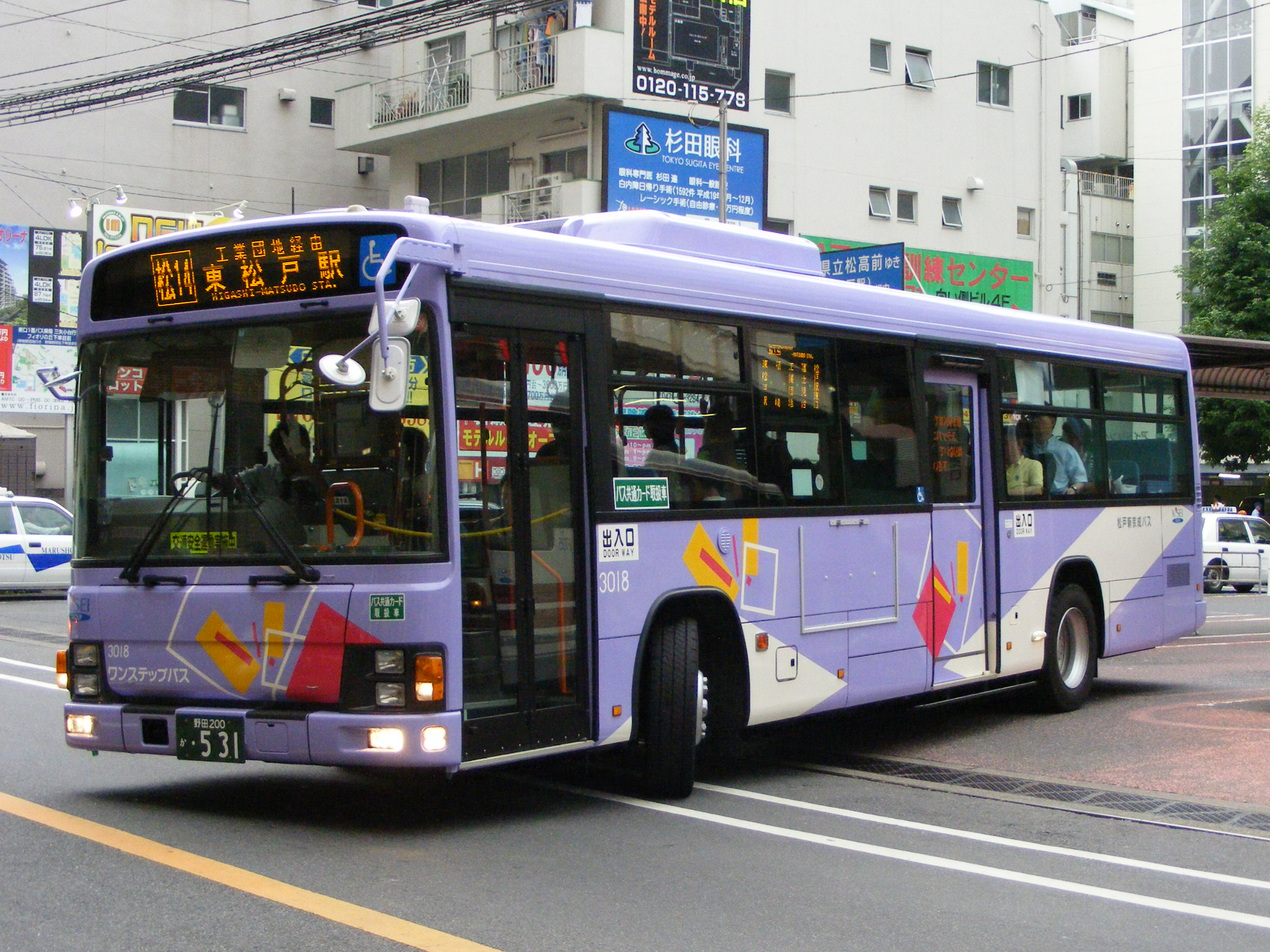
ワンステップバス PKG-LV234N2 松戸新京成バス
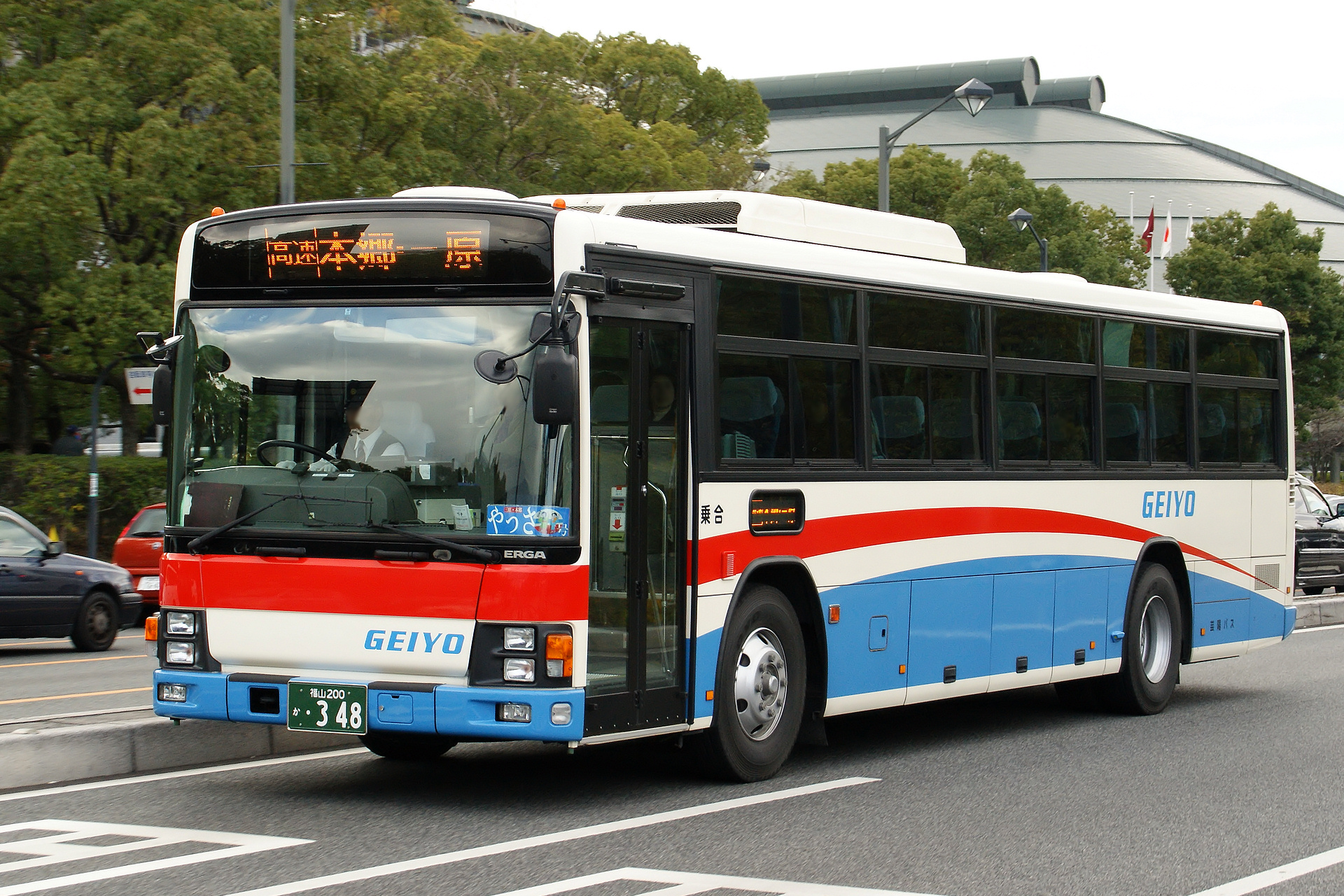
ツーステップバス（高速仕様） PKG-LV234Q2 芸陽バス

##### LKG-/LDG-LV234系
2010年8月4日発売。排気ガス浄化装置の改良と尿素SCRシステムの採用により、平成21年排出ガス規制（ポスト新長期規制）に適合した。あわせてトランスミッションの全車6速化により燃費性能を改良し、新たに高出力（300 PS）エンジン搭載オートマチック車が平成27年燃費基準に追加適合させている。標準ファイナルギアは5.125だが、オプションで4.777、5.571が設定された。AT車にはファイナルギアオプション設定なし。
今回のマイナーチェンジよりノンステップ車の座席配置はこれまでの近郊型が廃止となり、新たに中扉から後方の座席を2人掛けから1人掛けとし立席スペースを拡大した「ラッシュ型」が設定され、安全面ではABSが全車に標準装備されている。また、今回のマイナーチェンジより新・ISO方式のディスクホイールを採用しているため、ホイールのナット座ピッチ直径（PCD; Pitch Circle Diameter）が従来より大きくなっている ことでも識別可能である。
PKG-/PDG-車とは異なり、公式側ルーバーが廃止されており、非公式側のホイールベース間の窓が固定窓となった。
運転席の計器類は今回より配置が変更となり、照明がLED化され、燃費、尿素水残量、3速発進警告（オプション）などが表示可能な「マルチインフォメーションディスプレイ」が装備される。
型式は以下のとおり。燃費基準達成車が「LKG-」、非達成車が「LDG-」となる。
|                           | WB 4.8 m                | WB 5.3 m                | WB 5.8 m                |
| ------------------------- | ----------------------- | ----------------------- | ----------------------- |
| ノンステップ              | LKG-LV234L3 LDG-LV234L3 | LKG-LV234N3 LDG-LV234N3 |                         |
| ワンステップ ツーステップ | LKG-LV234L3 LDG-LV234L3 | LKG-LV234N3 LDG-LV234N3 | LKG-LV234Q3 LDG-LV234Q3 |

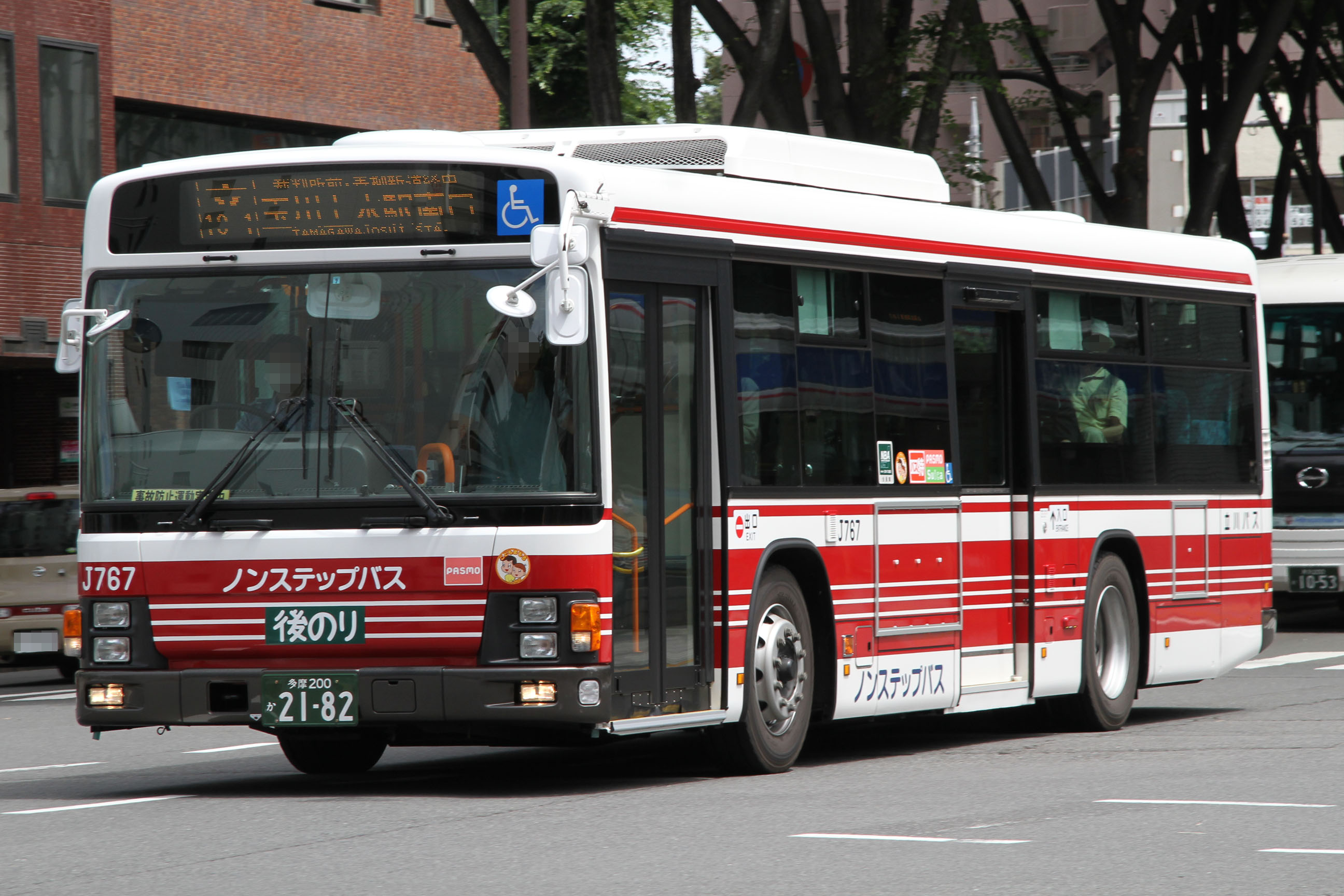
ノンステップバス LKG-LV234L3 立川バス

##### QPG-/QKG-/QDG-LV234系
LKG/LDG-234系のうち2012年4月1日以降に納入された車両については、新エコカー減税対応に伴う排出ガス規制記号の変更に対応するため、排出ガス規制記号を「QPG-」「QKG-」「QDG-」に変更している。これに伴い、全車が平成21年排出ガス規制に対しPM10 %低減とされ、MT車は燃費基準+5 %を達成した。
その後2012年7月2日にマイナーチェンジ。標準出力 (260 PS) エンジン搭載のAT車も平成27年燃費基準適合となり、2012年7月から適用される新ワンマンバス構造要件（中扉開時の動力伝達カット装置標準装備など）に適合している。また、シートおよびシートベルトに関する保安基準が改正されたことに伴い、高出力エンジンに加え、ヘッドレスト付きシートを選択しないとシートベルトが装備できなくなったため、一般路線車において標準出力車の納入事例が再び増加しているほか、南海バスなど一部の事業者には、準高速仕様のワンステップ車 が納入されている。同時に教習車も標準ラインアップから除外されており、オプション扱いとなっている（詳細は後述）。
2015年、後継車種の2代目エルガ発売にともない販売終了。生産自体は同年度導入の東京都交通局納入車（車両番号A570 - 670。入札制のため年度途中の形式変更が不可能）などで一部継続された。以降2017年までツーステップバスのみの販売となっていた。
型式は以下のとおり。燃費基準達成車が「QPG-」「QKG-」、非達成車が「QDG-」となる。
|                           | WB 4.8 m                            | WB 5.3 m                            | WB 5.8 m                            |
| ------------------------- | ----------------------------------- | ----------------------------------- | ----------------------------------- |
| ノンステップ              | QPG-LV234L3 QKG-LV234L3 QDG-LV234L3 | QPG-LV234N3 QKG-LV234N3 QDG-LV234N3 |                                     |
| ワンステップ ツーステップ | QPG-LV234L3 QKG-LV234L3 QDG-LV234L3 | QPG-LV234N3 QKG-LV234N3 QDG-LV234N3 | QPG-LV234Q3 QKG-LV234Q3 QDG-LV234Q3 |

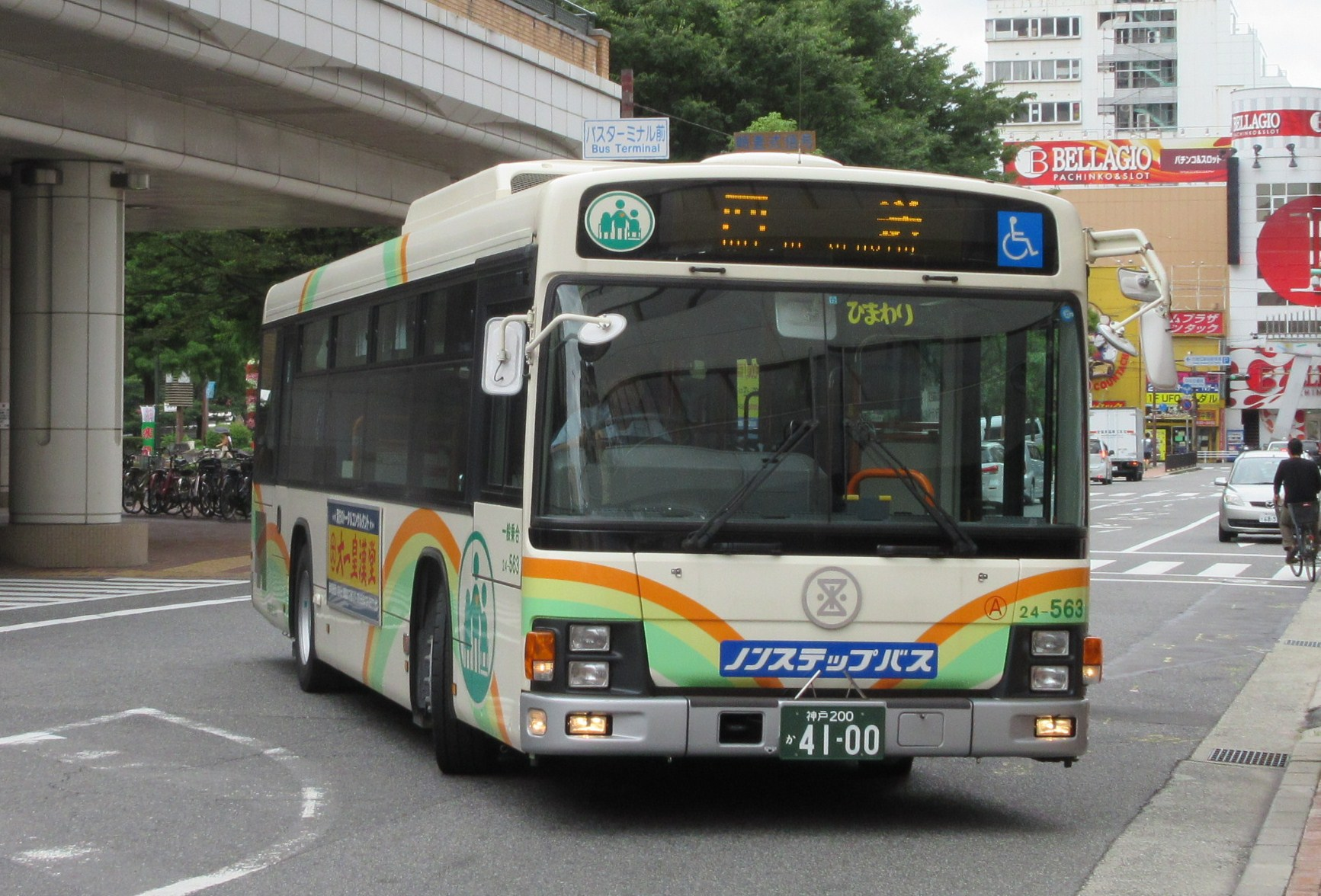
ノンステップバス QKG-LV234L3 尼崎市交通局
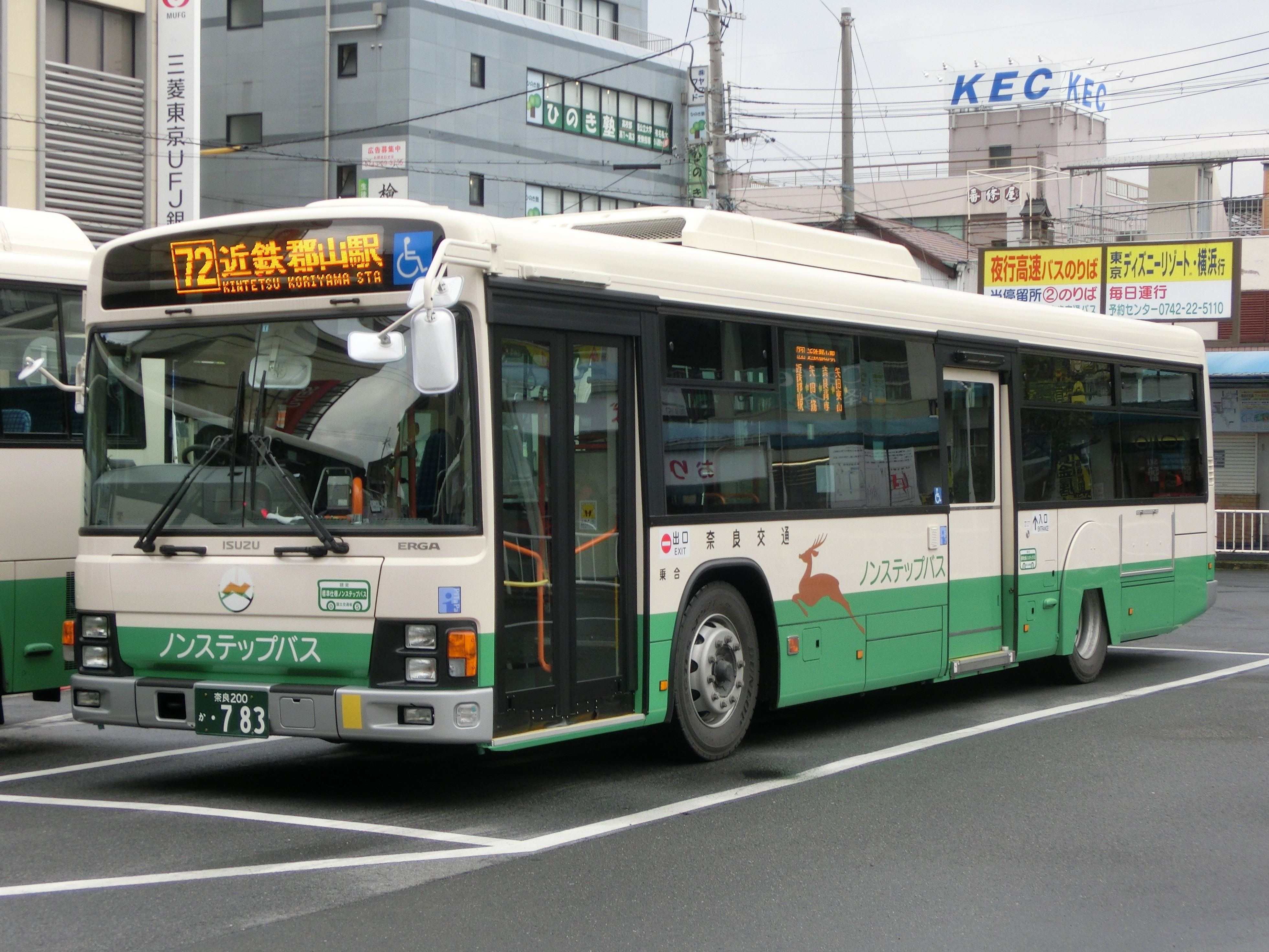
ノンステップバス QPG-LV234N3 奈良交通
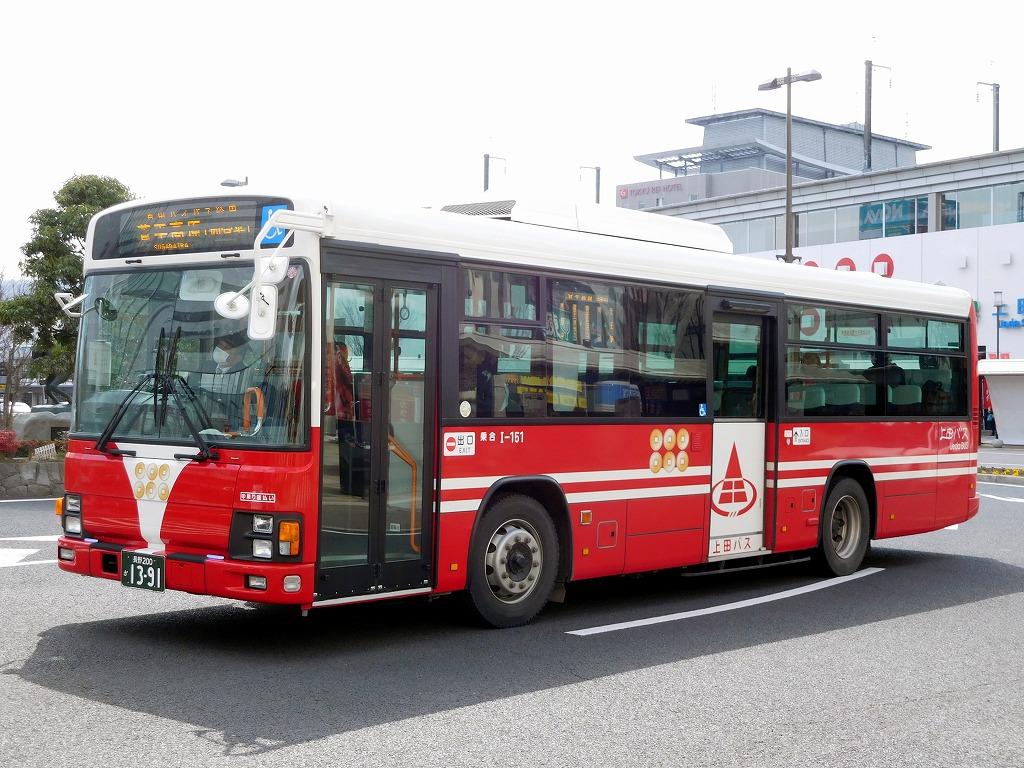
ワンステップバス QPG-LV234L3 上田バス
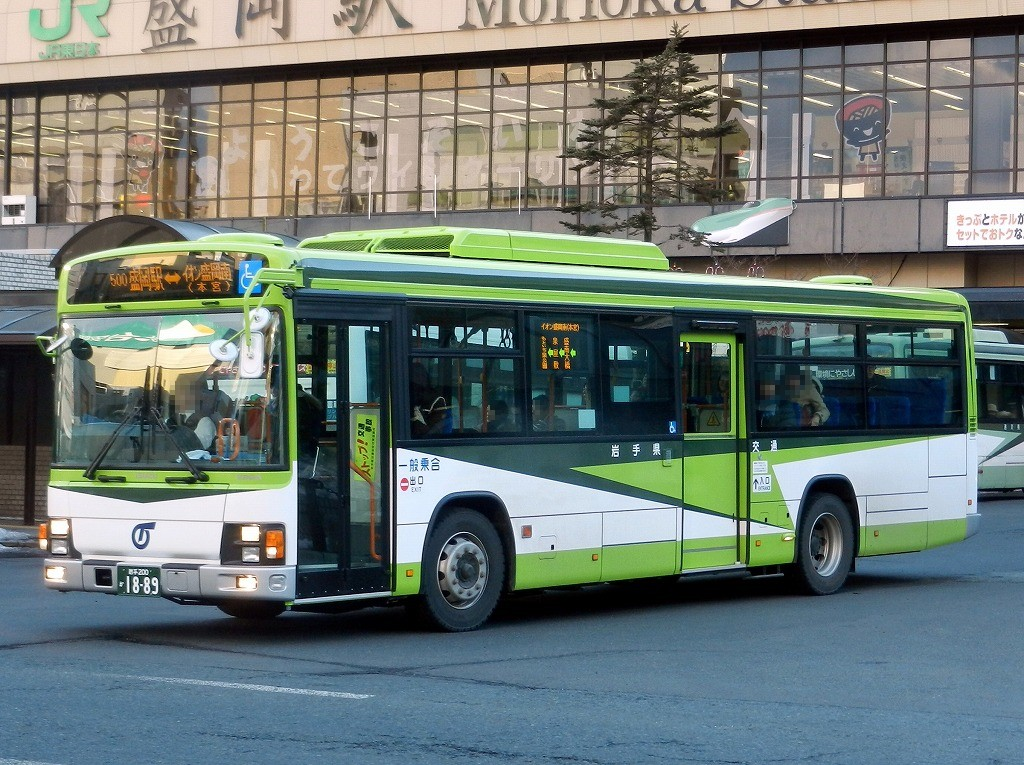
ワンステップバス QPG-LV234N3 岩手県交通

#### フルノンステップバス（type-B）
KL-LV834系のみが製造されたこのタイプは、床面フルフラットタイプのエアサスノンステップバスで、type-Bと称される。前中ノンステップのtype-Aと同時に2000年6月20日発売。
床面構造に対し最後部にエンジンを垂直横置きし、後輪の車軸にドロップアクスルを採用することで対応している。構造的には前モデルのキュービック・フルノンステップバス（KC-LV832系）に準じている。エンジンは直列6気筒の6HK1-TCC型 (260 PS) で、トランスミッションはZF製トルコン式5速ATである。ニーリング機構を標準装備する。
しかし、床下機器の搭載位置変更により特注部品を使用したため高コストとなった。またエンジン配置の関係で、山岳路線や高速道路の走行に必要な高出力エンジンを搭載できず、追突時の安全性にも問題があった。車内レイアウトも中扉以降の座席スペースが減少し、使い勝手や整備面にも難があっため普及が進まなかった。
そのため、フルノンステップバスはこの代のみにとどまり、新短期規制適合を行わず2005年8月をもって生産を終了した。
近年大手から地方への移籍車両があるが、AT、エンジンが故障して多額の修理費が発生することから、移籍先の事業者でも早期廃車にする傾向があり、現役台数を大幅に減らしている。
型式は以下のとおり。
| WB 4.8 m   | WB 5.3 m   |
| ---------- | ---------- |
| KL-LV834L1 | KL-LV834N1 |

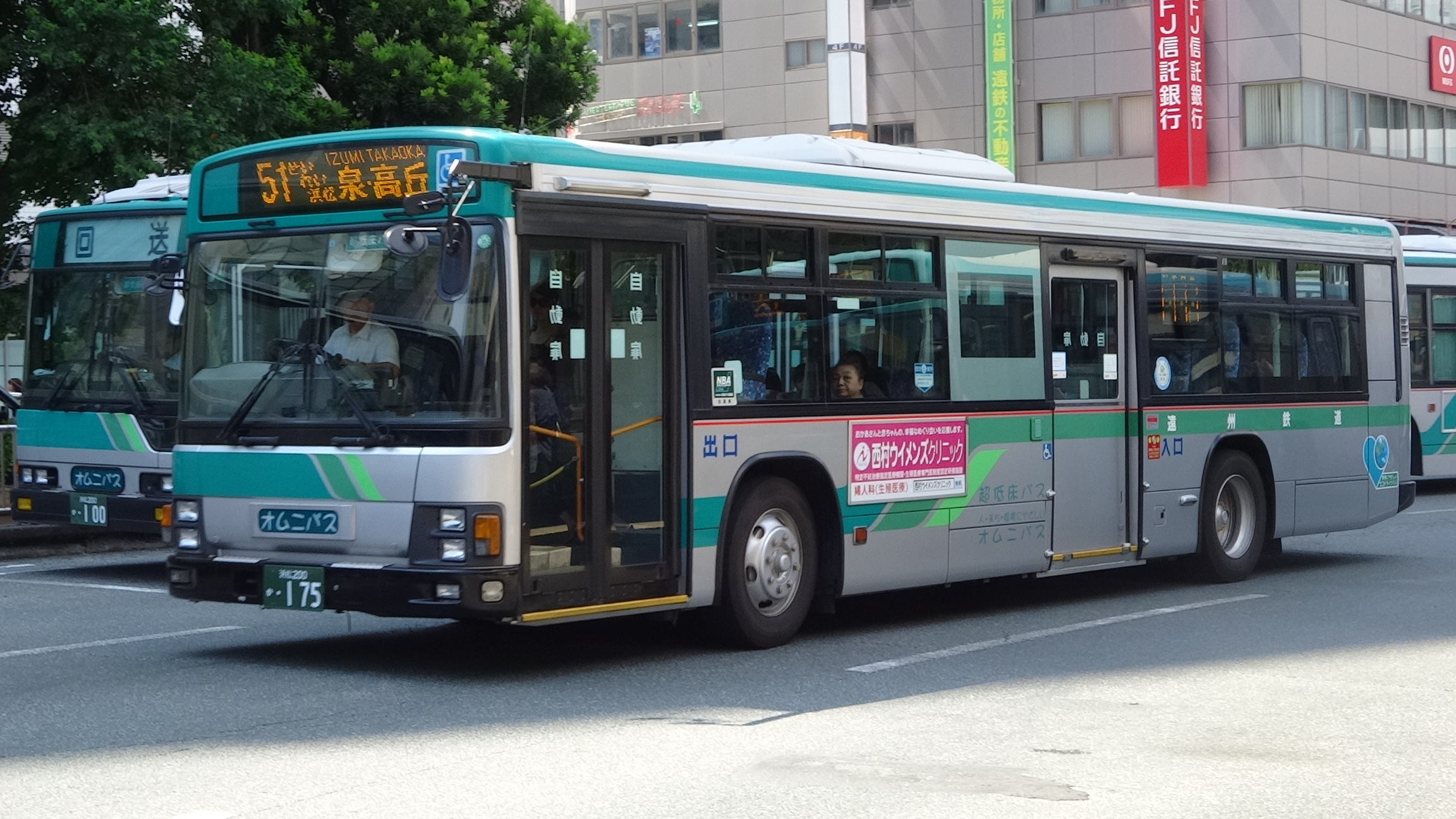
KL-LV834N1 遠州鉄道

### 2代目
| 2代目エルガ（左）とブルーリボン（右）。PJ-代以来再び外観が統一された（近鉄バス） |  | 2代目エルガ（左）とブルーリボン（右）。PJ-代以来再び外観が統一された（近鉄バス） |
| 2代目エルガ（左）とブルーリボン（右）。PJ-代以来再び外観が統一された（近鉄バス） |  |                                                                                  |

2015年8月18日、登場以来初のフルモデルチェンジを実施した。
ボディ構造の見直しにより、ホイールベースを長くしてノンステップエリアを拡大し、車体高を高くして車内空間を広くした。また車両全体を600kg軽量化した。一方で先代からの流用部分も多く、大幅なマイナーチェンジとも言えるが、ヘッドライトが2灯式となるなどフロント・リアは印象が異なるものとなった。また、本モデルからはブルーリボンと外観が統一されている。
エンジンは直列6気筒から直列4気筒にダウンサイジングされた。電子制御式コモンレール燃料噴射システムと2ステージターボにより大幅な小型化を実現し、エンジンの大きさは先代に比べ、エンジンルームから見た場合には350mmも短縮されている。トランスミッションはMTの代わりにオートメイテッドマニュアルトランスミッション（AMT）を新たに設定した。オートマチックトランスミッション（AT）は先代と同様である。運転席のラウンドフォルムコックピットもデザインが変更され、LEDインパネメーターもギア段表示位置の変更や時刻表示の追加がなされた。
このモデルよりノンステップバスのみの設定となった。従来ノンステップ車では前扉にグライドスライドドアを採用していたが、本モデルより折戸に改められた。また、ワンステップ4枚折戸車が廃止された代替として、整理券発券機の台座部を廃止する代わりに、中扉を幅広にする仕様も選択できるようになっている。客席シートの形状も、セパレート式ヘッドレストやシートベルトの後付けに対応したものに改められている。また、安全対策とバリアフリー向上のため、優先席を含めたノンステップエリアの座席がすべて前向きとなり、スロープ板が操作の容易な反転式スロープに変更され、車椅子固定装置の改良も施された。なお、従来設定されていた自家用のツーステップバスは、いすゞ・ガーラに格上げ統合される形で廃止された。
燃料タンクの位置変更も行われ、従来は中扉横または右前輪後ろに設置されていたが、モデルチェンジ後は前輪タイヤハウス一体型となった。このため最前席（扉側または運転席後方）が廃止となっている。安全面から両方ともタンク反対側も物置とし座席を置かない会社も多い。燃料タンクは標準では扉側だが、事業者によっては給油位置などの関係で、運転席後方側に移設して導入することも可能である。
2015年度の「グッドデザイン賞」を受賞している。

#### QRG-/QPG-/QKG-/QDG-LV290*1
2015年8月18日発売。新たに2ステージターボ付きの直列4気筒、排気量5.2 Lの4HK1-TCS型エンジン (184 kW (250 PS)) を搭載し、トランスミッションは6速AMTと6速AT（アリソン製）が設定され、14t以上のAMT車が平成27年燃費基準+10 %を達成した。
型式は以下の通り。AMT・ATとも上段は14 t超、下段は12 t超14 t以下に分類されている。
|     | WB 5.3 m (10.43 m)      | WB 6.0 m (11.13 m)      |
| --- | ----------------------- | ----------------------- |
| AMT | QRG-LV290N1 QKG-LV290N1 | QRG-LV290Q1 QKG-LV290Q1 |
| AT  | QPG-LV290N1 QDG-LV290N1 | QPG-LV290Q1 QDG-LV290Q1 |

重量車燃費基準ランク
- QRG-：+10 %達成
- QPG-：+5 %達成
- QKG-：達成
- QDG-：非達成

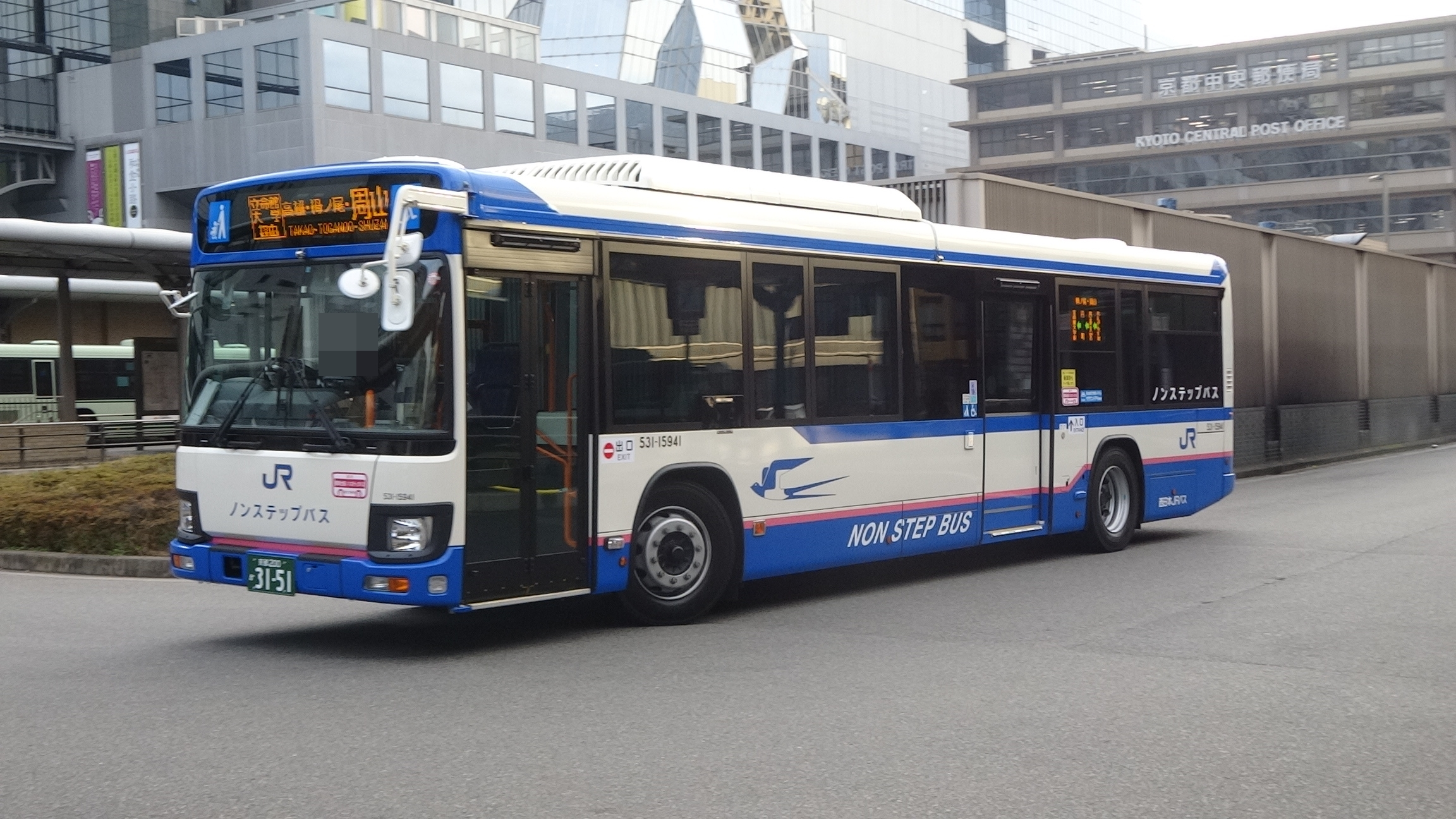
QPG-LV290Q1 西日本ジェイアールバス
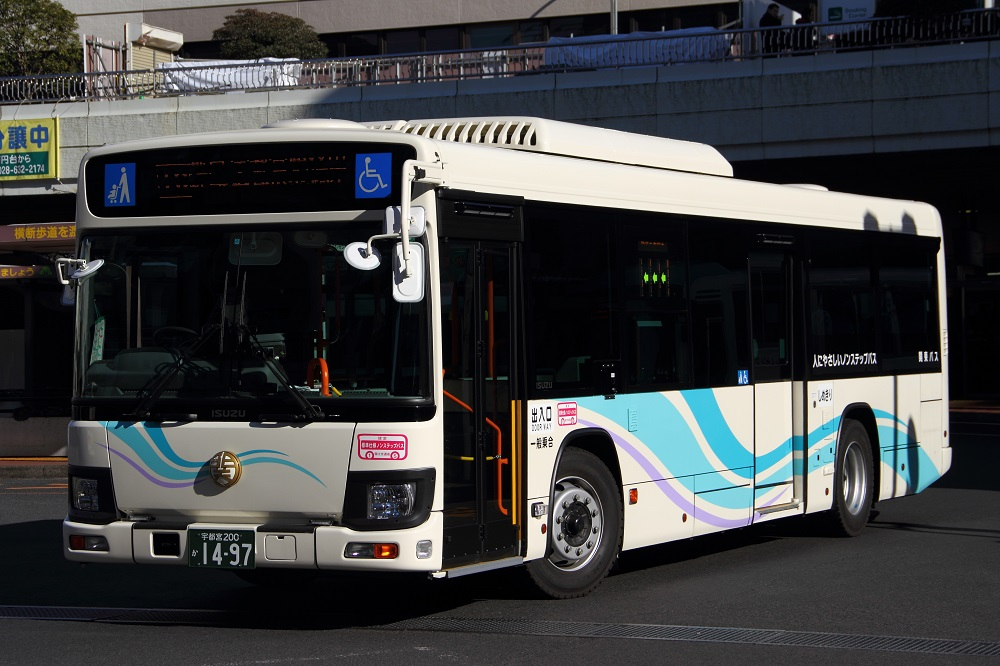
QKG-LV290N1 関東自動車 (栃木県)
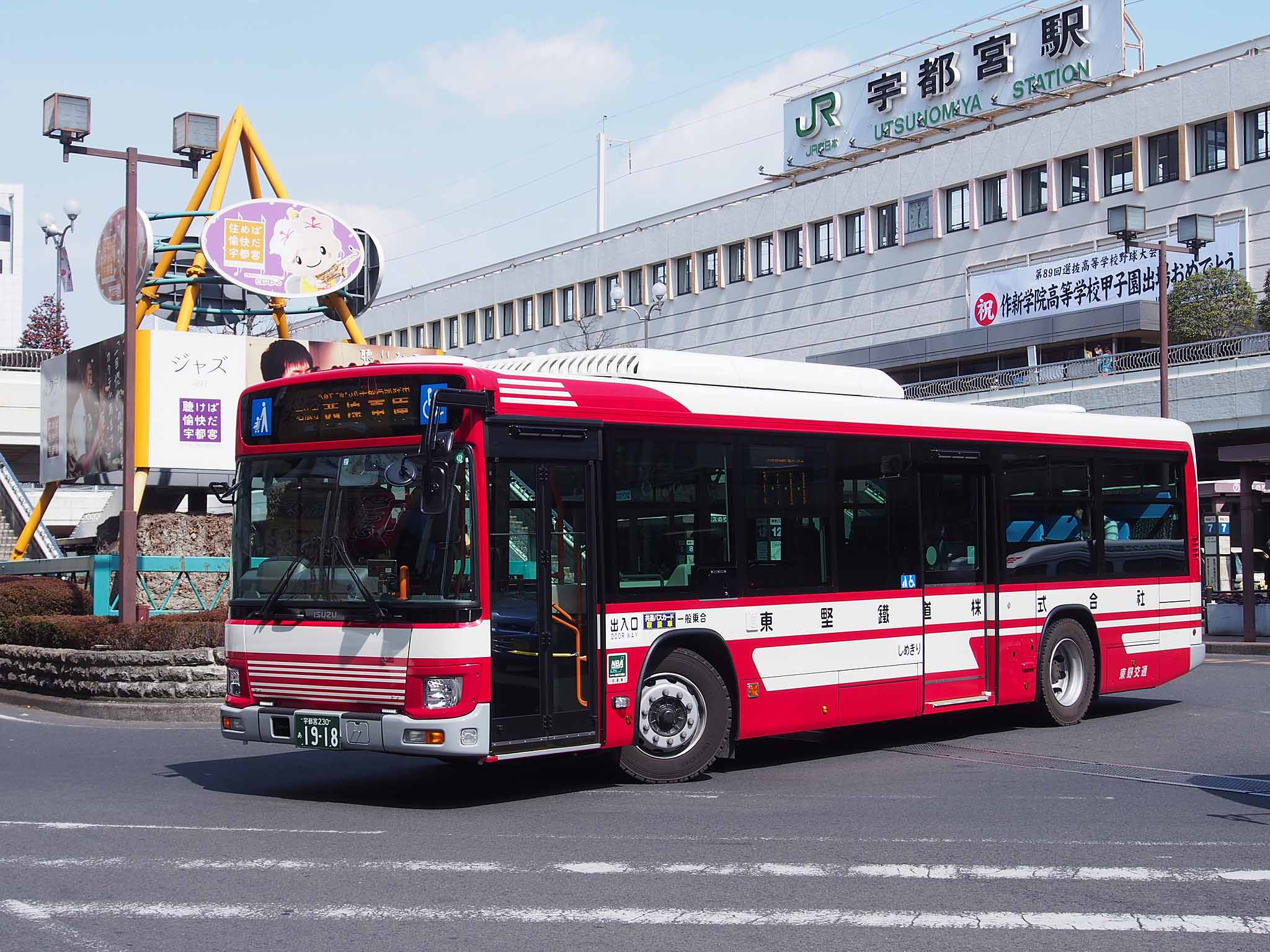
QDG-LV290N1 東野交通（復刻カラー）
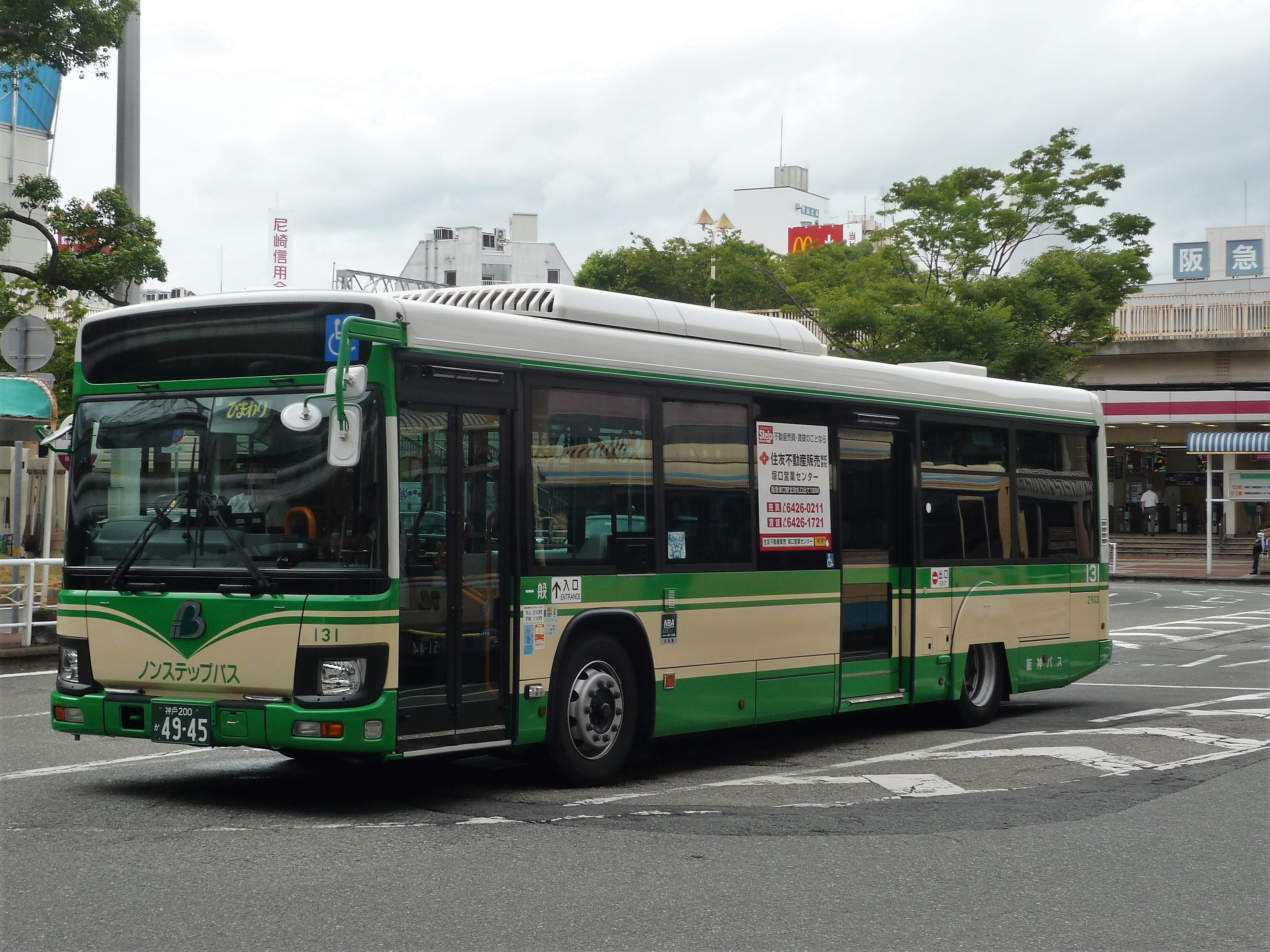
QPG-LV290N1改 阪神バス（尼崎市内線塗装） 客室に車いすスペースを設ける改造が施されている。
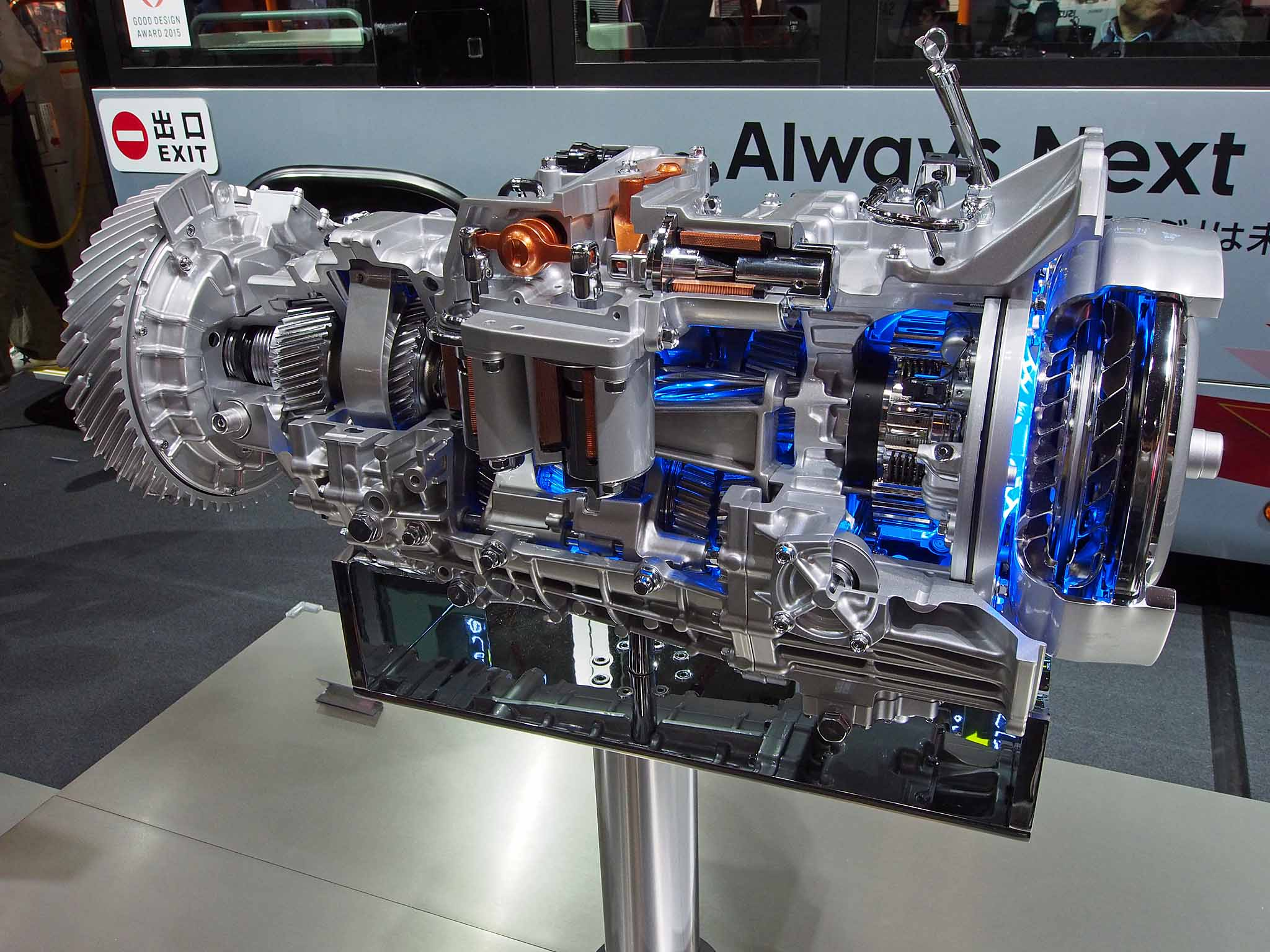
MZW6型機械式オートマチックトランスミッション（オプションの永久磁石式リターダ装着状態）
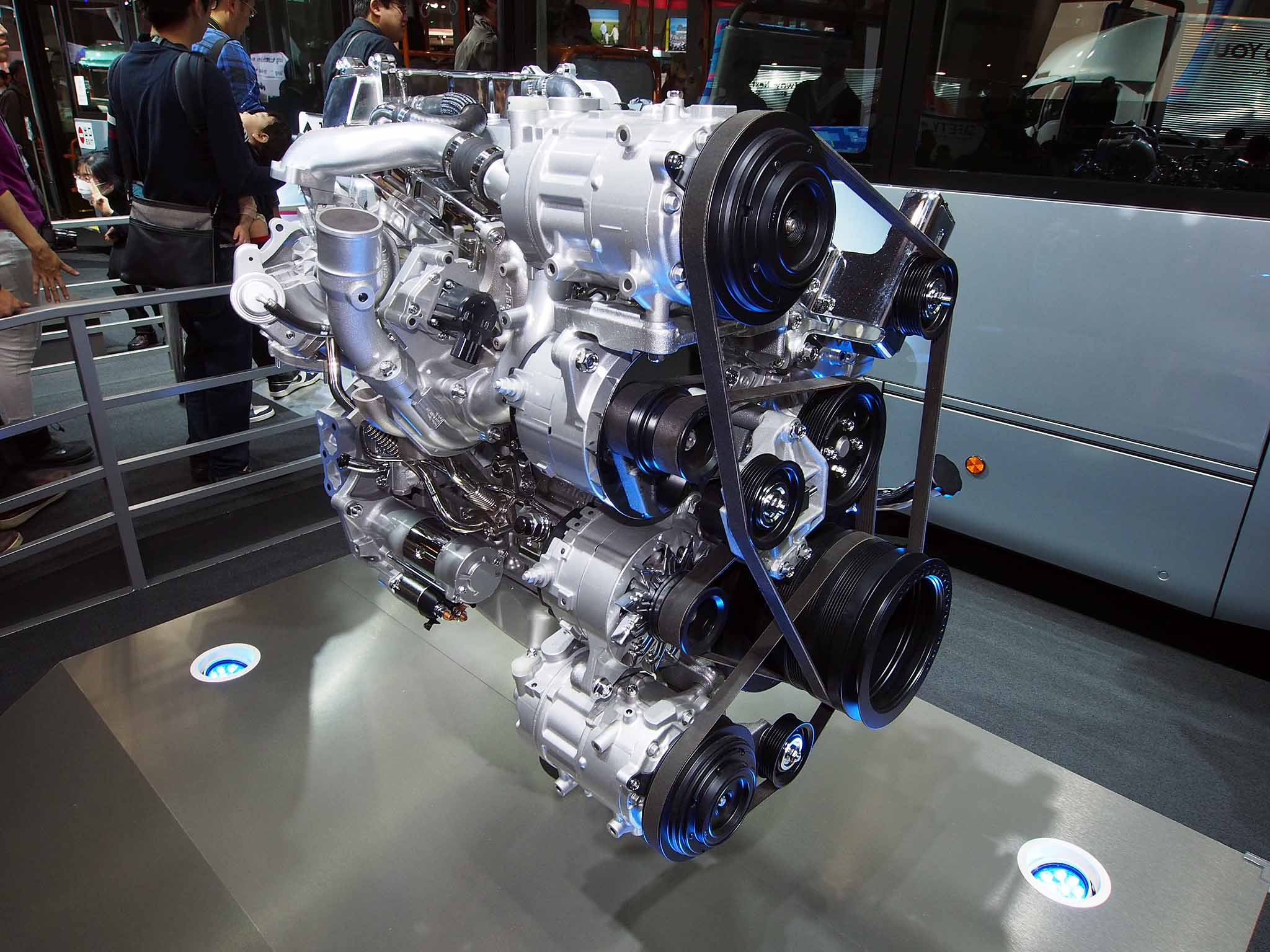
4HK1-TCSエンジン
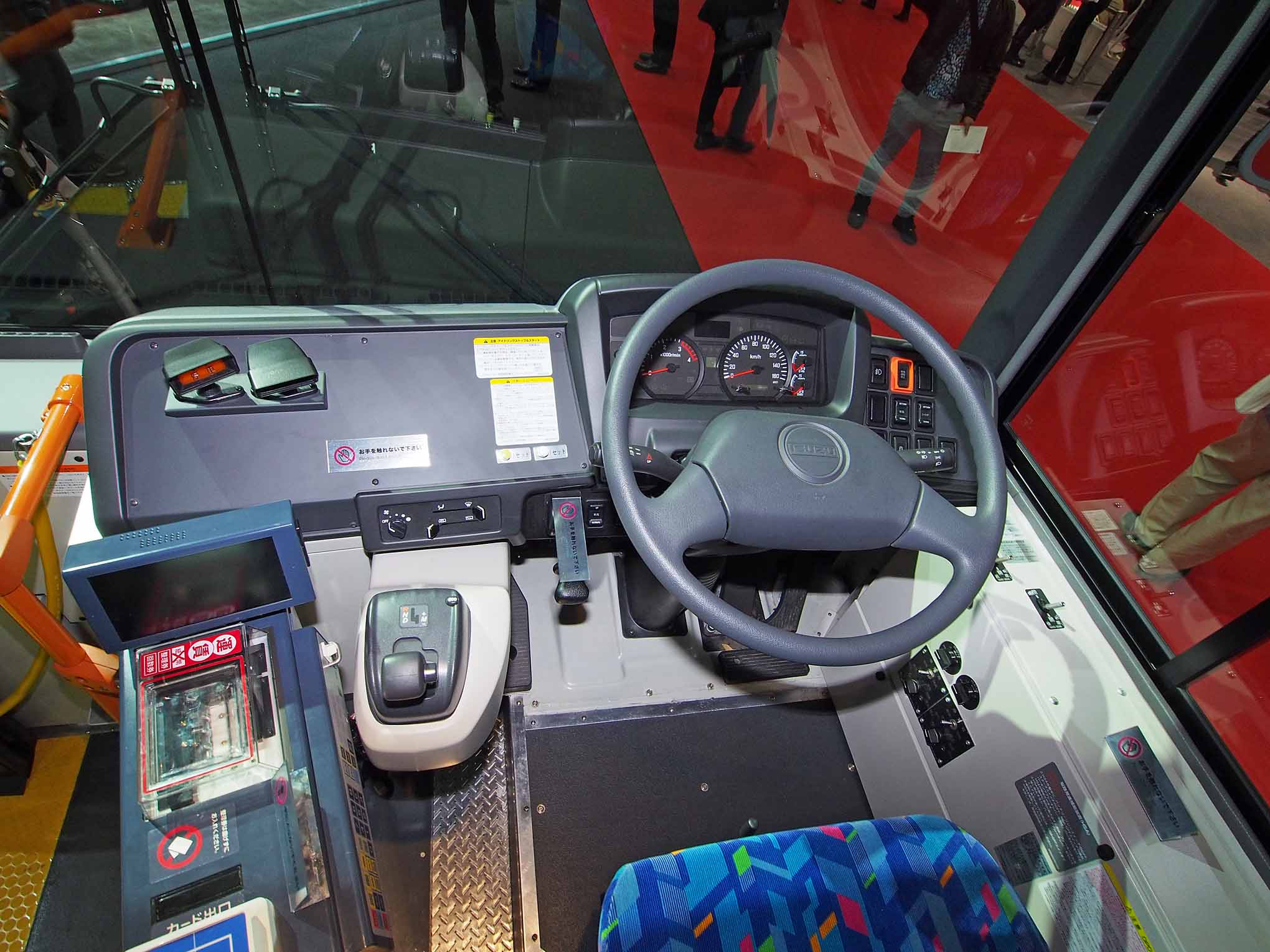
AMT車の運転席
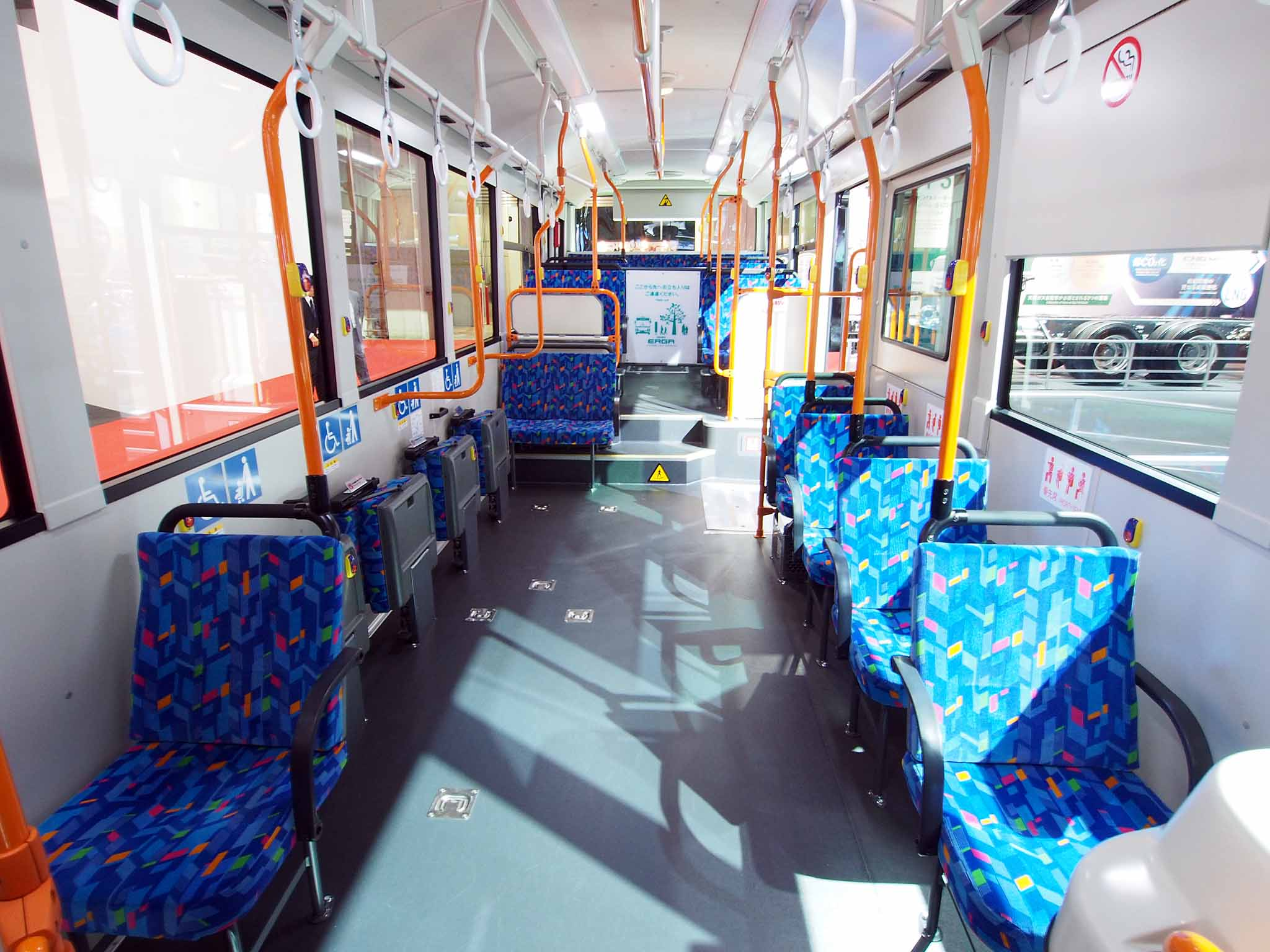
客室

#### 2TG-/2PG-/2KG-/2DG-LV290*2
2017年8月8日発売。全車が平成28年排出ガス規制（ポスト・ポスト新長期排出ガス規制適合）に適合。車両総重量14t超のAMT車で、平成27年度重量車燃費基準+15%を達成した。
トランスミッションは6速AMTと6速ATを設定。新たにLED式ヘッドランプを採用し、シフトレバーの位置と形状変更により足元スペースを拡大した。エンジンは4HK1-TCH型 (177 kW /240 PS) に変更されている。
型式は以下の通り。AMT・ATとも上段は14 t超、下段は12 t超14 t以下に分類されている。

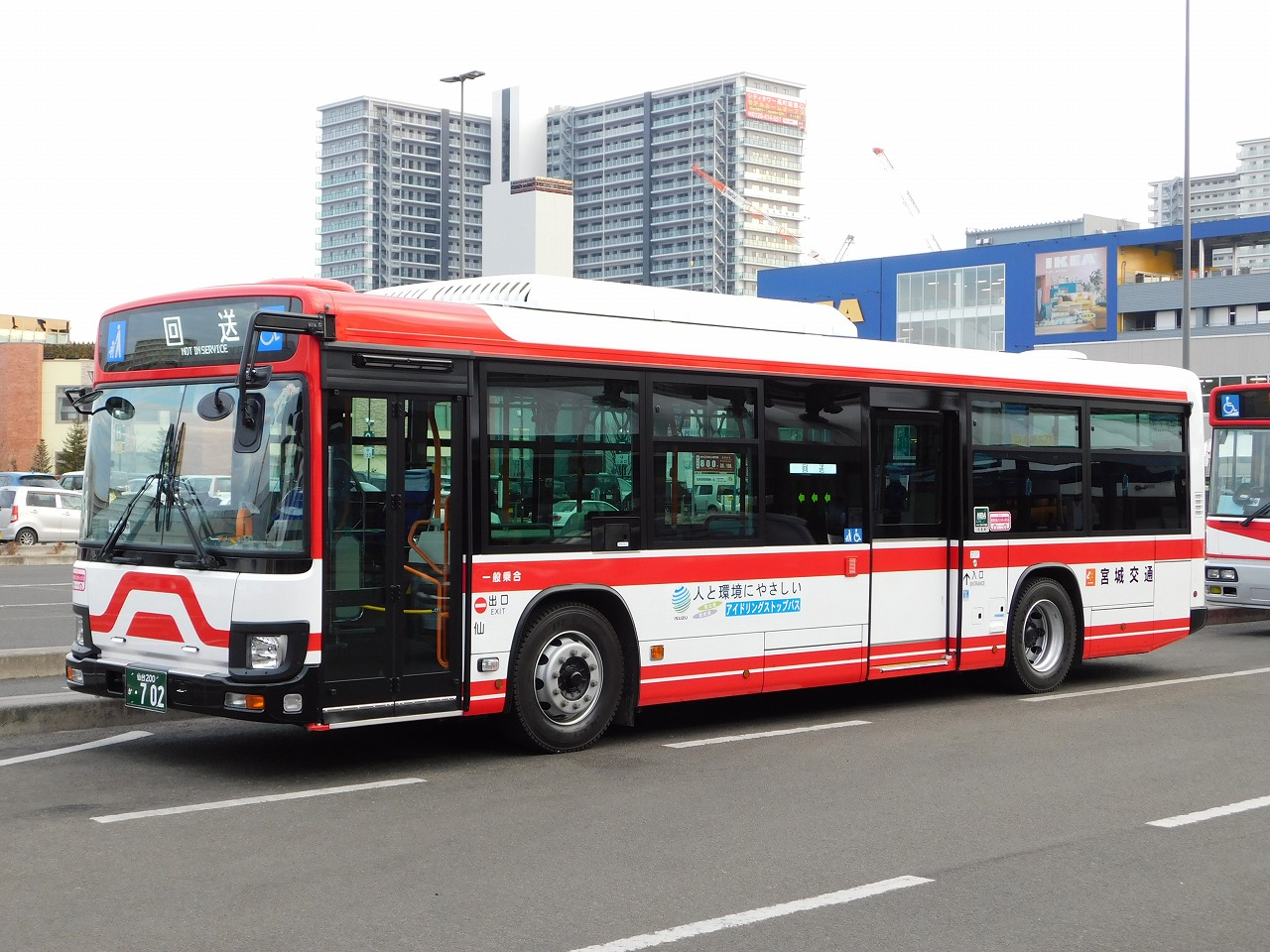
2DG-LV290N2 宮城交通
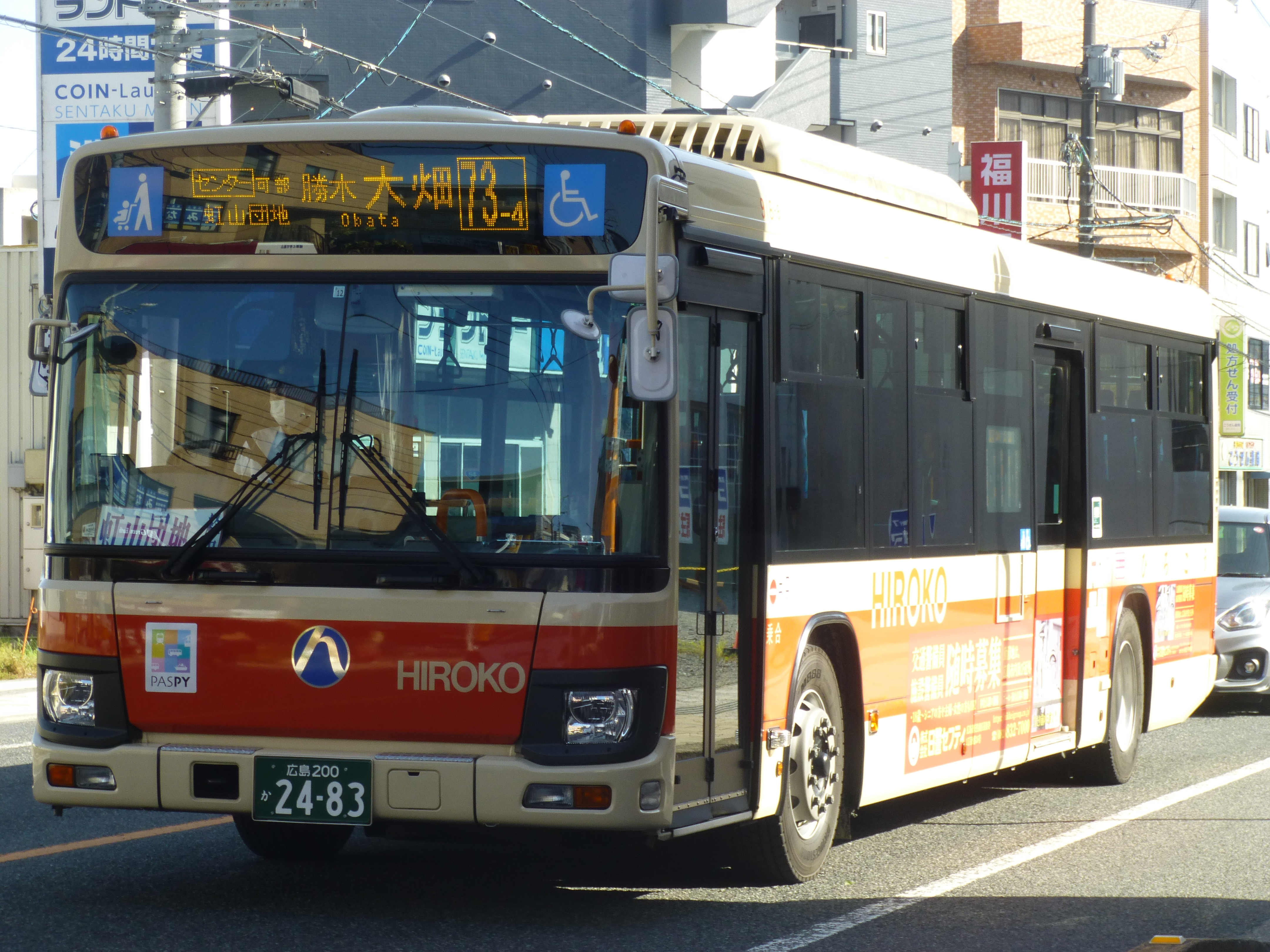
2PG-LV290Q2 広島交通

|     | WB 5.3 m (10.43 m)      | WB 6.0 m (11.13m)       |
| --- | ----------------------- | ----------------------- |
| AMT | 2TG-LV290N2 2KG-LV290N2 | 2TG-LV290Q2 2KG-LV290Q2 |
| AT  | 2PG-LV290N2 2DG-LV290N2 | 2PG-LV290Q2 2DG-LV290Q2 |

重量車燃費基準ランク
- 2TG-：+15 %達成
- 2PG-：+5 %達成
- 2KG-：達成
- 2DG-：非達成

- 2DG-LV290N2
宮城交通
- 2PG-LV290Q2
広島交通

2017年9月、自家用向けとしてトップドア仕様のノンステップバス が追加された。トップドア仕様の補助ブレーキはAMT車とGVW 12 t以下のAT車は排気ブレーキが、GVW 12 t超のAT車は排気ブレーキとATリターダが標準装備されている（AMT車並びにGVW 12 t以下のAT車もリターダをオプション設定）。トップドア仕様のノンステップバスは客席シートベルトと補助席が標準装備されるが、座席はローバック固定シートである。なお衝突被害軽減ブレーキ、車線逸脱警報装置が標準装備されていないため、高速道路を走行することはできない。

#### 2TG-/2PG-/2KG-/2DG-LV290*3
2019年6月11日、マイナーチェンジを行い新発売。型式はLV290*3となる。
ドライバー異常時対応システム (EDSS) を全車標準装備した。ストップランプとテールランプにLEDを採用し、EDSS作動時には点滅して周囲に異常を知らせる。また、アクセルペダルとブレーキペダルを同時に踏むとエンジン出力を制御してブレーキ操作を優先する「ブレーキ・オーバーライド・アクセラレーター (BOA) 」を全車標準搭載した。そのほか、AMTの性能向上、排出ガス性能に関わる装置の故障診断要件強化（高度OBD）対応といった改良が行われている。
型式は以下の通り。AMT・ATとも上段は14 t超、下段は12 t超14 t以下に分類されている。
|     | WB 5.3 m (10.43 m)      | WB 6.0 m (11.13m)       |
| --- | ----------------------- | ----------------------- |
| AMT | 2TG-LV290N3 2KG-LV290N3 | 2TG-LV290Q3 2KG-LV290Q3 |
| AT  | 2PG-LV290N3 2DG-LV290N3 | 2PG-LV290Q3 2DG-LV290Q3 |

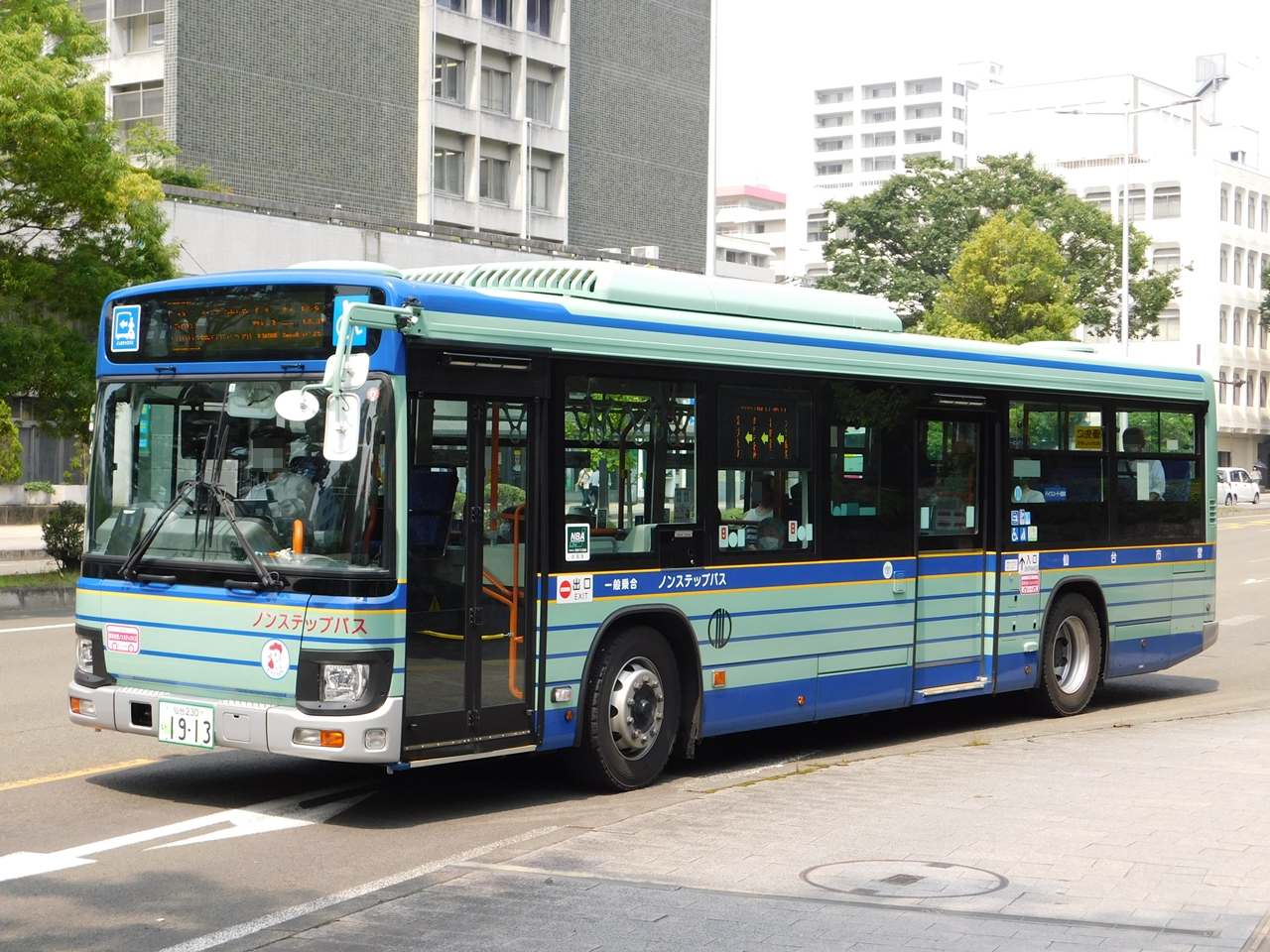
2PG-LV290N3 仙台市営バス
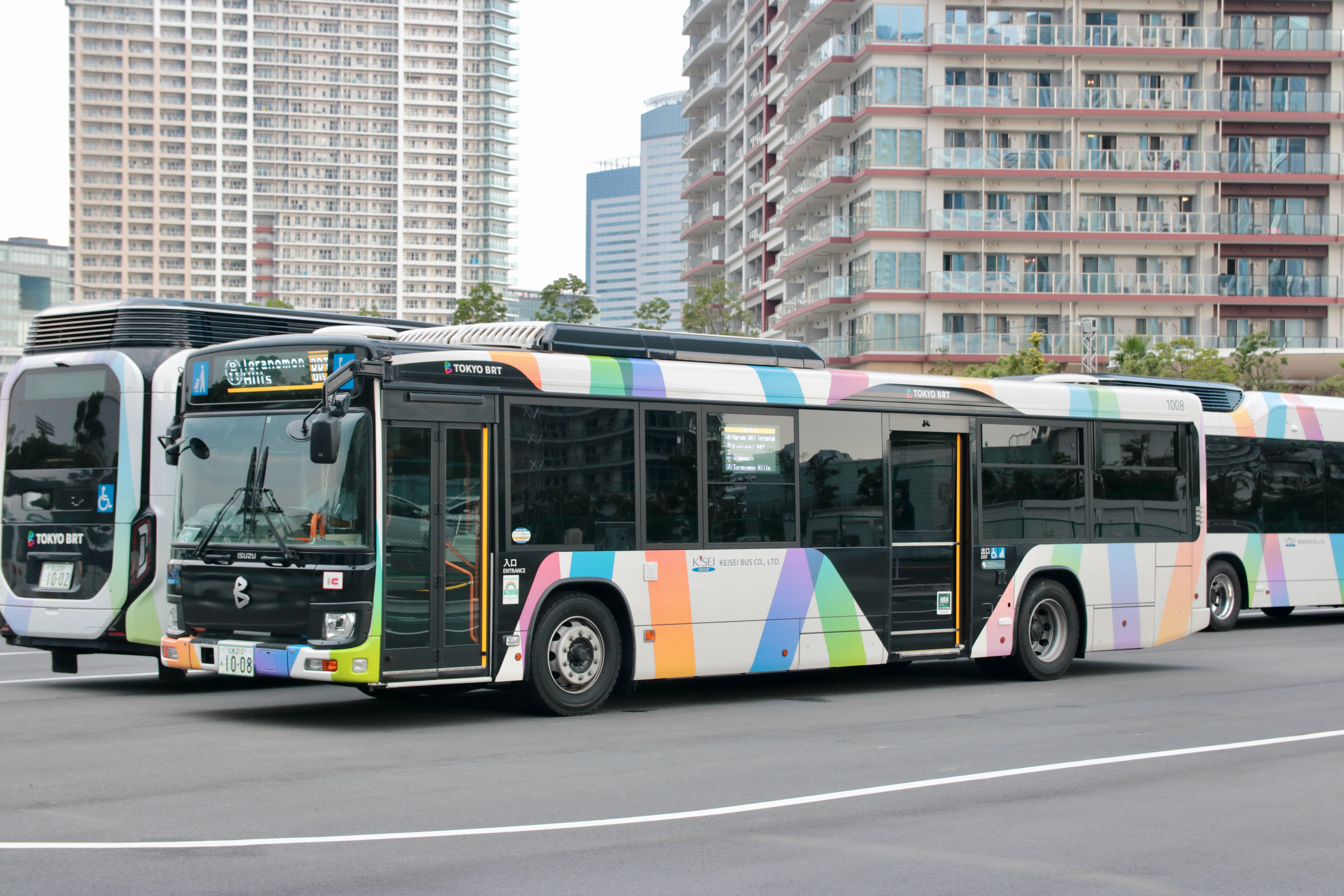
2PG-LV290Q3 東京BRT

#### 2TG-/2RG-/2KG-LV290*3
2020年6月11日、平成27年度重量車燃費基準を全車で達成して発売。アイドリングストップシステムの改良により燃費性能を向上し、車両総重量14トン超のAT車は新たに+10 %（自動車重量税 75 %減税、自動車税環境性能割 非課税、2RG- ）で基準を達成。これにより、車両総重量14トン超AMT車での同基準+15%を含む全車型で燃費基準を達成した。
また同時に、新型コロナウイルス対策として飛沫感染防止商品を発売した。バス運転席の仕切り用透明ビニールシートと取付キット一式で、難燃性材料を使用しており、既存のいすゞバスにも取付可能。
型式は以下の通り。
|     | WB5.3 m (10.43 m)       | WB6.0 m (11.13 m)       |
| --- | ----------------------- | ----------------------- |
| AMT | 2TG-LV290N3 2KG-LV290N3 | 2TG-LV290Q3 2KG-LV290Q3 |
| AT  | 2RG-LV290N3 2KG-LV290N3 | 2RG-LV290Q3 2KG-LV290Q3 |

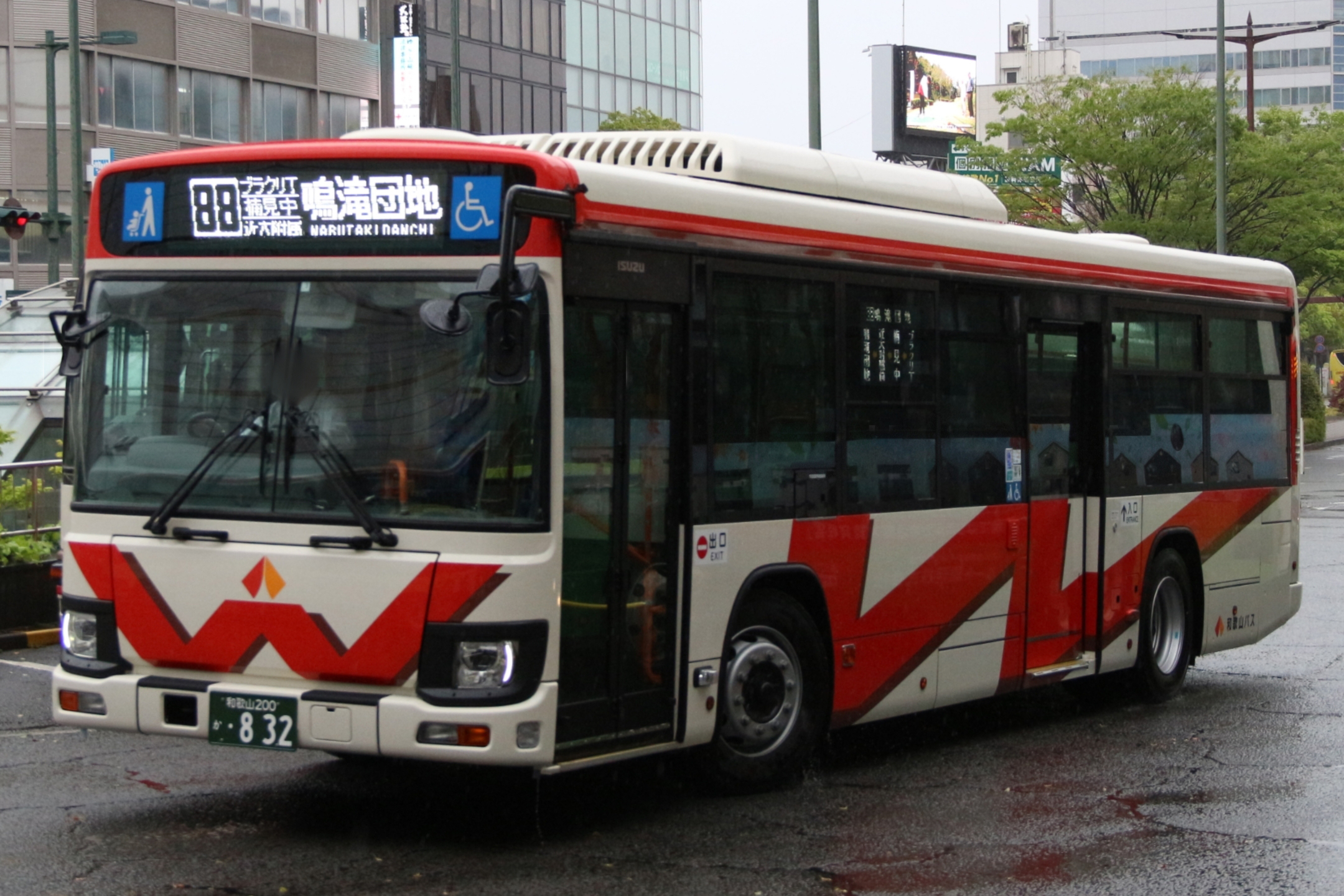
2KG-LV290N3 和歌山バス
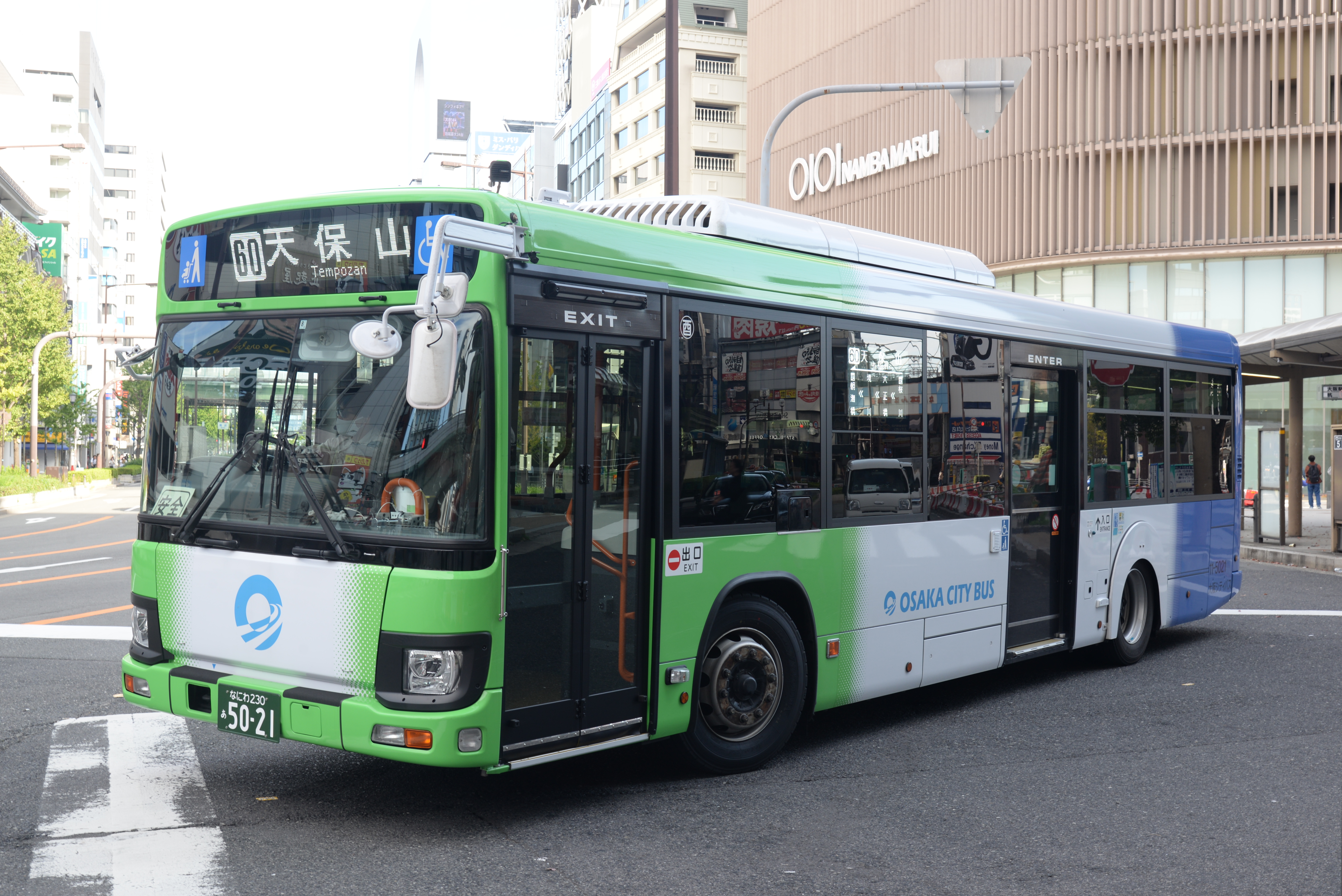
2KG-LV290N3 大阪シティバス

#### 2TG-/2RG-/2KG-LV290*4（現行車種）
2022年12月23日発売。ドライバー異常時対応システム（EDSS）に自動検知機能を追加、ピラーに搭載されたカメラで脇見や居眠り、ドライバーの異常を検知するシステムを国内の路線バスで初めて採用した。2025年度燃費基準に適合。法規対応としてオートライト機能の追加および、バックカメラとモニターを標準装備した。新型コロナウイルス感染対策として握り棒など人が直接触れる部分の抗菌化を標準仕様とし、また一部座席足元にエアアウトレットグリルを追加するなど、換気性能を向上した。
型式は以下の通り。
|     | WB5.3 m (10.43 m)       | WB6.0 m (11.13 m)       |
| --- | ----------------------- | ----------------------- |
| AMT | 2TG-LV290N4 2KG-LV290N4 | 2TG-LV290Q4 2KG-LV290Q4 |
| AT  | 2RG-LV290N4 2KG-LV290N4 | 2RG-LV290Q4 2KG-LV290Q4 |

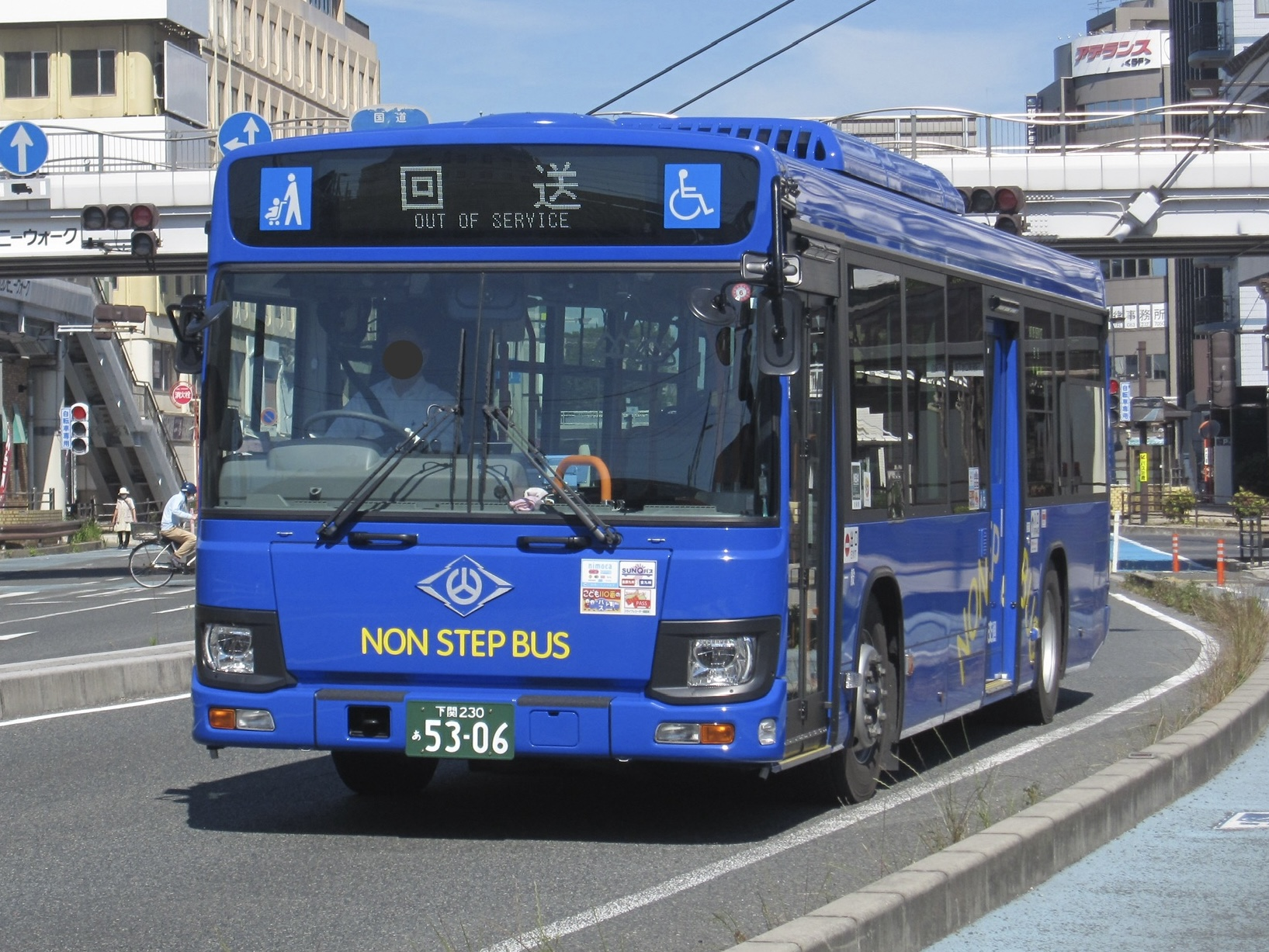
2KG-LV290N4 サンデン交通
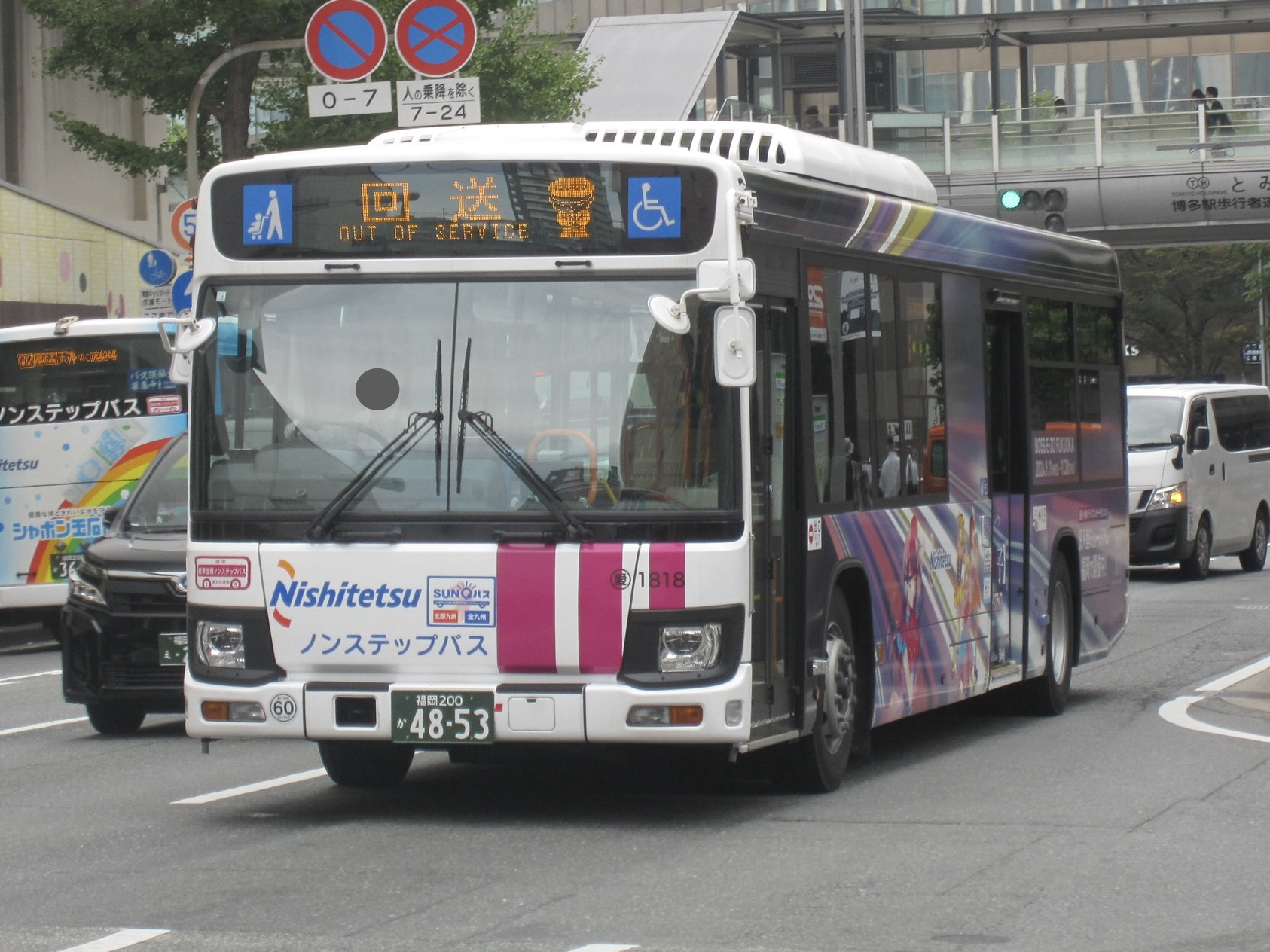
2TG-LV290Q4 西日本鉄道 推しの子ラッピング

## エルガ（CNG車）
CNG車は初代エルガのみ製造され、フルモデルチェンジ後のLV290系には設定されていない。また、日野（ブルーリボンII）への供給はおこなわれていない。KL-LV834*1改を除き、前中ノンステップバス（type-A）の設定である。CNG車についてはディーゼル車の改造扱いとなっていることから、基本的な仕様についてはディーゼル車を参照のこと。

### KL-LV834*1改

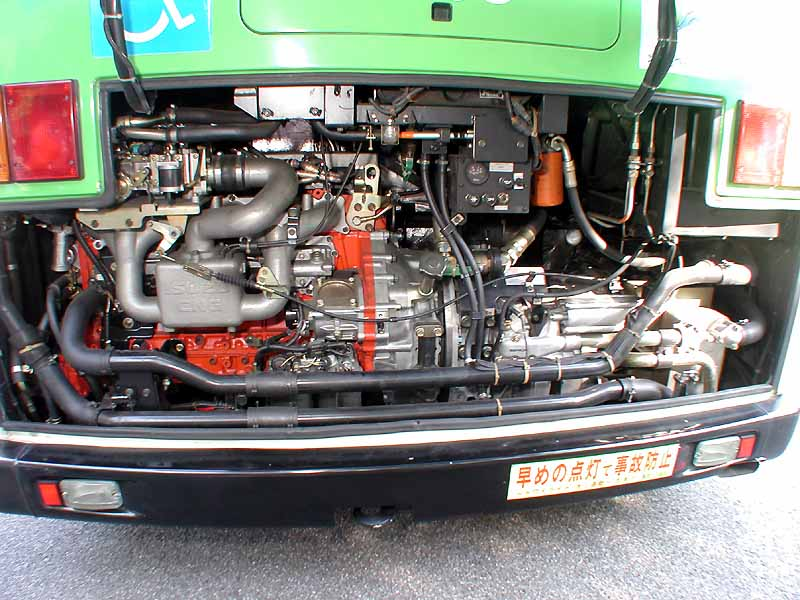
type-BのCNG車が搭載する6HA1型エンジン
（東京都交通局）

2002年1月に、フルノンステップバス（type-B）のラインナップにCNG車が追加された。車体構造やトランスミッション（ZF製トルコンAT）はディーゼル車のtype-Bに準ずるが、エンジンはキュービックのCNGフルノンステップバス（KC-LV832L改）に引き続き直列6気筒の6HA1型 (140 kW (190 PS)) である。2002年1月の販売開始より前の2001年に、東京都交通局（都営バス）に13台、名古屋市交通局（名古屋市営バス）に1台納入されている。ディーゼル車と同じくフルノンステップバス（type-B）は当世代のみ製造され、PJ-LV234*1改以降はKL-LV280*1改と同様の前中ノンステップバス（type-A）のみが製造された。後述のKL-LV280*1改と併売である。
型式は以下の通り。
| WB 4.8 m     | WB 5.3 m     |
| ------------ | ------------ |
| KL-LV834L1改 | KL-LV834N1改 |

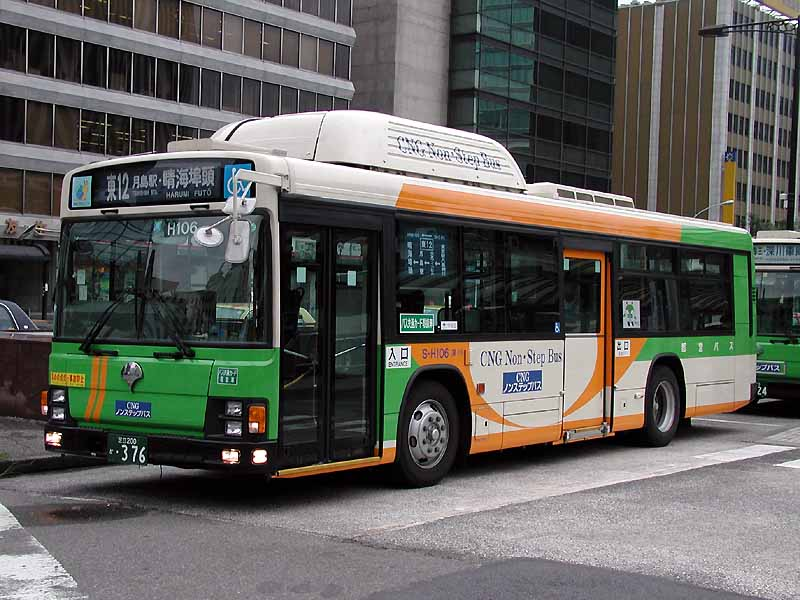
CNGノンステップバス（type-B） KL-LV834L1改 東京都交通局

### KL-LV280*1改
2002年1月に、前中ノンステップバス（type-A）のラインナップにCNG車が追加された。航続可能距離は約200 kmとされ、CNGタンクは屋根上のカバー内に5本搭載されている。搭載エンジンはキュービックのCNGツーステップバス（NE-LV系）と同じくV形8気筒の8PF1型（177 kW (240 PS)) で、トランスミッションは5速MTのみの設定となっている。前述のKL-LV834*1改と併売である。
型式は以下の通り。
| WB 4.8 m     | WB 5.3 m     |
| ------------ | ------------ |
| KL-LV280L1改 | KL-LV280N1改 |

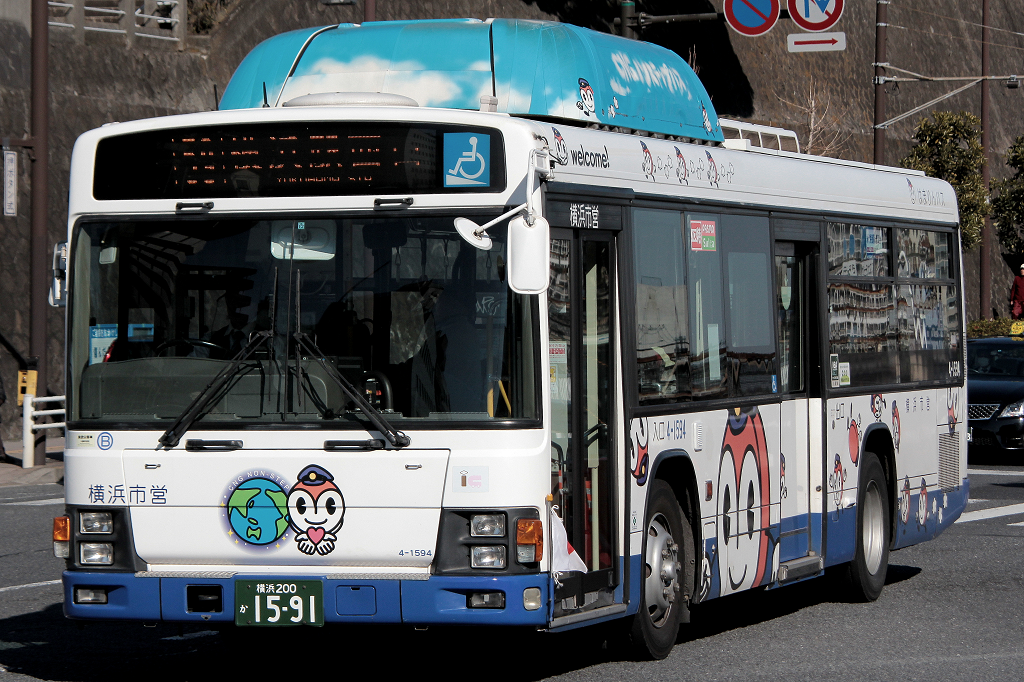
CNGノンステップバス（type-A） KL-LV280L1改 横浜市交通局

### PJ-LV234*1改
前中ノンステップバス（type-A）であるKL-LV280*改がマイナーチェンジされて2004年12月21日に発売された、新短期規制（平成16年排出ガス規制）適合車。反射器の取付が行われた点を除いて外観や駆動系などはKL-LV280*1改と変わらないが、ディーゼル車に合わせて型式がLV234系となった。引き続きV形8気筒の8PF1型エンジンを搭載し、トランスミッションは5速MTのみの設定である。KL-LV834*1改は新短期規制に適合しなかったため、エルガのCNG車においては直列6気筒エンジン車およびAT車は新短期規制では設定されなかった。
型式は以下の通り。
| WB 4.8 m     | WB 5.3 m     |
| ------------ | ------------ |
| PJ-LV234L1改 | PJ-LV234N1改 |

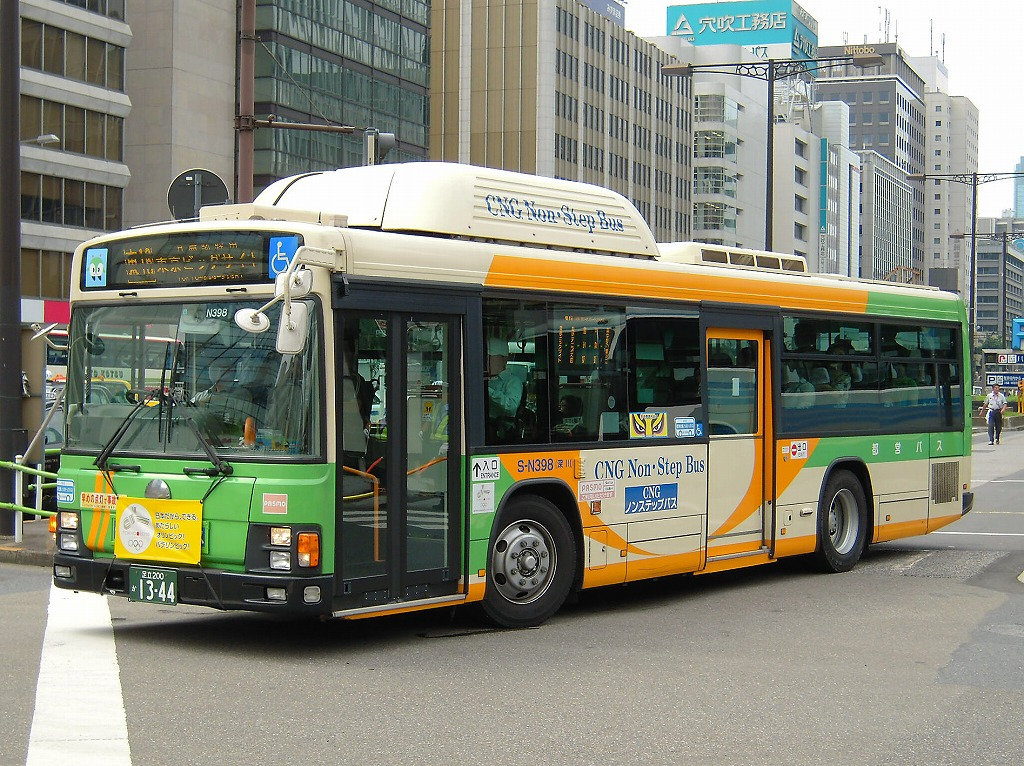
CNGノンステップバス（type-A） PJ-LV234L1改 東京都交通局

### PDG-LV234*2改
ディーゼル車（PKG/PDG-LV234系）に遅れること2007年11月30日に新長期規制（平成17年排出ガス規制）に適合。エンジンは新開発された直列6気筒エンジンの6HF1-TCS型 (180 kW (245 PS)) を搭載し、トランスミッションはアリソン製5速トルコンATのみ。エルガのCNG車としてはKL-LV834*1改以来久々に直列6気筒・トルコンATの設定となった。直列燃料システムMPI（マルチポイントインジェクション）の採用やPMを全く排出しない点、CNG車で初めてアイドリングストップシステムを標準搭載したことが特徴である。外観も同世代のディーゼル車に近いものとなった。
型式は以下の通り。
| WB 4.8 m      | WB 5.3 m      |
| ------------- | ------------- |
| PDG-LV234L2改 | PDG-LV234N2改 |

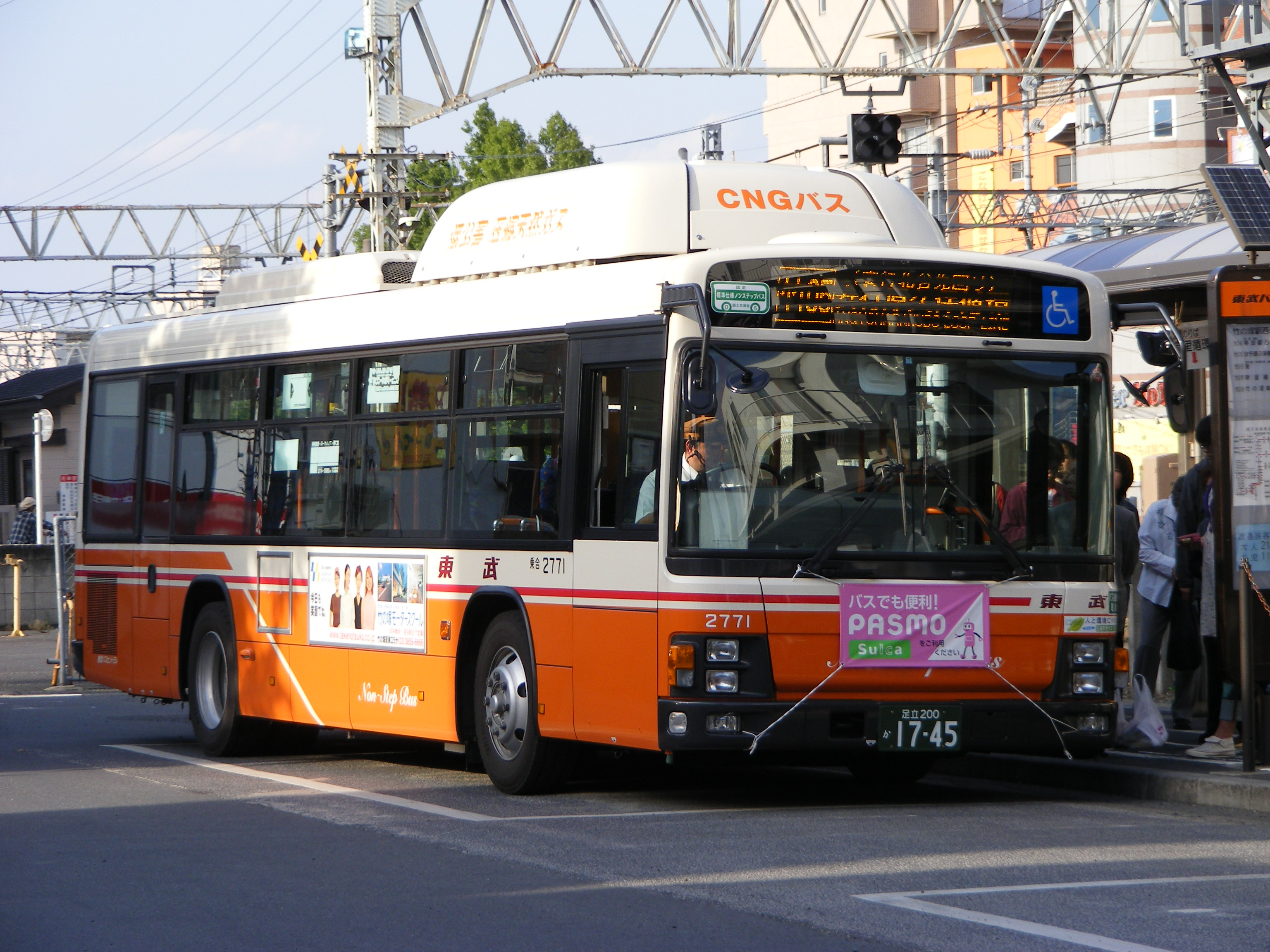
CNGノンステップバス（type-A） PDG-LV234L2改 東武バスセントラル

### LDG-LV234*3改
ディーゼル車（LKG-/LDG-LV234系）に遅れること2010年10月5日に発売開始。エンジンの変更はなく引き続き6HF1-TCS型 (180 kW (245 PS))だが、ディーゼル車のポスト新長期規制に相当する「圧縮天然ガス自動車の排出ガス技術指針（2008）」に適合しているほか、トランスミッションは引き続きアリソン製トルコンATを採用するが6速化された。車内外の基本的な仕様も同世代のディーゼル車と同等のマイナーチェンジが施された。
型式は以下の通り。
| WB 4.8 m      | WB 5.3 m      |
| ------------- | ------------- |
| LDG-LV234L3改 | LDG-LV234N3改 |

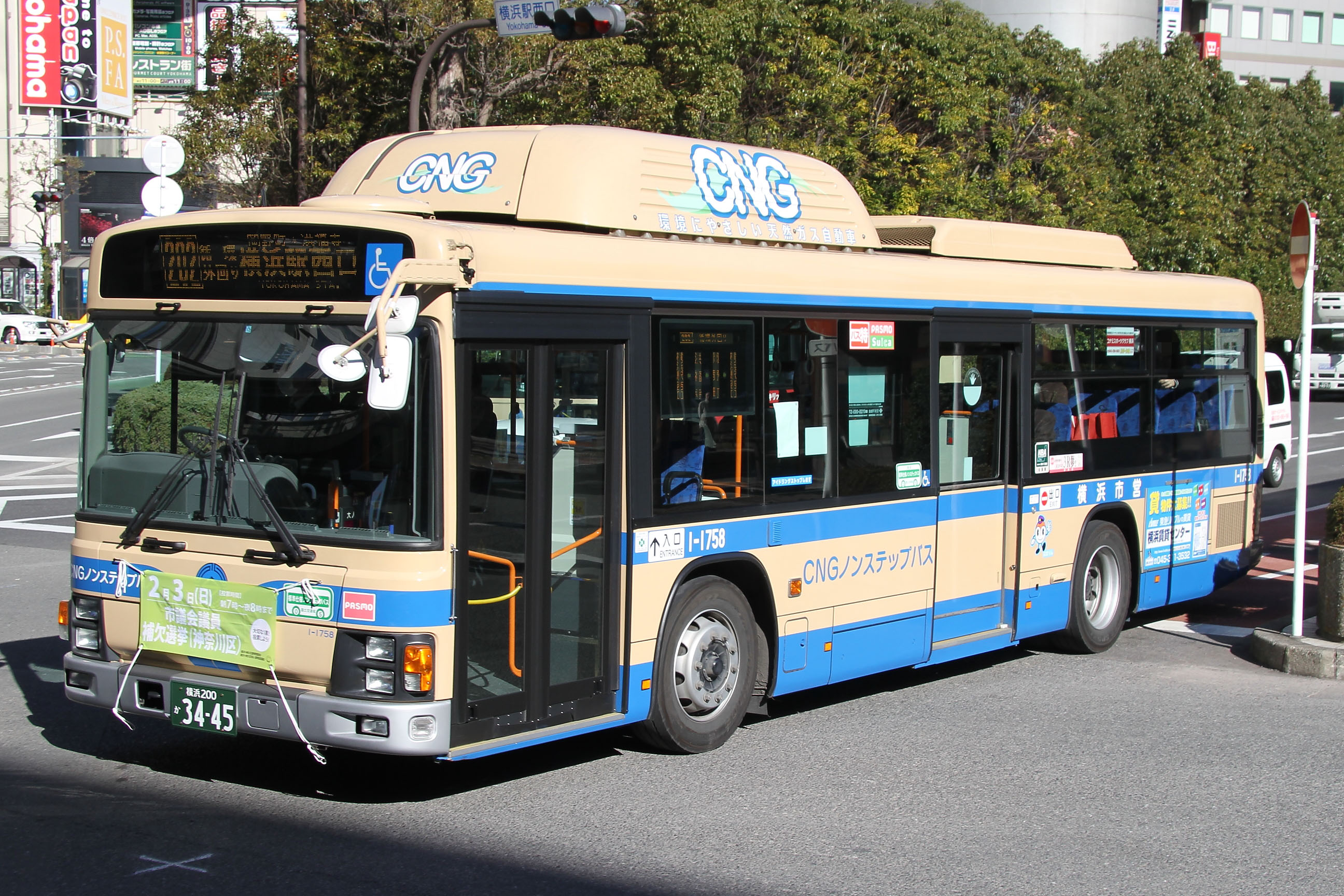
CNGノンステップバス（type-A） LDG-LV234L3改 横浜市交通局
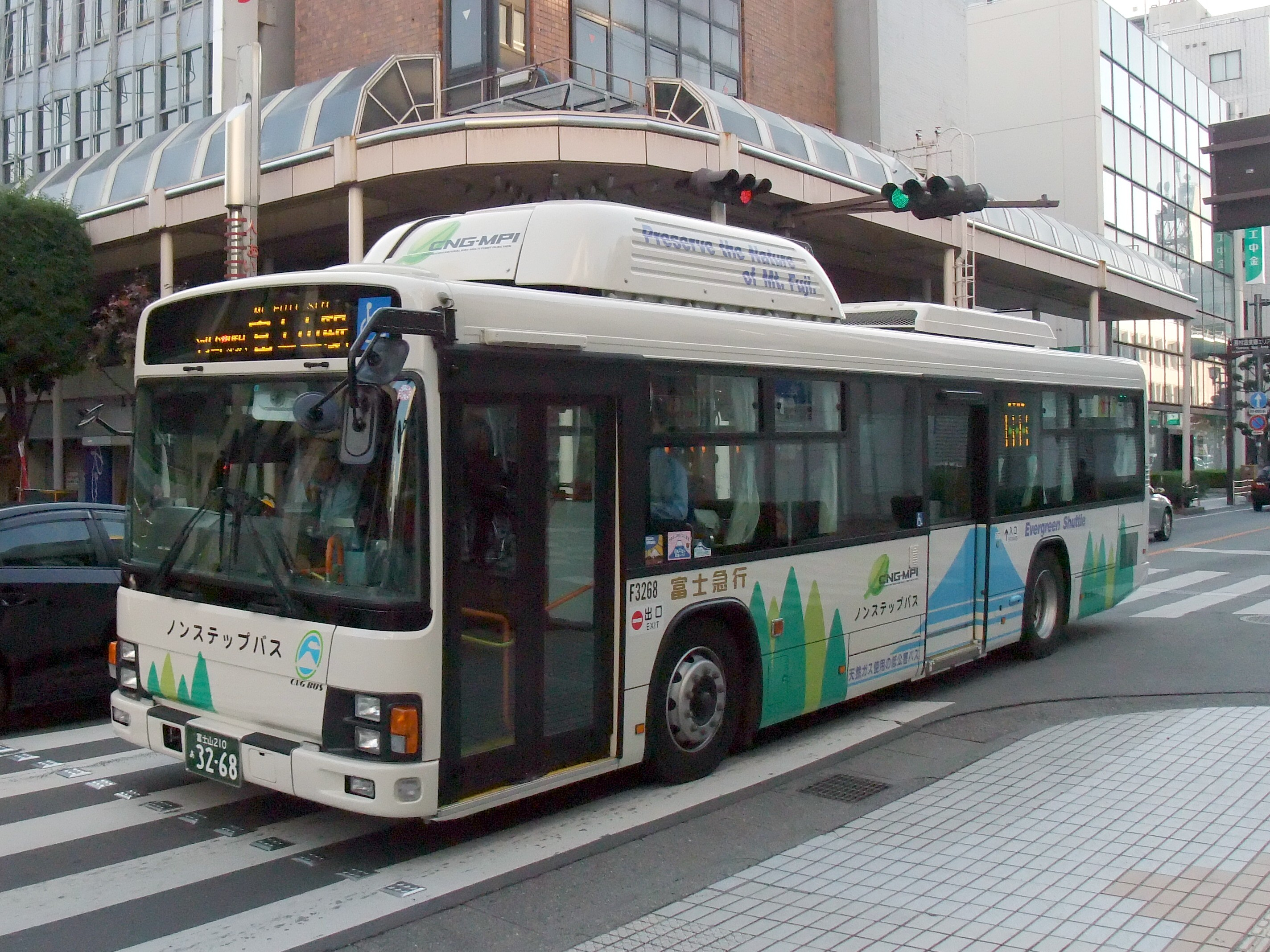
CNGノンステップバス（type-A） LDG-LV234N3改 富士急山梨バス

### QDG-LV234*3改
LDG-LV234*3改のうち、2012年4月1日以降に納入された車両については、新エコカー減税対応に伴う排出ガス規制記号の変更に対応するため、排出ガス規制記号を「QDG-」に変更している。これに伴い、ディーゼル車とともに平成21年排出ガス規制に対しPM10 %低減とされた。また、2012年7月以降に納入された車両は適用される新ワンマンバス構造要件（中扉開時の動力伝達カット装置標準装備など）に適合している。他の基本的な仕様はLDG-LV234*3に準じており直列6気筒エンジンの6HF1-TCS型 (180 kW (245 PS)) にアリソン製6速トルコンATが搭載される。ディーゼル車のツーステップバスとともに2017年まで発売。
型式は以下の通り。
| WB 4.8 m      | WB 5.3 m      |
| ------------- | ------------- |
| QDG-LV234L3改 | QDG-LV234N3改 |

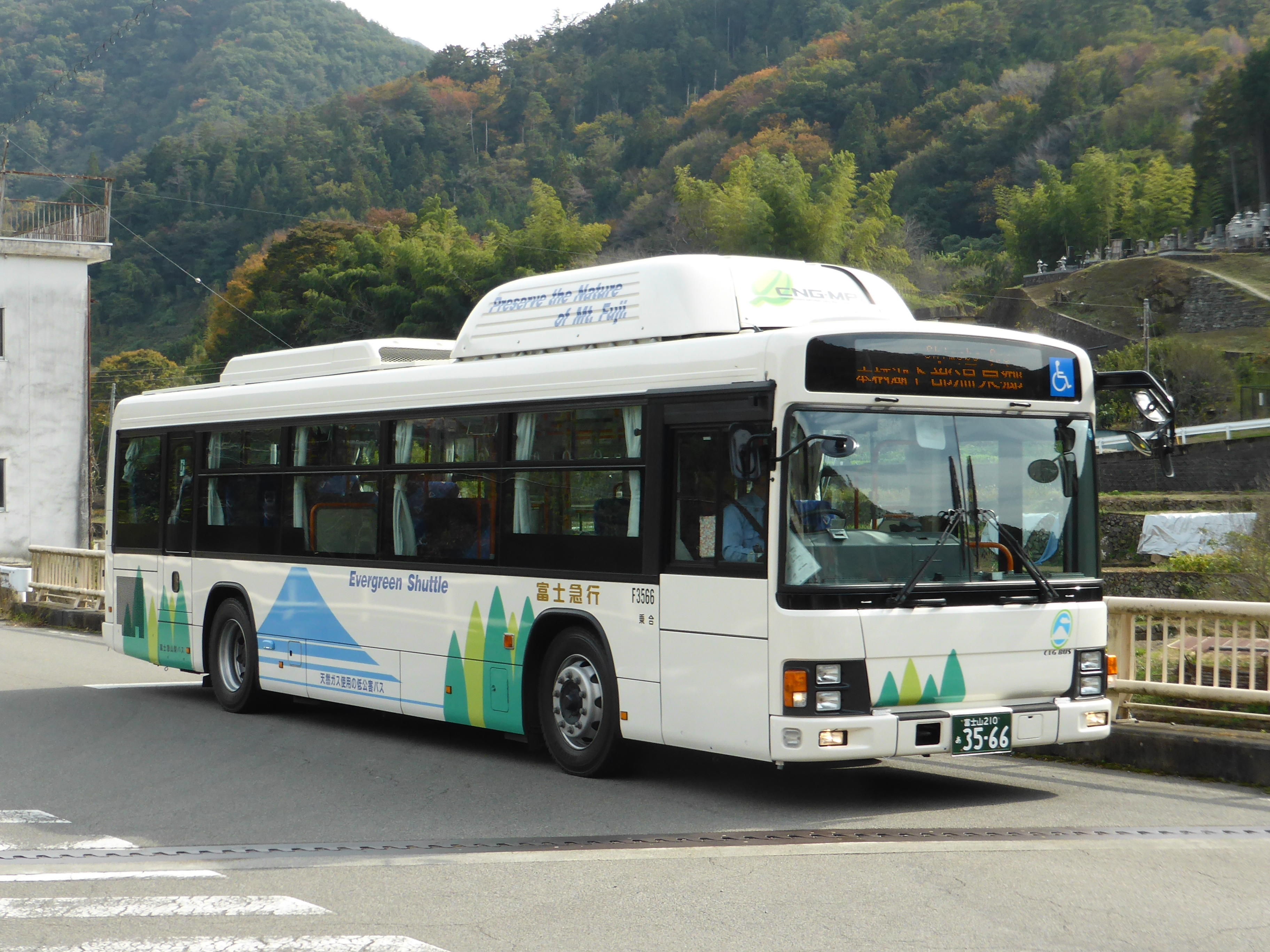
CNGノンステップバス（type-A） QDG-LV234N3改 富士急山梨バス

## エルガハイブリッド
エルガハイブリッドは初代と2代目ではLV系とHL系と型式が異なるほか、システムも初代がイートン製であるのに対し2代目は日野製となっており、バッテリーは初代がリチウムイオン電池 で2代目がニッケル水素電池 である。

### 初代（LV系）
| エルガハイブリッドの運転席 |  | 車内のバッテリー搭載部分 |
| エルガハイブリッドの運転席 |  | 車内のバッテリー搭載部分 |

東京モーターショー2011にて、エルガハイブリッドが出展された。出展車は試作車扱いでLV234L3である。初代エルガハイブリッドの量産車は、この量産タイプ試作車がベースとなっている。
なお、この量産タイプ製造前の2008年9月30日には、プロトタイプ（試作）ハイブリッドも開発しており、こちらはエアロスターエコハイブリッドと同様のシリーズハイブリッドシステムを採用していた。このため、6HK1型エンジンではなく4HK1-TCS（154 kW (210PS)）エンジンを採用しており、ハイブリッドバッテリーは屋根上に設置していた。CNGと同様のカバーを採用していたため、外観上CNG車と識別するのが困難であった。

#### QQG-LV234系
2012年8月9日、エルガハイブリッドが東京モーターショー2011参考出品車とほぼ同等の仕様で発売開始された。平成21年排出ガス規制に適合。NOx･PM10 %低減を達成、平成27年度重量車燃費基準達成+10 %を達成している。
従来のハイブリッドノンステップバスでは、ハイブリッドシステム用バッテリーが屋根上設置だったが、エルガハイブリッドはモーターショー出展車同様、車内最後部の非公式側の2席分にリチウムイオンバッテリー（346 V）を搭載した。このため従来車と比較し、L尺、N尺ともに座席が各3席減少している。バッテリーが室内設置となったことから、ディーゼル車との外観上の相違点はバッテリーによる非公式側最後部の窓の閉塞以外ほとんどなく、車高も従来のディーゼル車と同一のため、ディーゼル車で運用されてきた路線にも車高を気にせず投入できるメリットがある。
ハイブリッドシステムは、米・イートン・コーポレーション製のパラレルハイブリッドシステム を搭載しており、ディーゼル車と同形式の6HK1-TCC型 (191 kW (260 PS)) エンジンとHB1型モータ (44 kW (60 PS)) が組み合わされた。トランスミッションは、同じくイートン社製の6速AMT（自動変速式マニュアルトランスミッション）を採用している。モーター駆動のみでのEV走行中も、エンジンはアイドリング状態で回転している。それ以外の基本的な仕様は、ディーゼル車と同様となっている。
2012年9月、市販1号車が阪急バスに納入された。これを皮切りに、様々な事業者に導入されている。
2015年1月29日に改良が施され、車両の軽量化により定員が1名増加するなどの仕様変更があった。
型式は以下の通り。
| WB 4.8 m    | WB 5.3 m    |
| ----------- | ----------- |
| QQG-LV234L3 | QQG-LV234N3 |

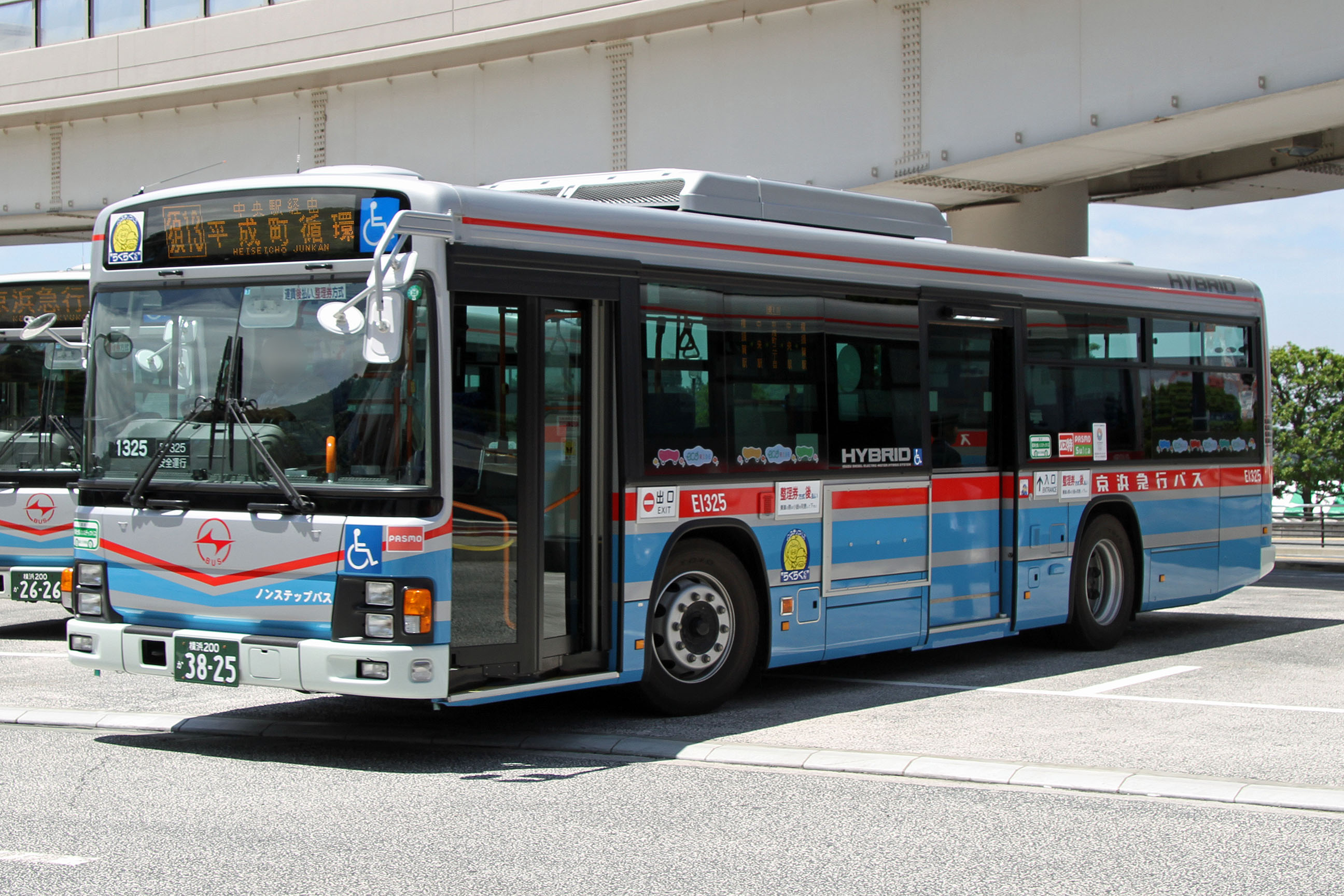
QQG-LV234L3 京浜急行バス
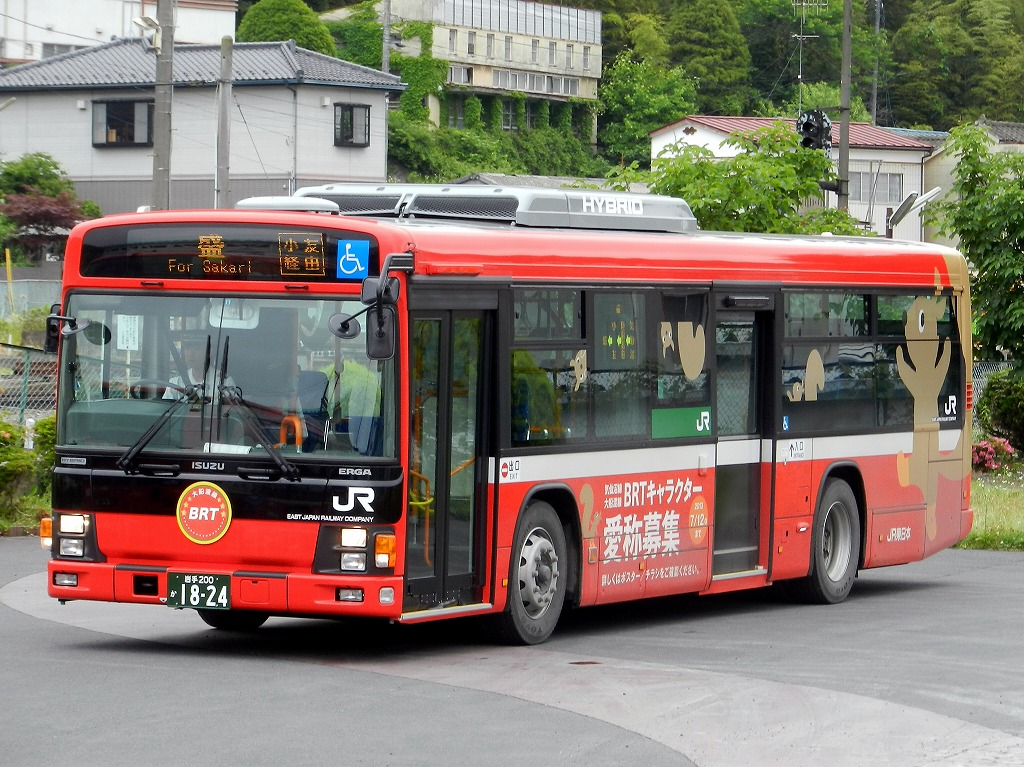
QQG-LV234N3 JR東日本
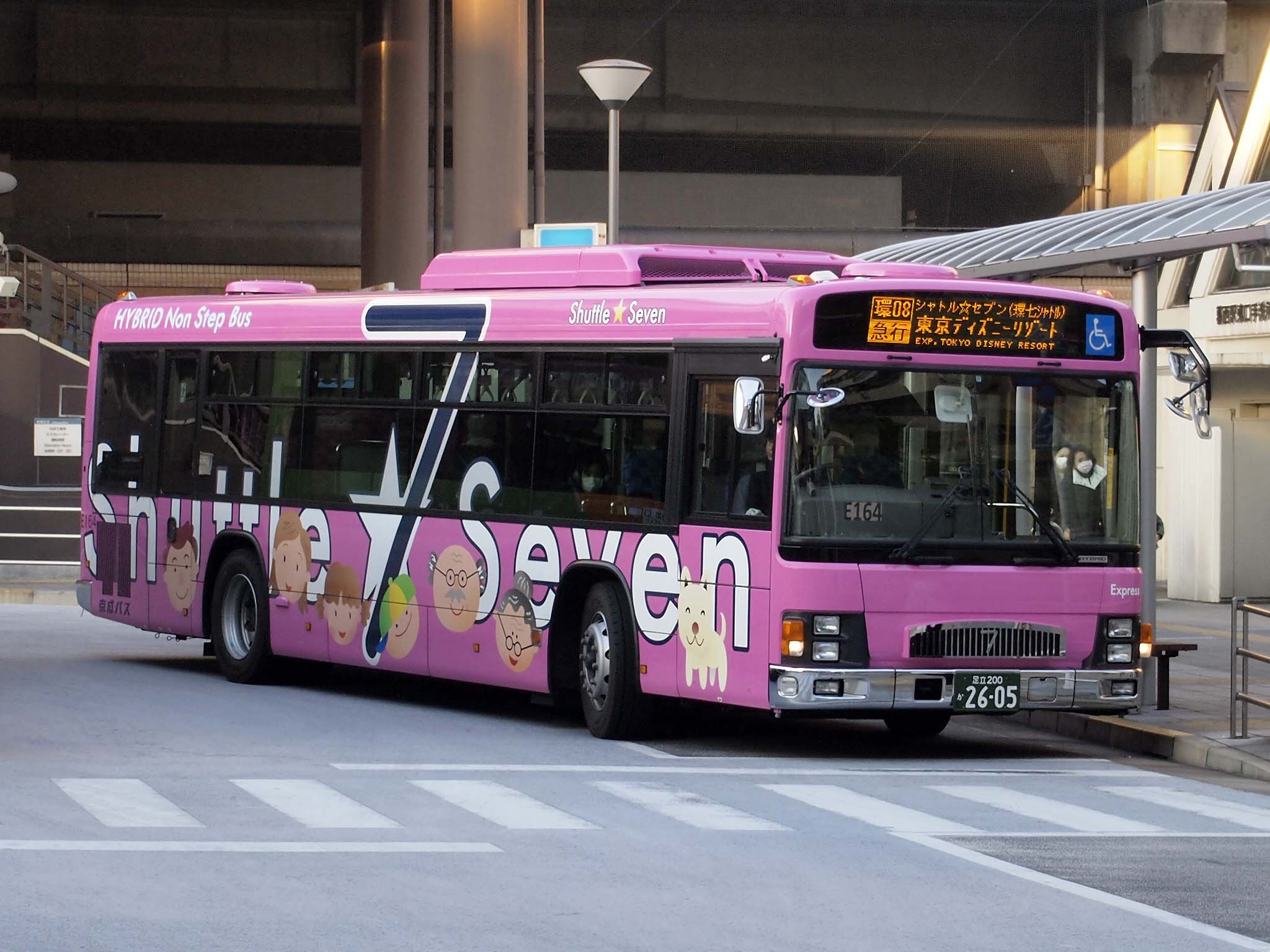
QQG-LV234N3 京成バス （東京特殊車体改造）
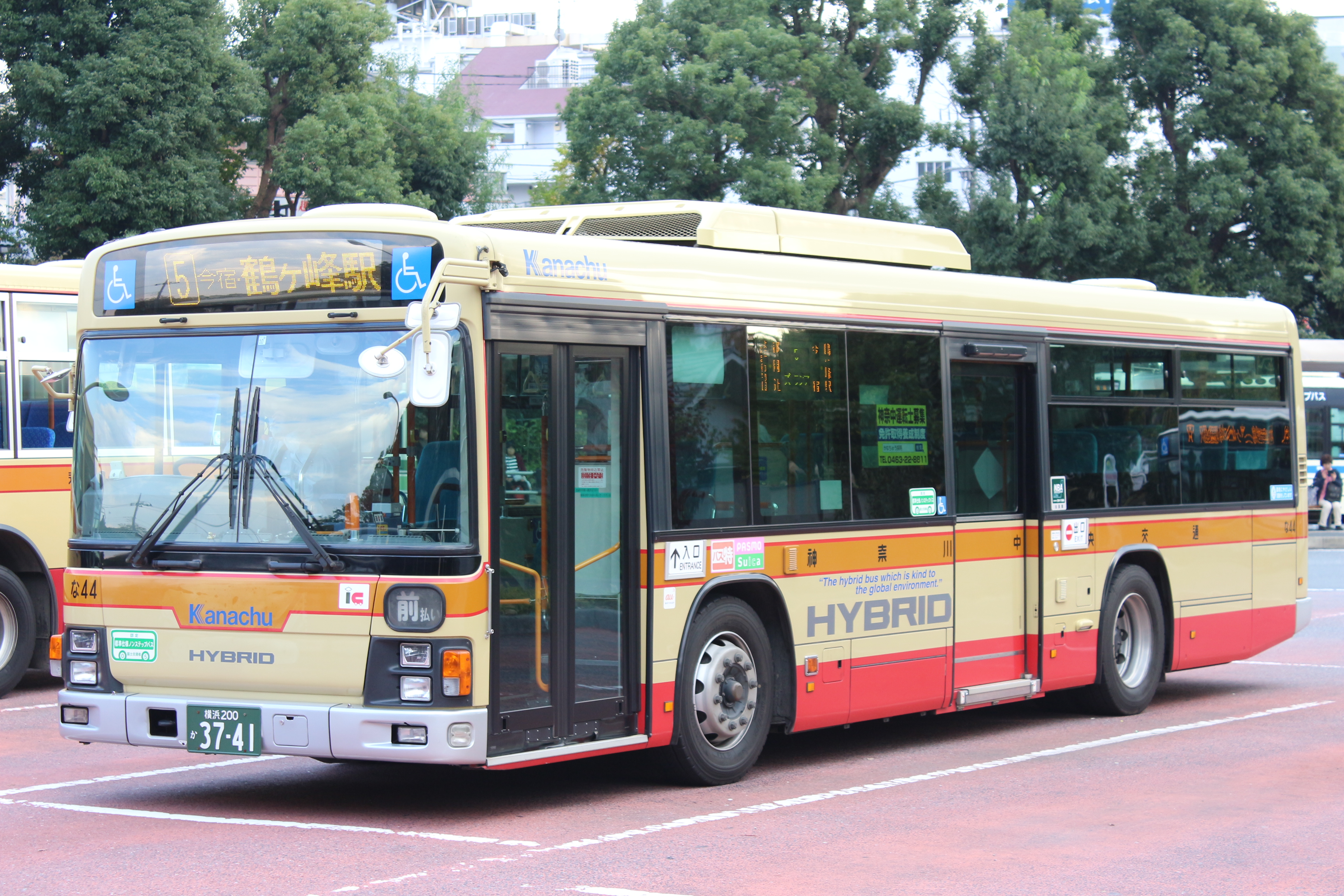
QQG-LV234L3 神奈川中央交通

#### QSG-LV234系
2015年4月、平成27年度重量車燃費基準達成+15 %を達成し、排出ガス規制記号がQSG-に移行した。
型式は以下の通り。
| WB 4.8 m    | WB 5.3 m    |
| ----------- | ----------- |
| QSG-LV234L3 | QSG-LV234N3 |

このモデルをもっていすゞが自社単独開発する初代エルガハイブリッド（LV系）は生産終了となり、ハイブリッドモデルは日野の製造するブルーリボンハイブリッドとの統合車種である2代目エルガハイブリッド（HL系）に統一されている。また、前述のように2代目エルガの発売開始に伴って、CNG車とツーステップバスも同時に生産終了したため、初代エルガ自体の生産も完全に終了した。

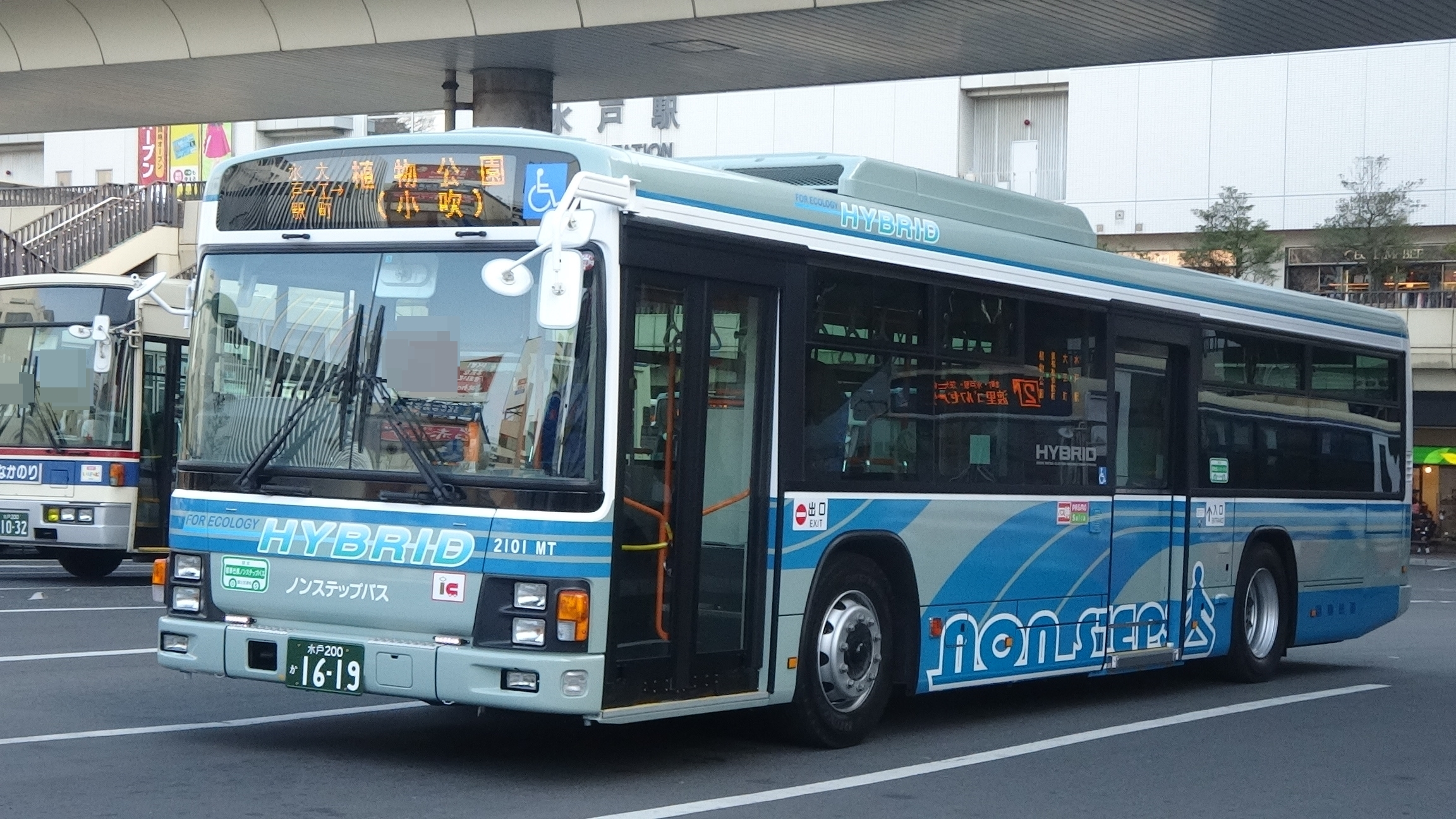
QSG-LV234N3 関東鉄道
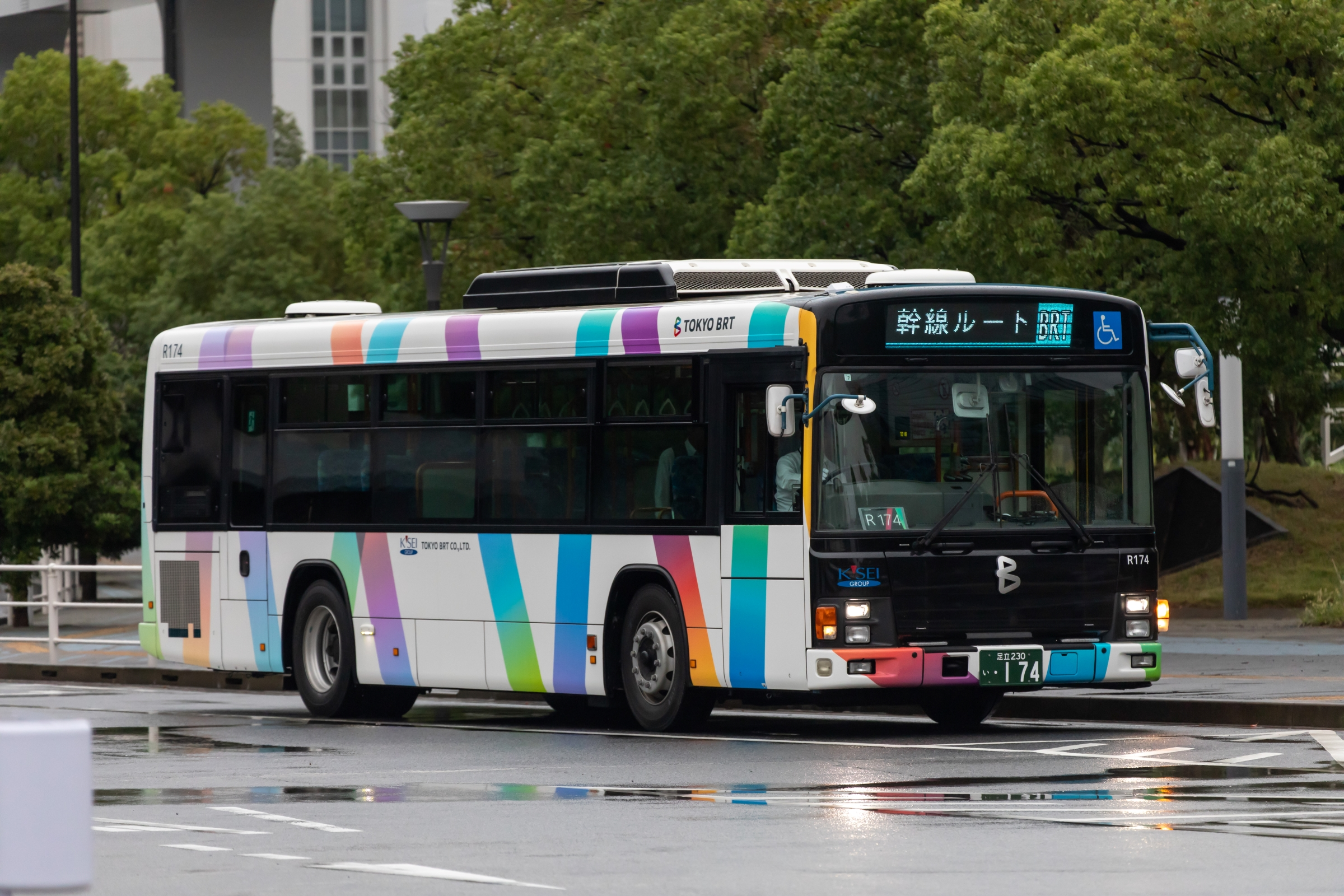
QSG-LV234L3 東京BRT

### 2代目（HL系）
2017年度に2代目エルガディーゼル車と同等のボディの2代目エルガハイブリッドへ移行し、前述の通りブルーリボンハイブリッドとの統合車種となった。シャシの設計は日野、ボディはいすゞ製の2代目エルガタイプ（ジェイ・バス宇都宮事業所製）となっている。

#### 2SG-HL2A*BD (前期型)
2017年度に日野製のA05C-K1エンジン（191 kW (260 PS)、排気量5,123 cc） を搭載したエルガハイブリッド（HL系）の型式を取得 し、翌年度・2018年4月13日の正式発表と同時に販売が開始された。型式取得時に国土交通省標準仕様ノンステップバスにも認定されている。型式は、WB 5.3 mが2SG-HL2ANBD、WB6.0mが2SG-HL2ASBD。
平成28年排出ガス規制に適合し、平成27年度燃費基準+15 %を達成した。日野製の6速AMT（ハイブリッド用）を採用している。
型式は以下の通り。
| WB 5.3 m(10.555m) | WB 6.0 m(11.255m) |
| ----------------- | ----------------- |
| 2SG-HL2ANBD       | 2SG-HL2ASBD       |

#### 2SG-HL2A*BD (後期型)
2019年6月11日よりドライバー異常時対応システムを標準装備するなどのマイナーチェンジを行い新発売。なお、ディーゼル車とは異なりこのマイナーチェンジによる型式の変更はない。
2022年8月2日からエルガデュオ共々、日野自動車エンジン不正問題に伴う国土交通省の指導により出荷を停止していた。
その後、2024年中に供給元の日野自動車とともに生産中止となった。
| WB 5.3 m(10.555m) | WB 6.0 m(11.255m) |
| ----------------- | ----------------- |
| 2SG-HL2ANBD       | 2SG-HL2ASBD       |

## エルガデュオ
エルガデュオ（ERGA DUO）は純国産初の量産連節バスとして、ブルーリボン ハイブリッド 連節バスとともに2019年（令和元年）5月27日より発売開始された。ハイブリッド機構等はHL系エルガハイブリッドと同一。
LX系を名乗り、型式はLX525Z1である。路線バスでは世界初となる「ドライバー異常時対応システム(EDSS：Emergency Driving Stop System)」を搭載している。エンジンは車両総重量が20 tを超えることから、日野・プロフィアと同じ直列6気筒のA09Cが搭載されている。
ブレーキはブルーリボンハイブリッド連節バスと同じく、国産の大型バスでは唯一の総輪ディスクブレーキを採用している。
2022年8月2日よりエルガハイブリッド共々、日野自動車エンジン不正問題に伴う国土交通省の指導により出荷を停止していたが、現在では出荷が再開されている。

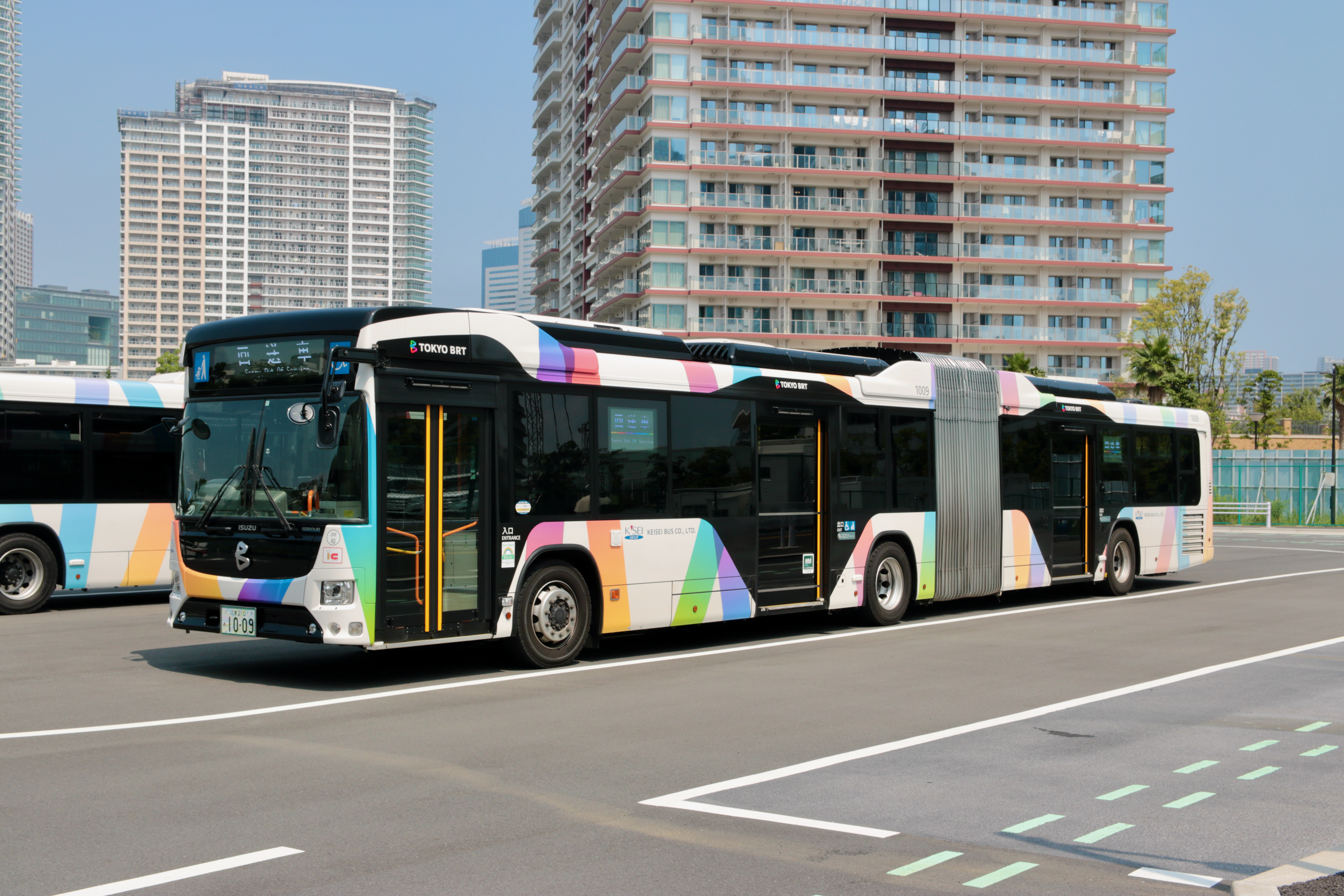
LX525Z1 東京BRT
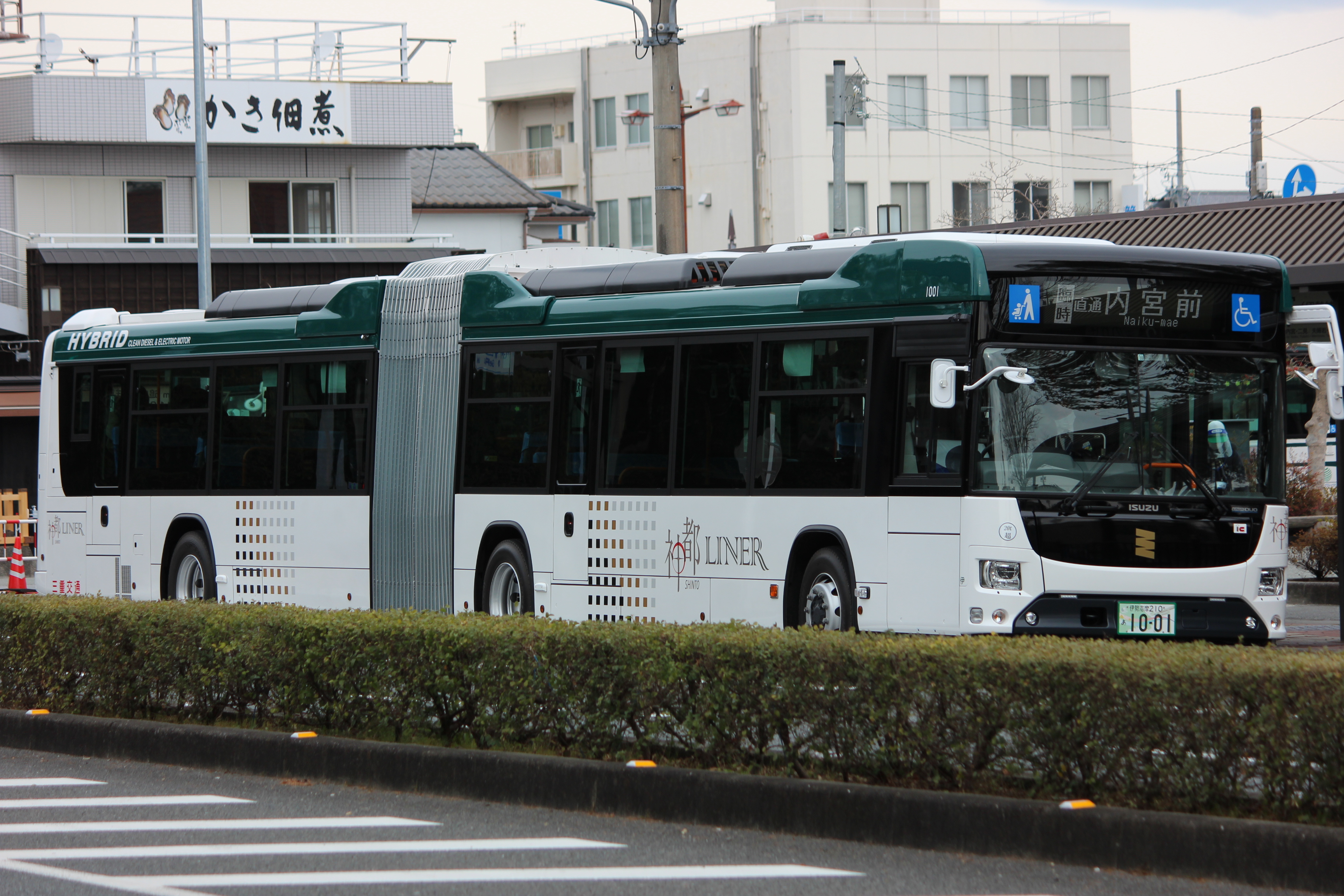
LX525Z1 三重交通「神都ライナー」

## エルガEV

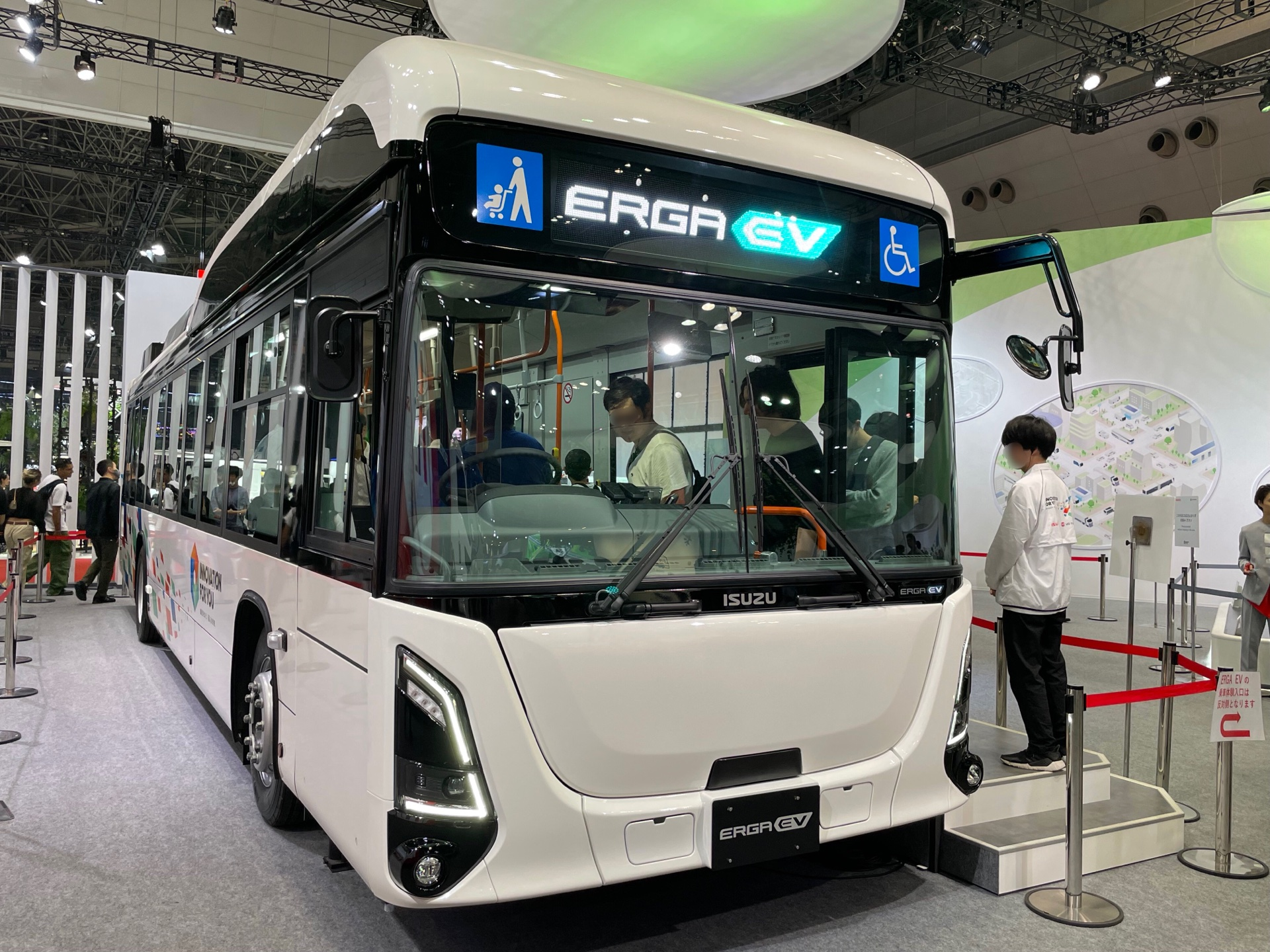
ZAC-LV828L1 JAPAN MOBILITY SHOW 2023展示車

エルガEV（ERGA EV）は量産型電気バスとして、2024年（令和6年）5月28日に発売開始された。同年10月には統合車種の日野・ブルーリボンZ EVが発売され、あわせて両車種に郊外型モデルが導入された。
ボディ全体がモデルチェンジし、ショートホイールのみ設定となり、ディーゼル車とは車体が異なる。また、エルフやフォワードに採用されたスイッチ式電動パーキングブレーキが採用され、ヘッドライトも共通の部品となっている。テールランプも異なり下の位置になった。内装はステップを無くし、国内メーカー初となる車内フロアのフルフラット化を実現させた。
型式はZAC-LV828L1である。

## 教習車
エルガ／ブルーリボンIIからは、乗合や貸切用途のほかに大型第二種免許向けの教習車のラインナップが設定されている。それまでは全長9 mのバス（いすゞ・エルガLT・いすゞ・キュービックLTなど）が用いられてきたが、中型免許新設に伴って各地の教習所の車両が全長11 mの車両に代替されることになったことによるものであり、2003年に先行導入された神奈川県警察運転免許センターを皮切りに発売を開始した。
ラインナップはこれまでの乗合車種同様、排出ガス規制ごとにあわせたラインナップになっており、PDG-KV系からはヘッドランプが2灯式に変更された（日野へはPJ-車から供給開始）。すべて全長11 m・N尺のツーステップバスとなり、改造扱いとなる。教習車らしい特徴的な仕様が設定され、前扉がカットされてその部分に助手席が設定されているほか、当然ながら補助ブレーキや教官用のメーター類なども整備されている。また一部には2ステップトップドアのエルガから、方向幕をうめた教習用バスも存在する（エルガの前型式であるキュービックにも存在する）。なお、2012年7月1日をもって製造中止となったが、ブルーリボンIIには引き続きツーステップ製造終了するまで、設定されていた。メーカーによる路線車から教習車への改造メニューもある。
型式は以下の通り。すべてホイールベース5.3 m、ツーステップ中扉仕様 、エアサス車である。
|                       | エンジン | いすゞ・エルガ | 日野・ブルーリボンII |
| --------------------- | -------- | -------------- | -------------------- |
| 2003年 - 2005年       | 8PE1-N   | KL-LV280N1改   |                      |
| 2005年 - 2007年8月    | 6HK1-TCC | PJ-LV234N1改   | PJ-KV234N1改         |
| 2007年8月 - 2010年8月 | 6HK1-TCC | PDG-LV234N2改  | PDG-KV234N2改        |
| 2010年8月 - 2012年7月 | 6HK1-TCC | LDG-LV234N3改  | LDG-KV234N3改        |
| 2012年7月 - 2017年8月 | 6HK1-TCC | 設定無し       | QDG-KV234N3改        |

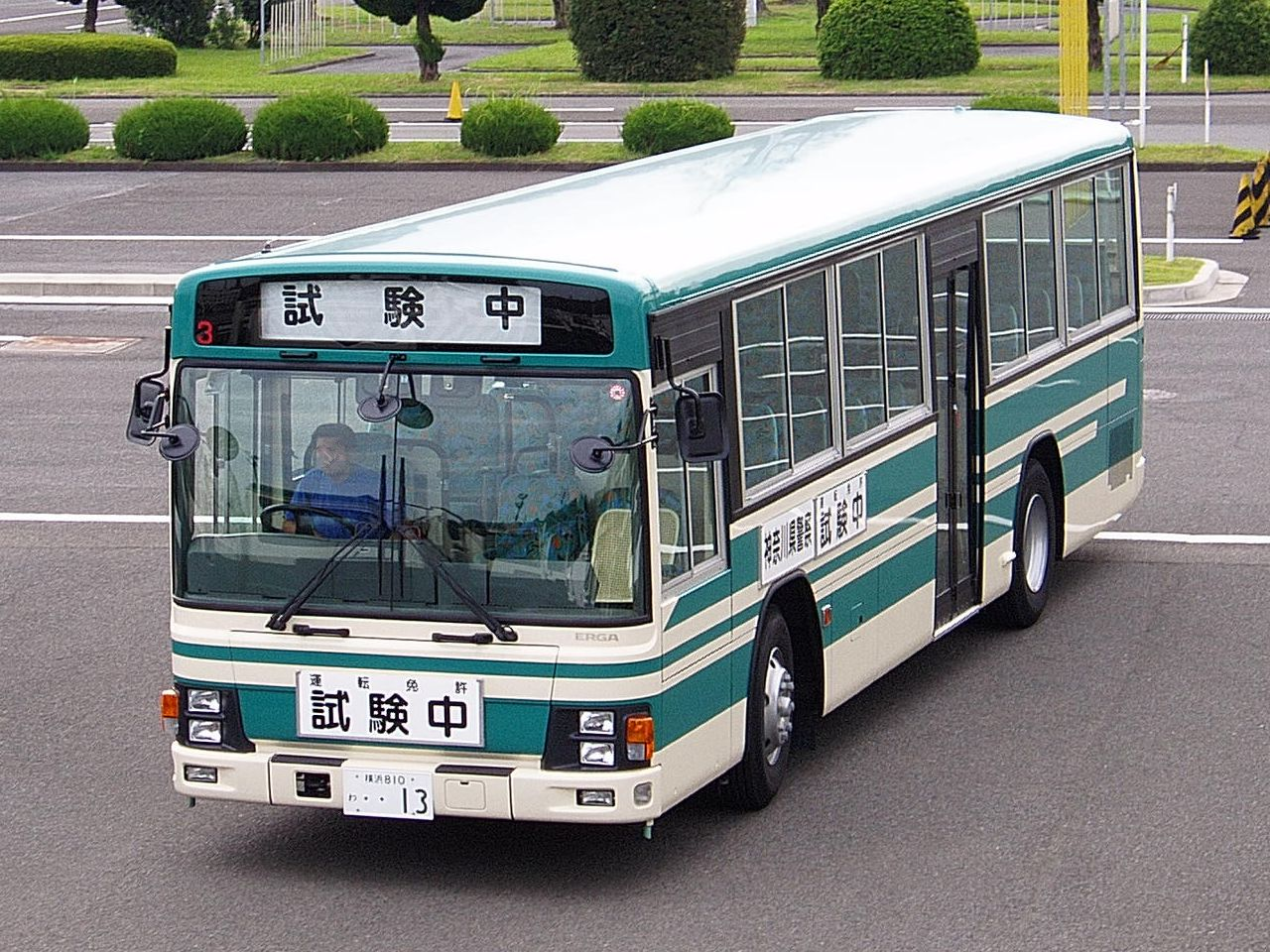
神奈川県警察運転免許センターの車両 KL-LV280N1改
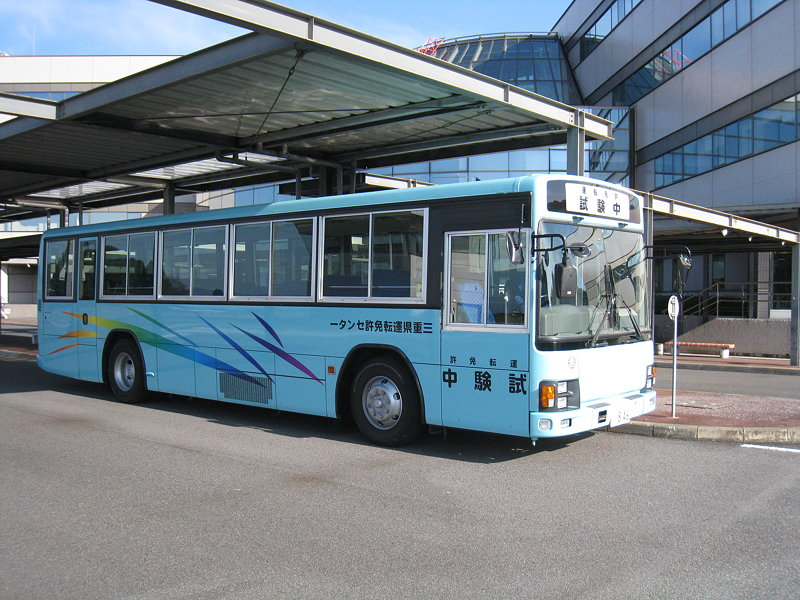
三重県運転免許センターの車両 PJ-LV234N1改
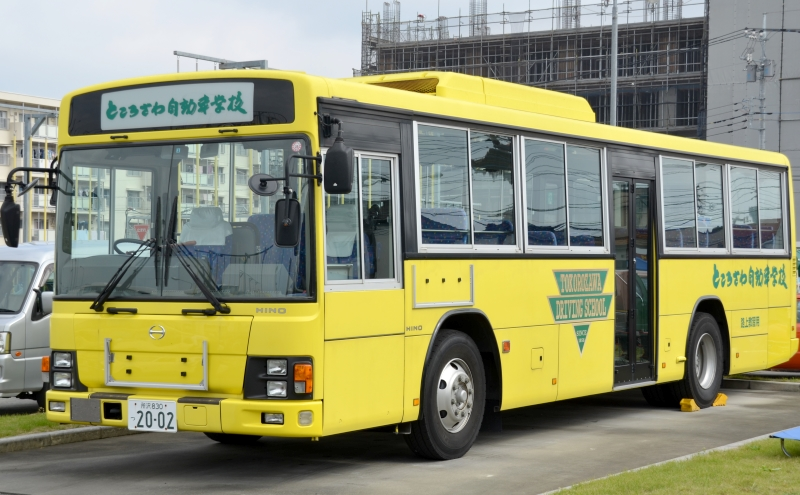
ところざわ自動車学校の車両 PJ-KV234N1改
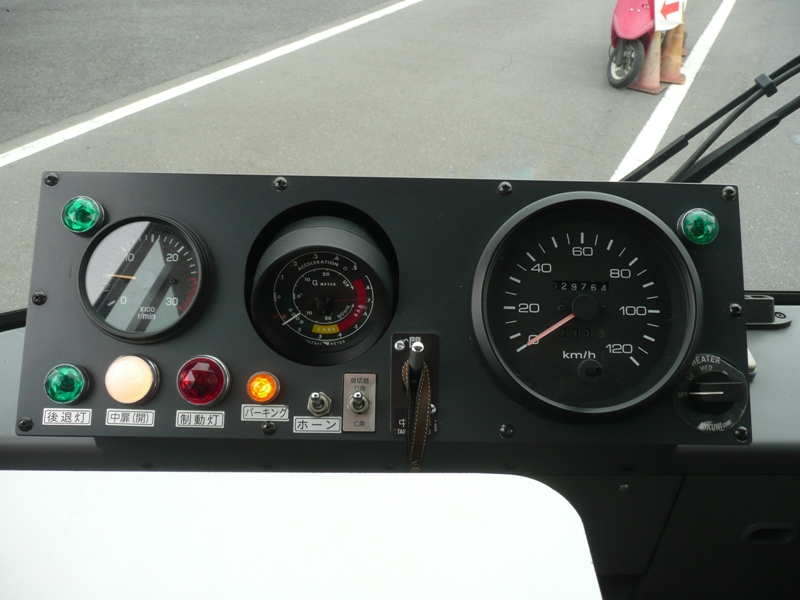
教官用メーター

## 非純正車体架装車
エルガの車体は、基本的にいすゞバス製造またはジェイ・バスで製造された純正車体が架装されるが、一部には富士重工業製車体 や西日本車体工業製車体の架装例もある。

### 富士重工製ボディ

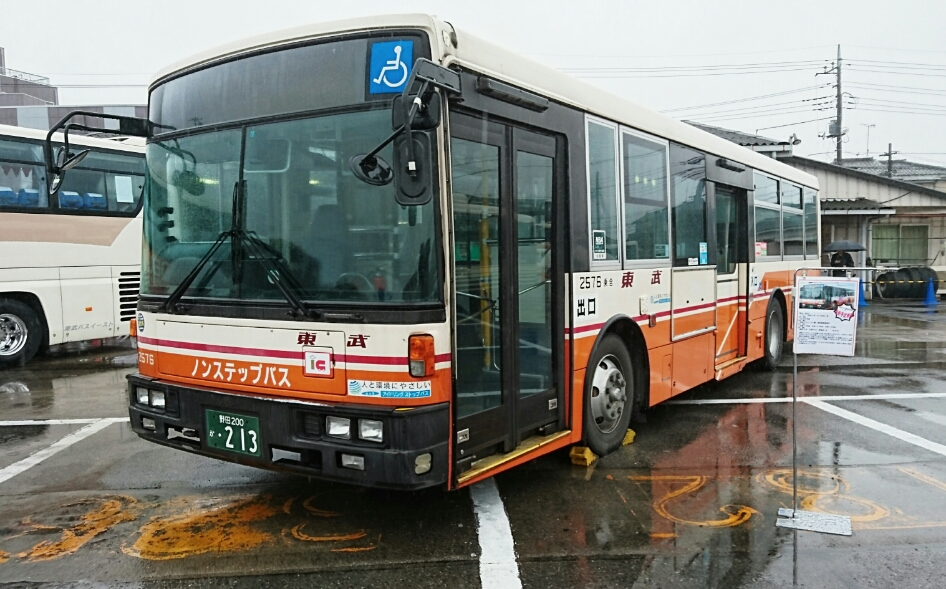
KL-LV280L1 東武バスイースト ノンステップ・type-A
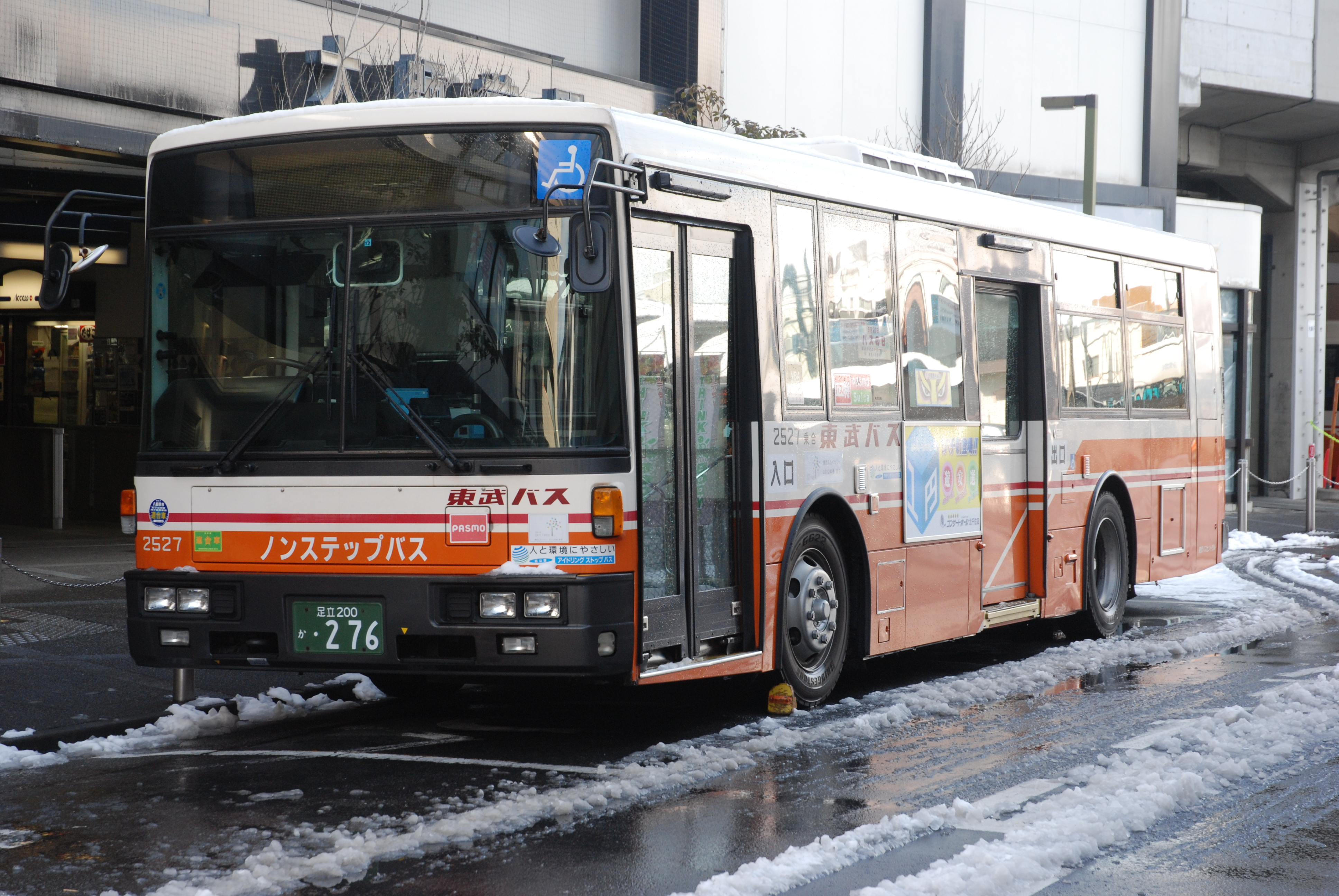
KL-LV834L1 東武バスセントラル ノンステップ・type-B
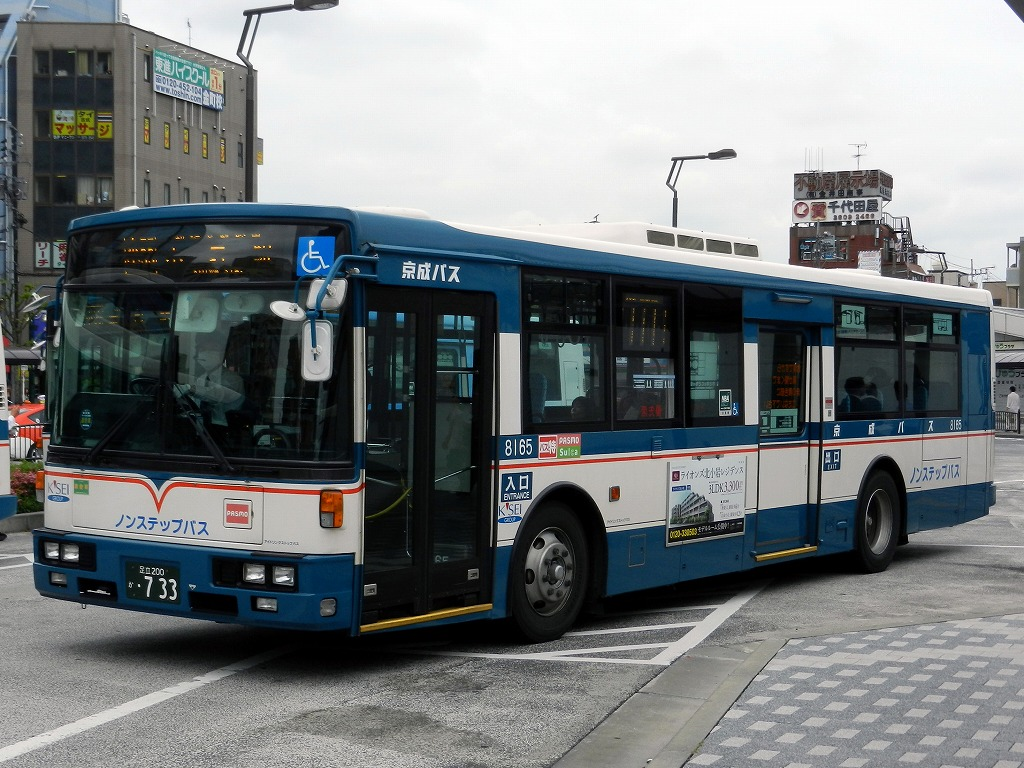
KL-LV834L1 京成バス ノンステップ・type-B

富士重工業製車体は、2000年にモデルチェンジした新7Eとなる。主に首都圏で富士重工製車体を好んで導入していた事業者で採用され、相鉄バス、東武バス、神奈川中央交通 がまとまった数を導入したほか、京成バスや千葉中央バス でも採用例がある。
富士重工製車体の多くはKL-LV280/380系だが、京成バス、東武バスではKL-LV834系フルノンステップバス（type-B）でも富士重工新7E車体と純正車体で導入していた。
富士重工製車体での架装は、2003年3月に同社がバスボディ製造から撤退するまで継続された。除籍後に地方の事業者やグループ会社へ移籍した車両もある。
ワンステップバス

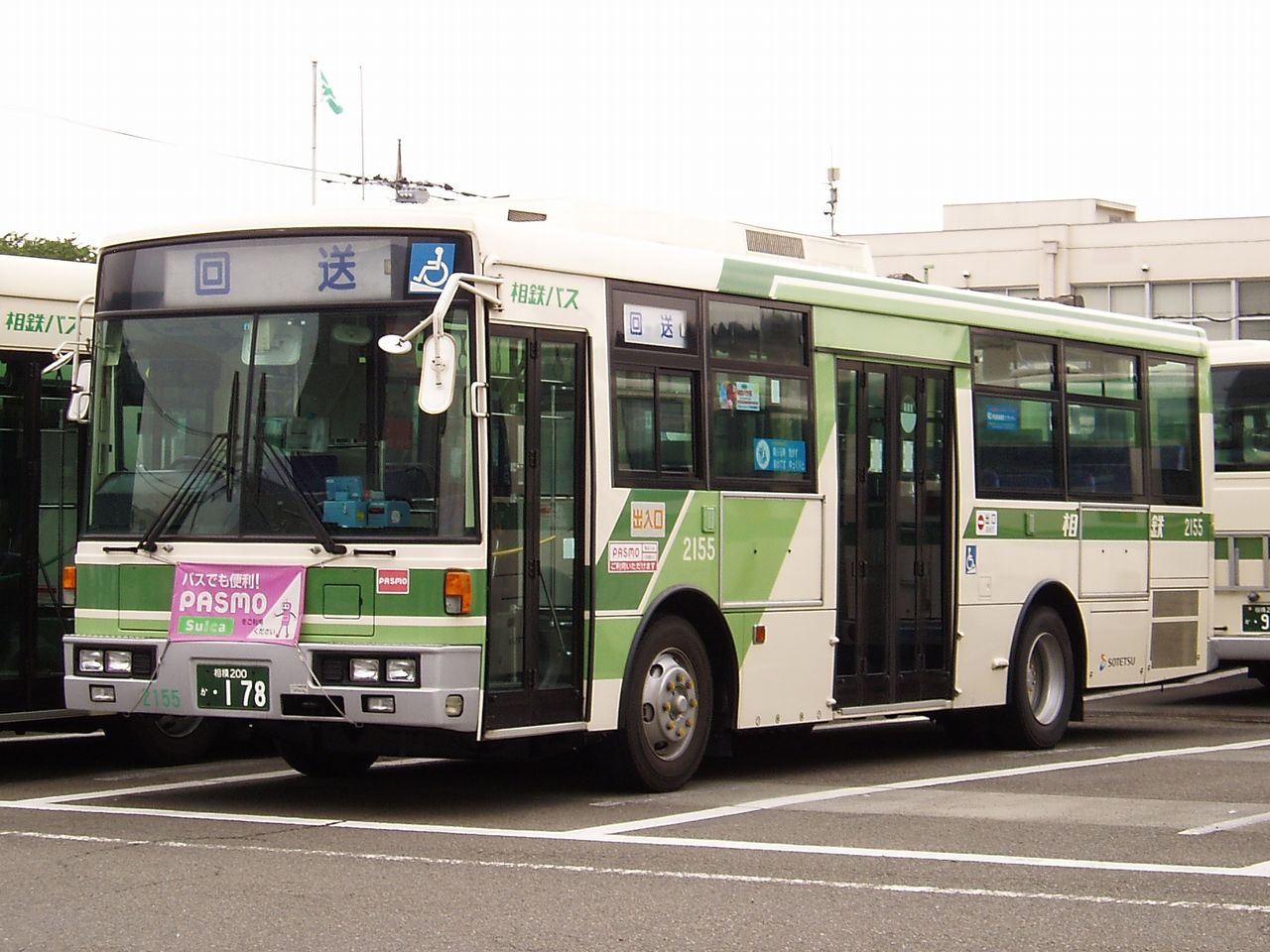
KL-LV280L1 相鉄バス (L尺) 一般路線車
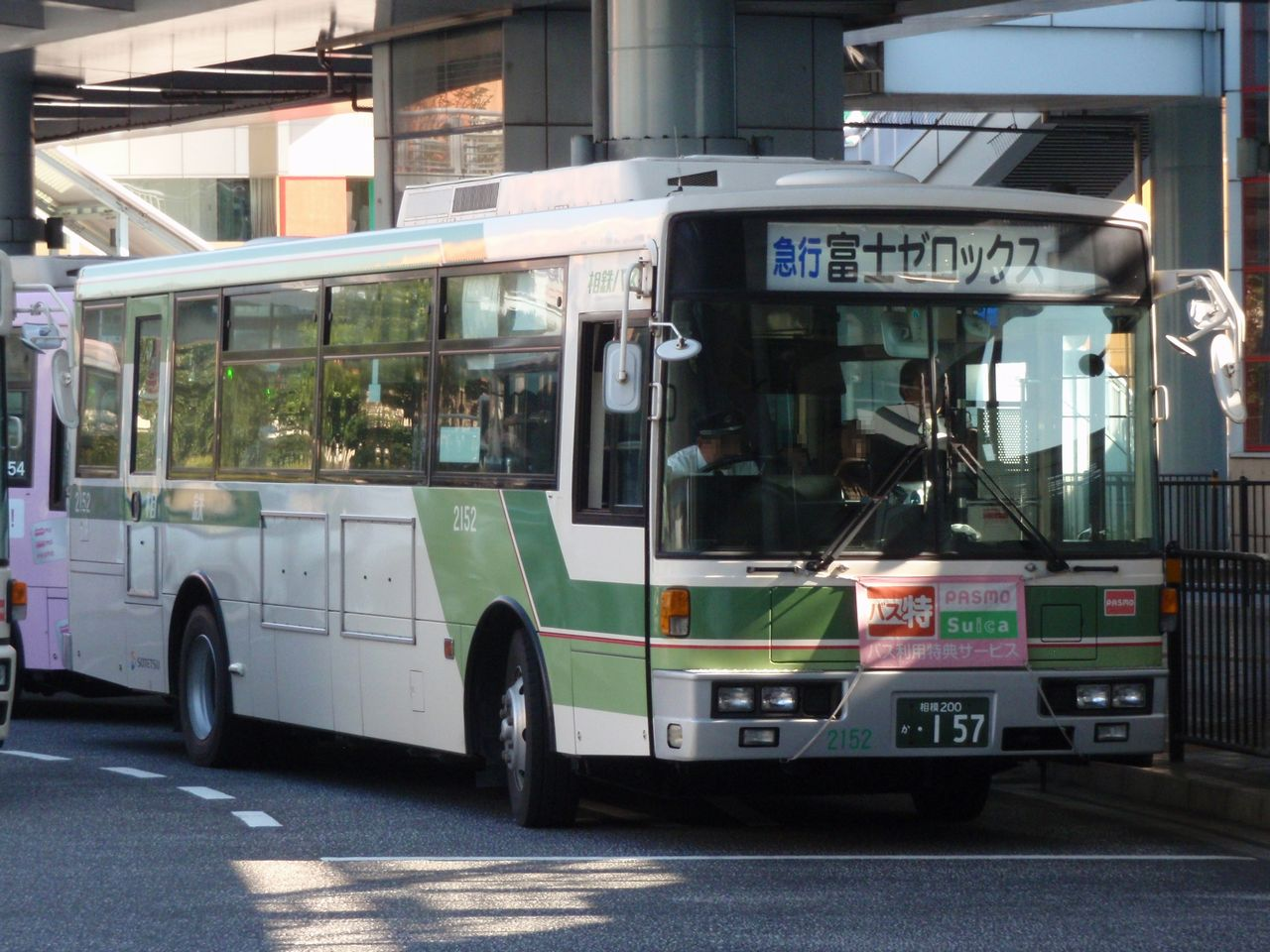
KL-LV280N1 相鉄バス (N尺) 企業送迎用特定車。ロマンスシートのワンステップ車
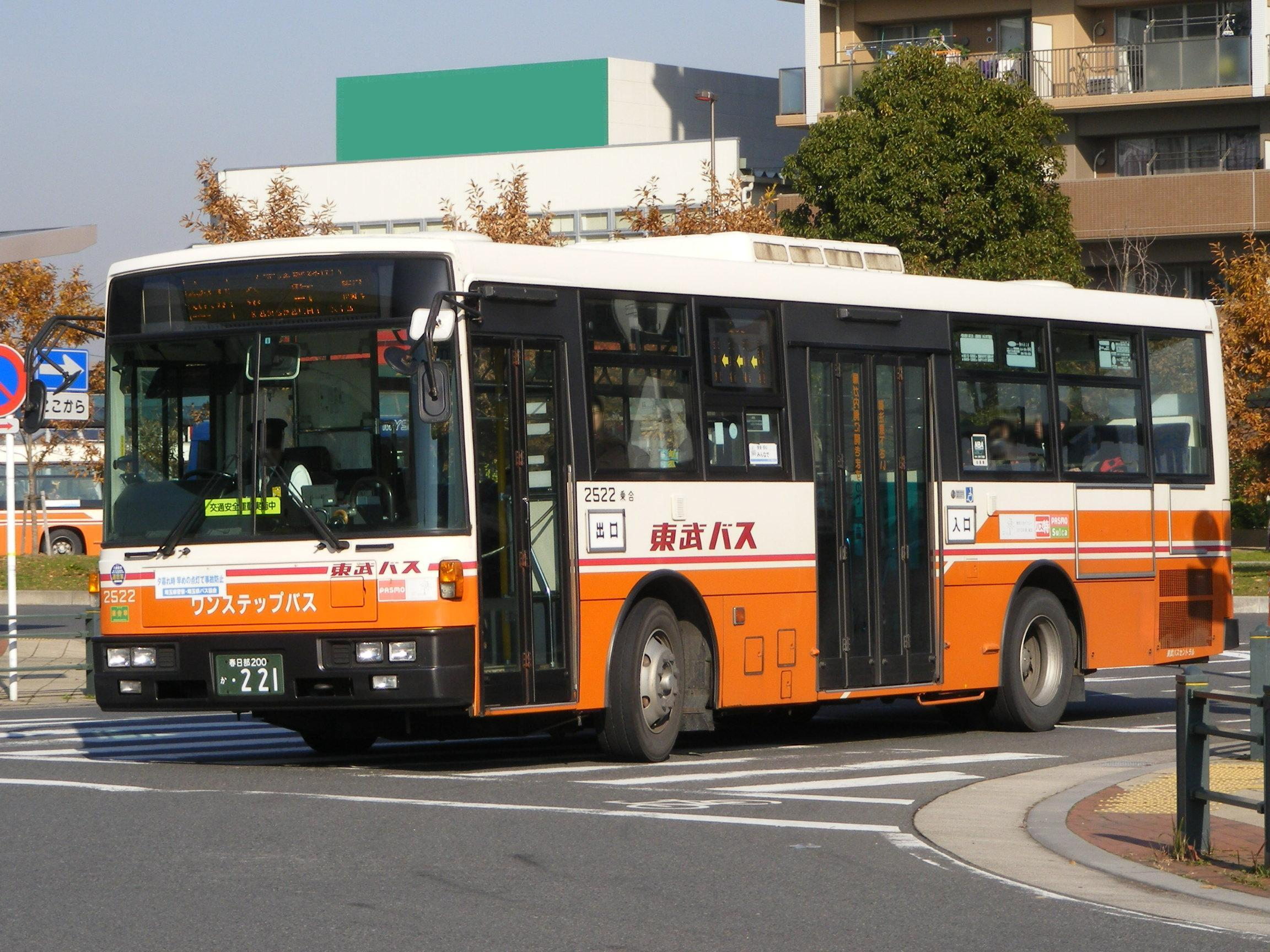
KL-LV280L1 東武バスセントラル
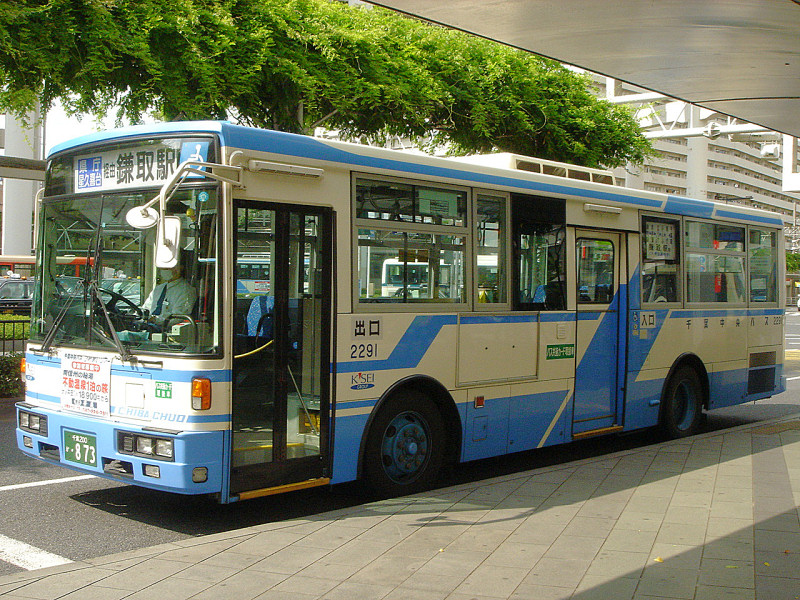
KL-LV280L1 千葉中央バス（2003年式）

ノンステップバス
- KL-LV280L1
東武バスイースト
ノンステップ・type-A
- KL-LV834L1
東武バスセントラル
ノンステップ・type-B
- KL-LV834L1
京成バス
ノンステップ・type-B

### 西日本車体工業製ボディ
西日本車体工業架装車は、純正車体がジェイ・バスでの製造になってからしばらく製造が行われていなかったが、2005年頃から発売を再開し、2010年に同社が解散するまで製造された。車体は96MCとなる。西日本の事業者を中心に採用例が多数ある。
2003年4月以降の架装車種については「西日本車体工業#2003年4月以降に日産ディーゼル以外にボディ架装を行った例」を参照のこと。
西日本車体工業架装車

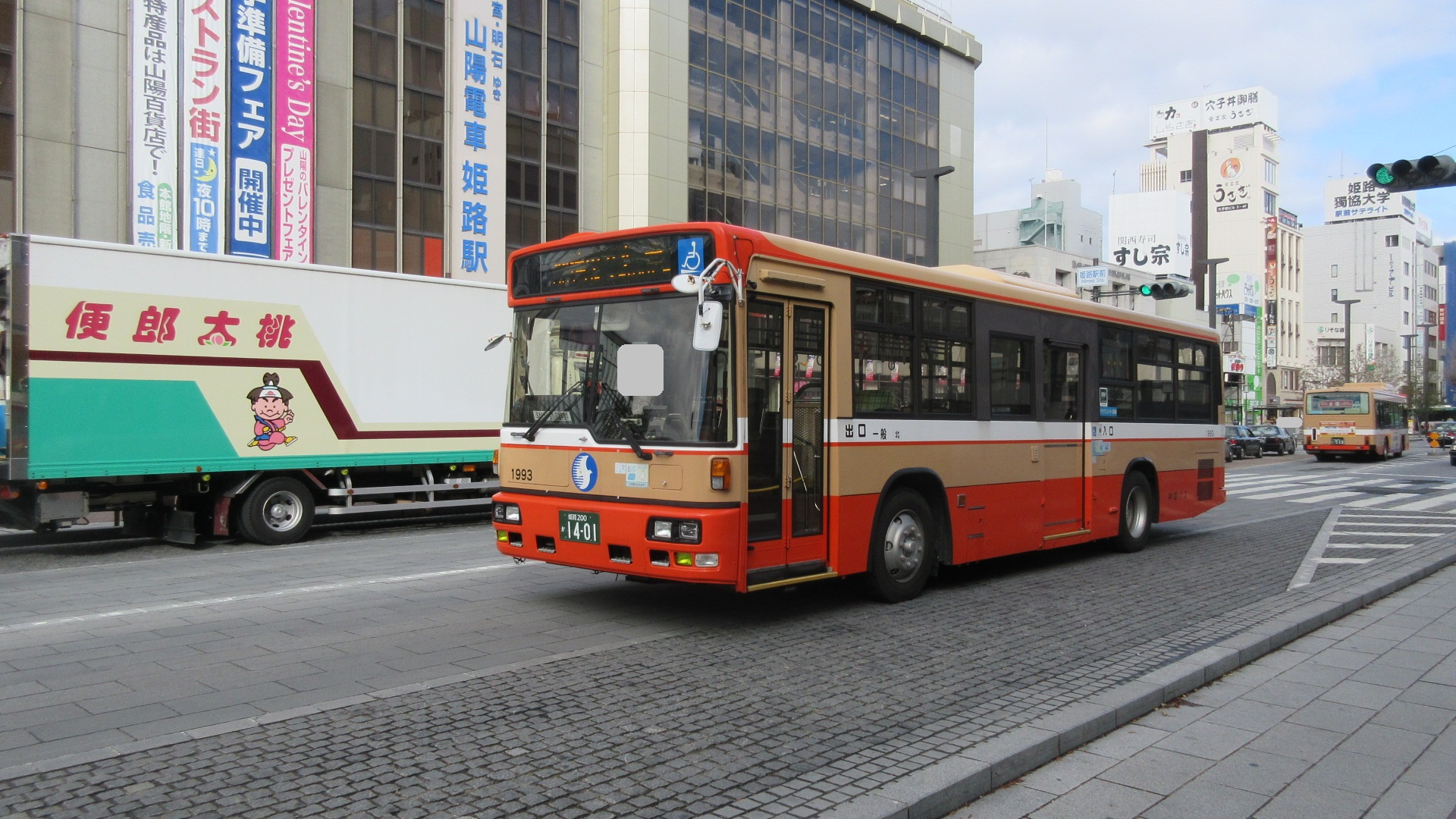
ノンステップ・type-A KL-LV280L1改 神姫バス
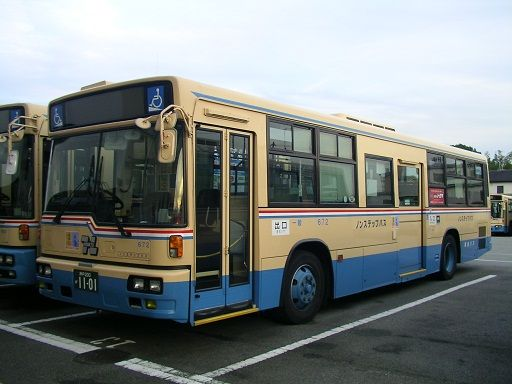
ノンステップ・type-A KL-LV280N1 阪急バス
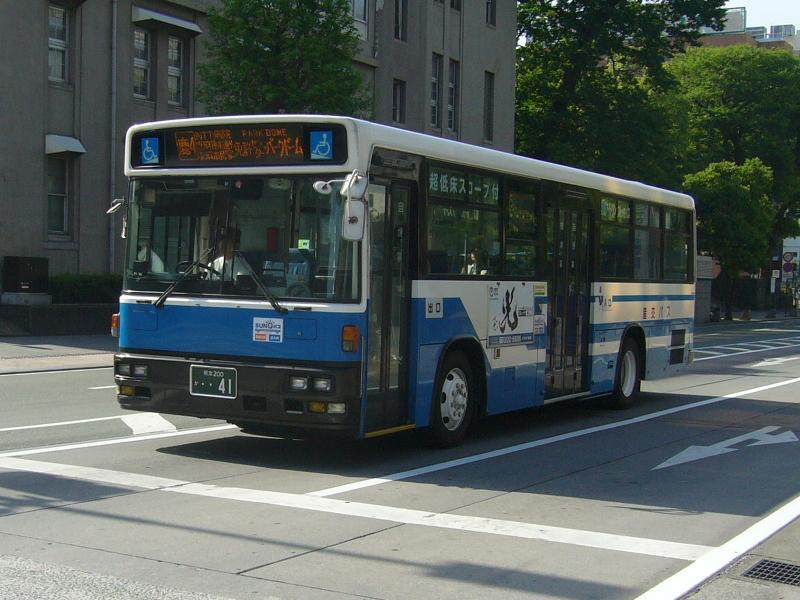
ワンステップ KL-LV280N1 九州産交バス
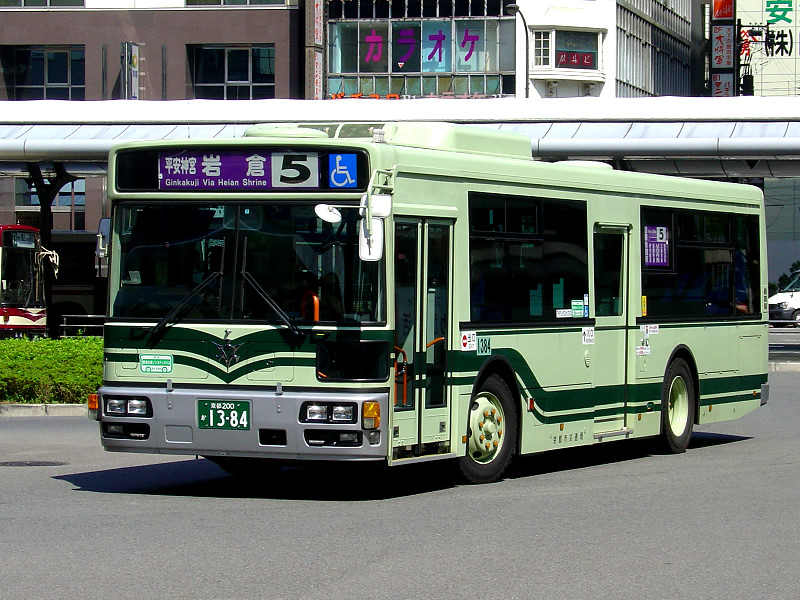
ノンステップ PJ-LV234L1 京都市交通局
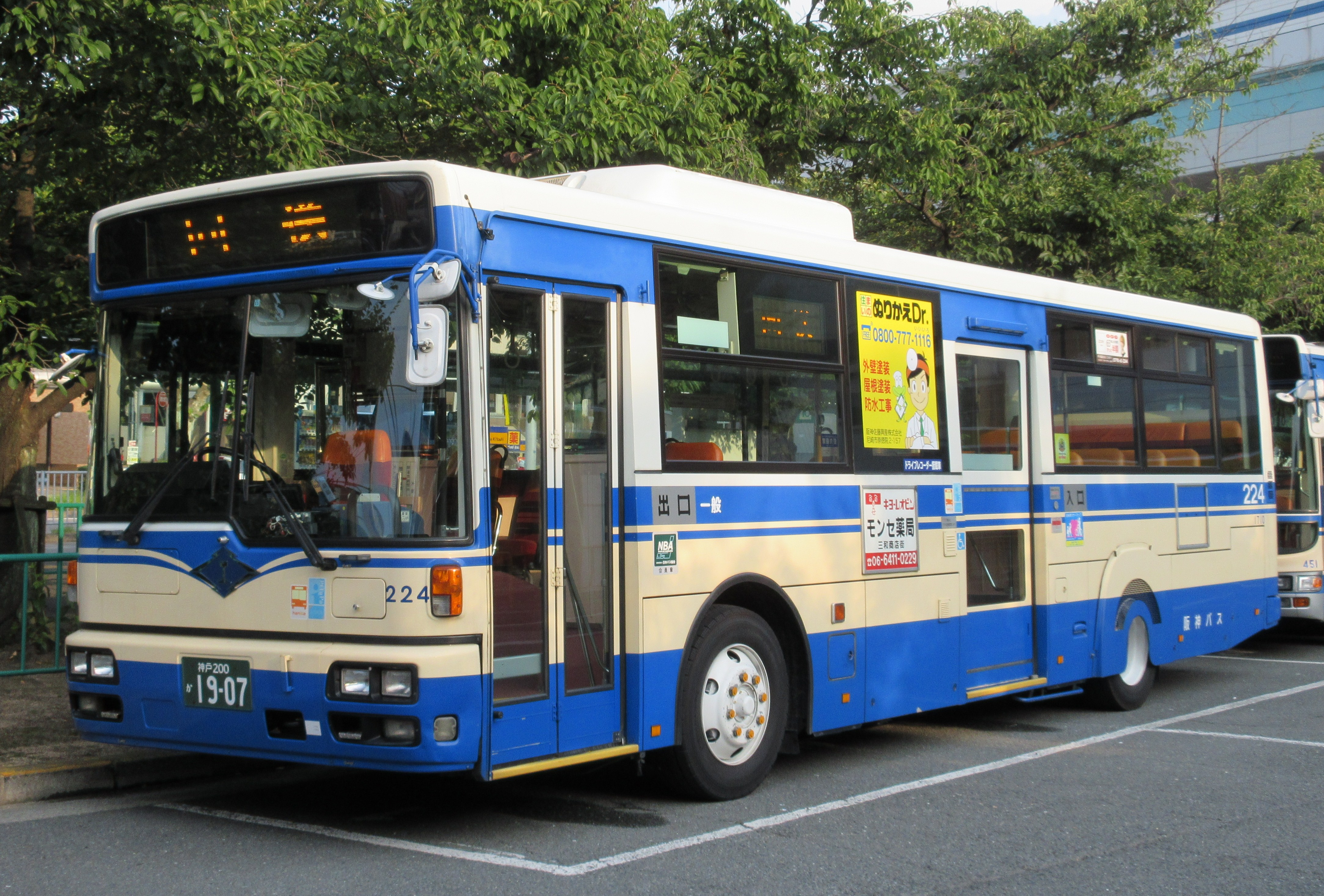
ワンステップ PJ-LV234L1 阪神バス（阪神線塗装）